# История Армении
Исто́рия Арме́нии — история Армении как государства и историко-географического региона. В статье представлено краткое описание основных исторических событий, связанных с армянским народом и армянской государственностью, начиная с доисторической эпохи и заканчивая событиями начала XXI века.

## Доисторическая эпоха

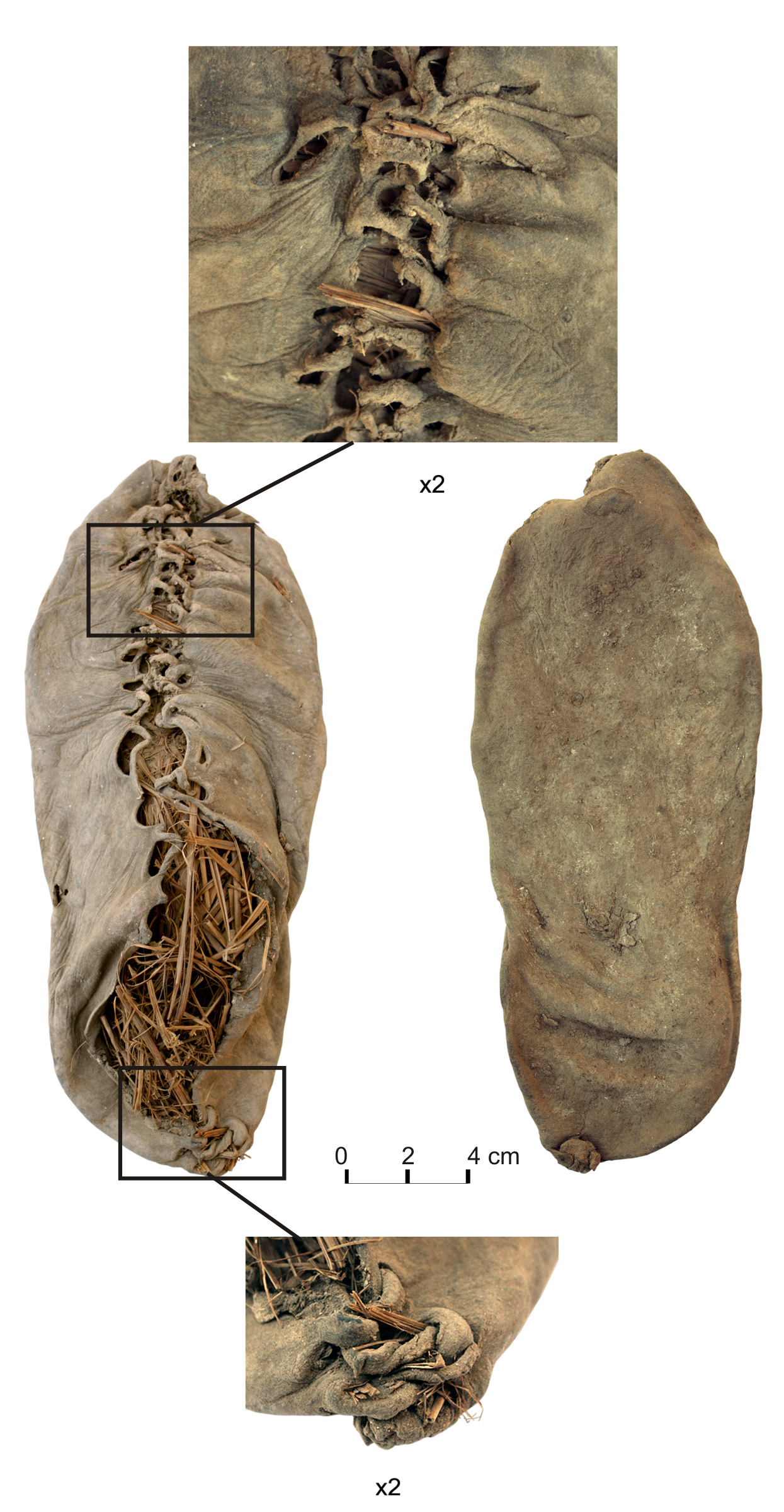
Древнейшая кожаная обувь из пещеры Арени (Вайоцдзорская область), халколит.

В местонахождениях Агворик в Верхне-Ахурянской котловине и Джрадзор в Ширакской котловине на северо-западе Армении раннеашельские орудия (чопперы, пики, одно грубое рубило) найдены в раннеплейстоценовых отложениях, возраст которых примерно соответствует палеомагнитному эпизоду Олдувай. На трёх стратифицированных памятниках (Мурадово, Карахач и Куртан I) нашли раннеашельские и среднеашельские индустрии. На стоянке Карахач раннеашельские изделия (чопперы, пики, грубые бифасы и др.), сделанные из дацита, андезита и оливинового долерита, обнаружены в слое вулканического пепла и в нижележащих пролювиальных отложениях. Датировки пепла уран-свинцовым методом лежат в диапазоне 1,75—1,94 млн лет назад, что должно соответствовать и возрасту каменных орудий. Сходная с изделиями из Карахача раннеашельская индустрия обнаружена также в нижних уровнях близлежащего памятника Мурадово. В самых верхах Мурадово представлен позднеашельский материал (слой 3), а в средней части толщи — среднеашельская индустрия (слои 4—9). Раннеашельские и среднеашельские комплексы выявлены также на памятнике Куртан I, расположенном в юго-восточной части Лорийского плато. По совокупности данных (абсолютные датировки подстилающих пеплов, палеомагнитные данные, возрастной диапазон найденных ранее зубов носорога), возраст культурных отложений Куртана I составляет ок. 1 млн лет. Открытые в северной Армении памятники содержат следы древнейших миграций ранних людей за пределы Африки. Раннеашельские материалы Карахача по возрасту близки древнейшим раннеашельским индустриям Восточной Африки (около 1,5—1,8 млн лет назад). В Карахаче серия уран-свинцовых дат туфа, перекрывающего ашельские слои, и калий-аргоновые даты нижележащих лав, наряду с палеомагнитными характеристиками, указывают на возраст культуросодержащих отложений, соотносимый с палеомагнитным эпизодом Олдувай 1,9—1,77 млн лет назад, что аналогично возрасту известной стоянки Дманиси с олдованской индустрией.
На севере Армении (Лорийское плато) были обнаружены более 20 разновозрастных позднеашельских памятников (0,6 млн лет), расположенных, главным образом, в предгорьях вулканического Джавахетского хребта, наиболее сходных с материалами местонахождений долины реки Раздан (Джраберд, Фантан, Кендарасы). Среди них преобладают поверхностные местонахождения (Благодарное, Даштадем 3, Норамут и др.), на которых собрано свыше тысячи ашельских изделий из местного гиалодацита, включая около 360 ручных рубил.
К раннему палеолиту относится поселение Сатани-Дар.
Стоянка Нор Гехи 1 (Nor Geghi 1) возрастом 325 тыс. л. н. известна тем, что там в одном слое под вулканической лавой нашли образцы сразу двух техник — бифасиальной и более продвинутой леваллуазной.
Следы обитания древнего человека были обнаружены в различных районах Армянского нагорья: в Арзни, Нурнусе и других местах были обнаружены стоянки с каменными орудиями, а в Разданском ущелье, Лусакерте и др. были найдены пещеры-жилища (Лусакерт I, Ереван I). В 18 осадочных слоях пещеры Лусакерт, охватывающих период от 60 000 до 40 000 лет назад, выявлены тяжёлые полициклические ароматические углеводороды, высвободившиеся при сжигании органических материалов в костре.
В Агиту самые ранние свидетельства заселения пещеры Агиту-3 в верхнепалеолитическом слое VII датируются возрастом ∼39—36 тыс. лет до настоящего времени. В пещерной стоянке Ереван I обнаружены фрагменты черепа и зубы ребёнка 8—12 лет и верхний резец человека 30—40 лет. В пещерной стоянке Лусакерт I обнаружен фрагмент нижней челюсти взрослого индивида. Находки относятся к сапиентной форме с налётом архаизма.
На Армянском нагорье были обнаружены следы поселений эпохи неолита. Одной из ранних культур эпохи неолита, обнаруженных в Центральном Закавказье является Шулавери-Шомутепинская культура, которая датируется 6—4 тыс. до н. э.

## Армянское нагорье в IV тыс. до н. э. — VI в. до н. э. Формирование армянского народа

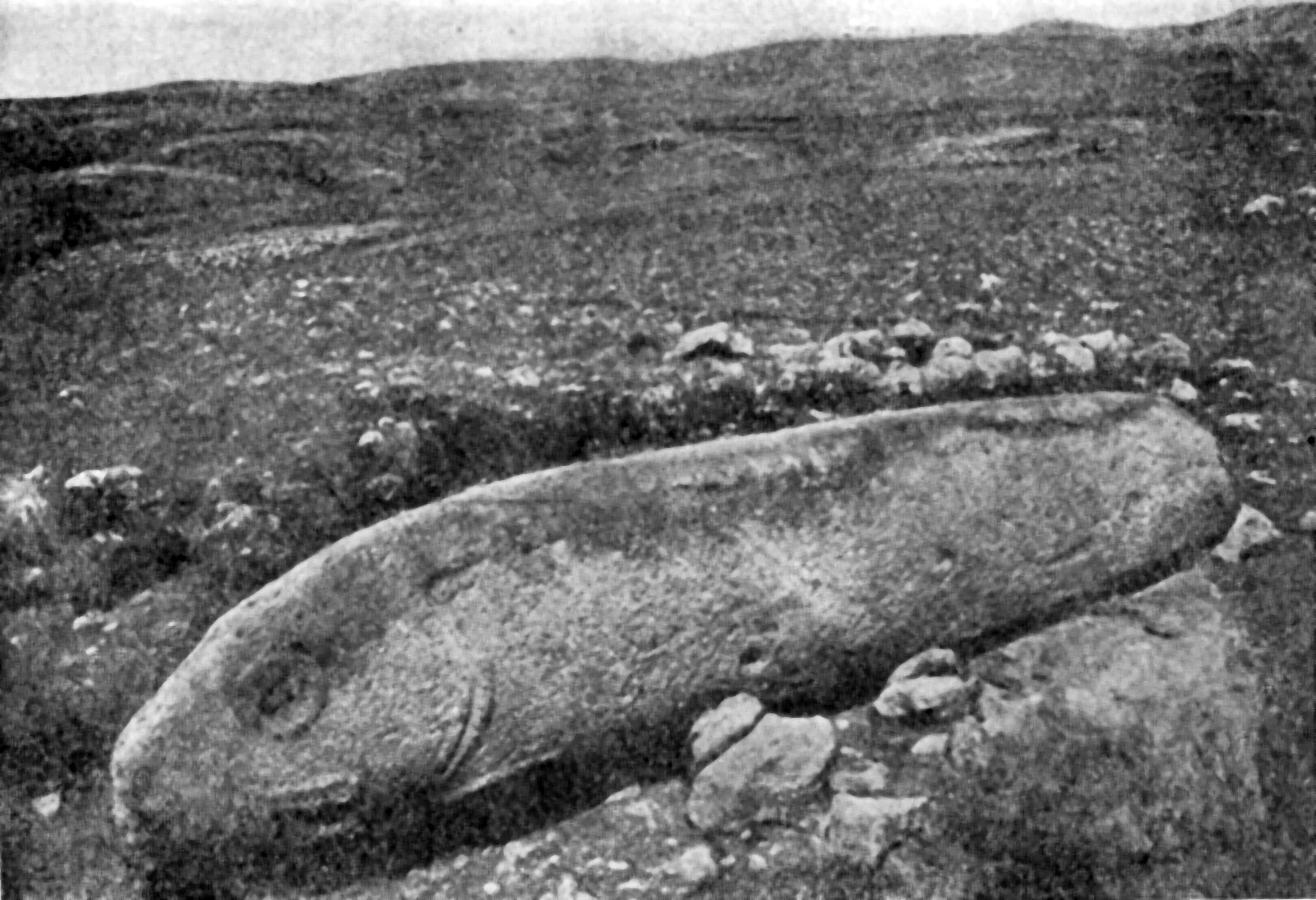
Вишапы — каменные памятники, чаще всего в виде рыб или драконов, разбросанные вдоль русел рек по всему Армянскому нагорью. IV—III тыс. до н. э.

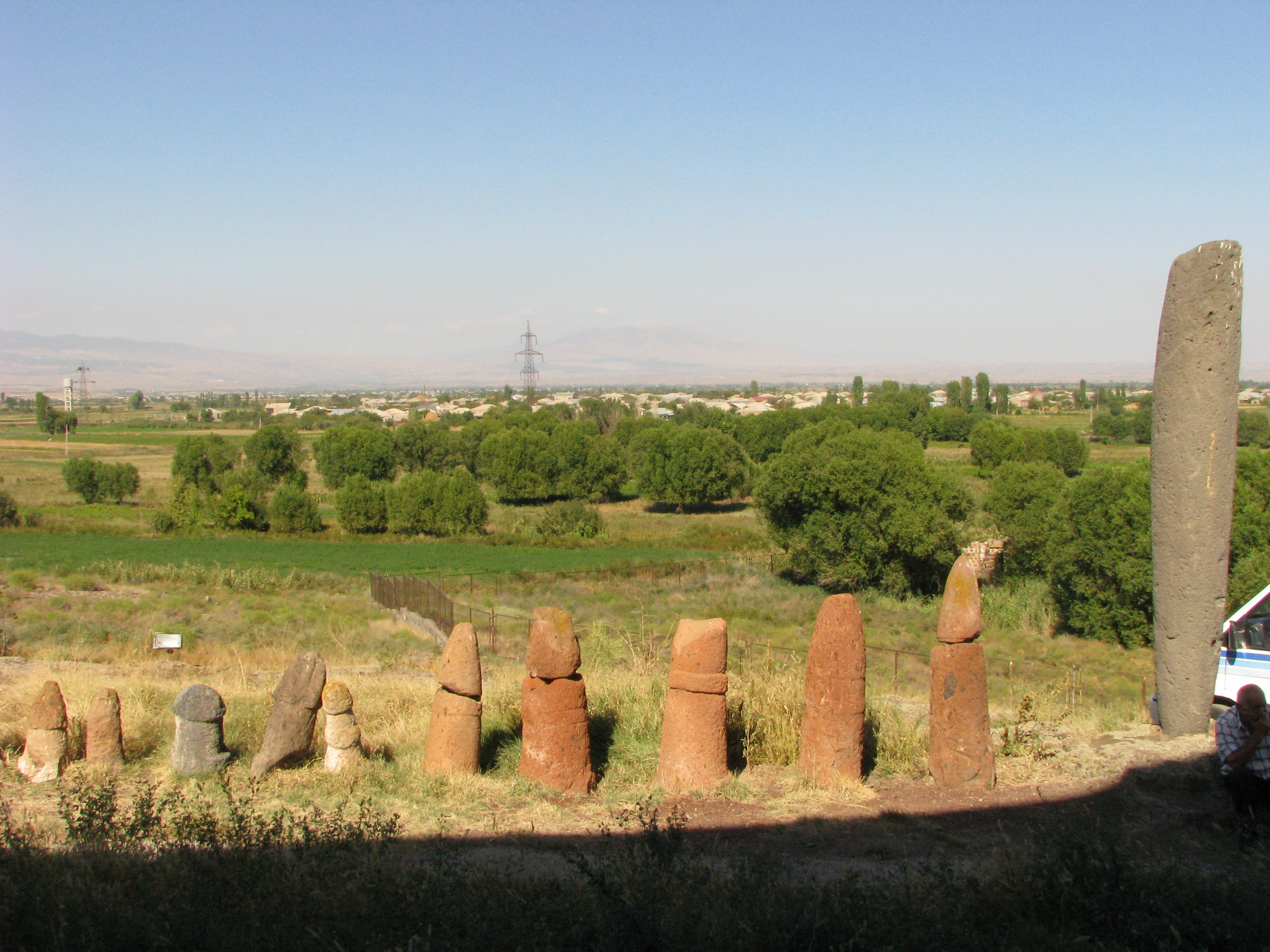
Фаллические столбы в Мецаморе — древнем поселении в районе совр. Еревана
V тыс. до н. э. — XVIII в. до н. э.

В период с III тыс. до н. э. по IX в. до н. э. на территории исторический Армении развивались города-государства.
Ранними культурами Армянского нагорья являются Куро-араксская (IV—II тыс. до н. э.) и Триалетско-Ванадзорская (2200—1500 гг. до н. э.) культуры. Материальная культура характеризуется как протоиндоевропейская.
На территории современного Еревана в районе Шенгавита было поселение Шенгавит начала бронзового века, датирующееся V—III тысячелетиями до нашей эры.

Данные археологических раскопок подтверждают, что жители Армянского нагорья ещё в глубокой древности овладели многими ремёслами. Так, известно, что уже в V—IV тысячелетии до н. э. они умели плавить медь, а во II тысячелетии до н. э. — железо.
В Армении при раскопках пещеры Арени в сентябре 2008 года была найдена самая древняя обувь, возраст которой более 5500 лет. Находка датируется периодом энеолита (3600—3500 гг. до н. э). Это мягкие туфли с заострёнными концами — чарохи. Обнаруженная обувь стала самой старой археологической находкой в Европе и Азии. По мнению специалистов, эта обувь практически не отличается от той, которую носили в армянских селениях вплоть до Новейшего времени.
На территории Республики Армения были обнаружены остатки многочисленных каменных сооружений: дольменов, менгиров, кромлехов и стены циклопических сооружений. Большое количество мегалитических сооружений было обнаружено около горы Арагац, в долинах вокруг современных городов Ошакан, Парпи, Агтц и Сисиан. Наиболее хорошо сохранились сакральные и циклопические сооружения и крепости около Коша и Агавнатуна. Большой интерес представляют остатки неолитического земледельческого поселения на притоке реки Аракс, а также мегалитический комплекс Зорац Карер (арм. Զորաց Քարեր), известный также как Караундж (арм. Քարահունջ), расположенный в области Сюник недалеко от города Сисиан. Важнейшие археологические памятники были обнаружены в ходе раскопок в Шенгавите, Лчашене, Неркин и Верин Навер, Артике, Карашамбе. В ходе археологических раскопок были обнаружены памятники материальной культуры: кусочек текстиля XV—XVI вв. до н. э. (Артик); идеальной формы серебряный топорик XXII—XXI вв. до н. э. (Карашамб); изысканные бронзовые скульптуры XV—XIV вв. до н. э. (Лори-Берд); золотая чаша с изображениями львов III тыс. до н. э. (Ванадзор), четырёхколёсные повозки III тыс. до н. э. (Лчашен), статуэтка лягушки XIII—XII вв. до н. э. (Лчашен).
Согласно гипотезе И. М. Дьяконова, армянский этнос сформировался в XII—VI вв. до н. э. в результате слияния лувийских, хурритских и урартских племён, населявших Армянское нагорье в эпоху бронзового века.
В VI веке до н. э. Армения была завоёвана мидийцами, а в 550 году до н. э. включена в состав империи Ахеменидов, распространивших здесь свои культурные традиции и зороастризм.

### Первые государства Армянского нагорья

#### Арманум (XXIII—XVI вв. до н. э.)
Арманум — страна, упоминаемая в аккадских и эблаитских клинописях. Политическая история известна в основном по аккадским источникам.
В одной эблаитской клинописи Арми упоминается по направлению городов Эбла-Дулу. Дулу находилась после Урсу, но до Ириди и Харрана. То есть логично предположить нахождение Арманума в районе нынешней Урфы.
Известно также, что Арми в эблаитских источниках всегда фигурирует в районах таких городов, которые находятся или на Армянском нагорье, или стоят очень близко к нему. Примечательны также и другие документы экономического характера из архива Эблы. Так, в одной клинописи говорится, в частности: «Вязаное платье восхитительного качества… даётся посреднику haj-а». Далее там, где речь идёт о раздаче драгоценных изделий, опять говорится: «Одно изделие из 20 сиклей золота даётся haj-е». После этого В. Иванов пишет: «Особенно интересно, что в этом случае упомянутый человек связывается с областью Арми» и приводит следующую цитату: «1 кусти вязаных изделий для армийца Мурия». В клинописи Арми упоминается ещё и в связи с другим посредником: «1 кусит вязаного изделия, 1 актум вязаных платьев, 1 разноцветное платье высокого качества для армийца Малума». Особого внимания заслуживает тот факт, что hay — самоназвание (эндоэтноним) армян. Имена армийцев из дворцовых архивов Эблы похожи на индоевропейские анатолийские личные имена, фигурирующие в ассирийских торговых документах на полвека позже.

#### Арматана (XVIII—XVI вв. до н. э)
Арматана — древнее лувийско-хурритское государственное объединение (царство). Арматана располагалась в западной части Армянского нагорья в XVIII—XVI веках до н. э., граничила с Мелидом и Тегарама на западе, и с Киццуватной на юго-западе. Наследниками Арматаны были царство Арме-Шубриа, располагавшееся на юго-западе Армянского нагорья, и царство Хайаса — Ацци, располагавшееся на северо-западе Армянского нагорья. Таким образом в горном районе (Сасунские горы) образовалось ядро будущего армянского народа. Известно, что Хеттский царь Тудхалия III (Тутхалияс III) вёл неудачные войны с государством Арматана, которое продвинуло свои границы на юго-западном направлении. Арматана была союзником Митанни.

#### Ишува (XVII—XII вв. до н. э.)
Ишува или Исува (арм. Ծոփք — историческая область Армении Цопк или греч. Софена — Σοφηνή, у урартов Цупа; в ранневизантийскую эпоху известна также как «Четвёртая Армения»). Ишува — древнее лувийско-хурритское государственное объединение (царство). К западу от Ишувы располагалось враждебное ей государство хеттов. Ишува стала враждебной хеттам при подстрекательстве южного соседа, царства Митанни, которое пыталось сформировать антихеттскую коалицию. Царь Митанни по имени Шауштатар начал войну против хеттского царя Арнуванды I при поддержке Ишувы. Эта вражда продолжалась до царствования Суппилулиумы I, который около 1350 г. до н. э. перешёл через Евфрат и вторгся в Ишуву со своими войсками. Согласно документу Суппилулиумы, он включил Ишуву в своё царство. Ишува продолжала существовать под управлением вассальных хеттам царей. Из документов известны имена лишь немногих царей Ишувы: один, по имени Эхли-Шаррума, упоминается в хеттском письме 13 в. до н. э., и ещё один, по имени Ари-Шаррума, упоминается на глиняной печати. После краха Хеттской империи в начале 12 в. до н. э. на территории Ишувы возникает новое государство Камману с центром в городе Мелид. Камману было в вассальной зависимости от Урарту между 804 и 743 годами и Мелид процветал вплоть до того, как его разграбил ассирийский царь Саргон II в 712 году до н. э.

#### Алзе (XVII—IX вв. до н. э.)
Алзи или Алше (арм. Աղձնիք — историческая область Армении Алдзник (Агдзник) — хурритско-лувийское государство на Армянском нагорье. В кон. III — нач. II тыс. до н. э. на Армянском нагорье существовал ряд независимых хурритских и лувийских государств (по терминологии аккадцев — «шубарейских»), среди которых было и царство Алзи (Алше). В XVII в. до н. э. Алзи, стало вассалом Хеттского царства. В начале XVI в. до н. э. Алзи становится союзником Митаннийской державы. Однако в борьбе с хеттами, вместе с Митанни, Алзи было вынуждено признать зависимость от Суппилулиумаса I (ок. 1380—1334). В XIV в. до н. э., в процессе упадка Митанни, Алзи участвовало в дележе митаннийского наследства наряду с Ассирией и добилось определённых внешнеполитических успехов. Алзи достались области нижней части долины верхнего Евфрата и предгорья Армянского Тавра по левому берегу Тигра. Затем, с упадком могущества хеттов, Алзи стало самостоятельным. В XIII в. до н. э., царство Алзи, среди других хурритских государств Армянского нагорья стало вассалом Ассирии. Затем хурритские-лувийские страны Армянского нагорья, соединившись, восстали против Ассирии и прекратили уплату дани. Около 1165 г. до н. э., племена мушков (фрако-фригийские племена), разгромившие до этого хеттов, перешли Евфрат и, углубившись в долину р. Арацани, заняли Алзи. Позднее, в IX—VIII веках до н. э., Алзи входило в состав стран Наири, среди которых постепенно возвысилось Урарту. В это же время известны и ассирийские походы на нагорье Наири. Алзи подчинилось Урарту при урартском царе Менуа (ок. 810—786). В период ослабления Урарту (VI до н. э.) страна Арме возглавила союз стран Армянского нагорья, в который входило и Алше.

#### Хайаса (XVI—XIII вв. до н. э.)

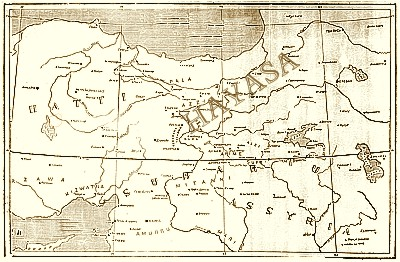
Царство Хайаса (XVI—XIII вв. до н. э.)

Хайаса — государство, упоминающееся в хеттских клинописных текстах в период с XVI по XIII вв. до н. э. Большинство хеттологов помещают Хайасу в верховья реки Чорох и Евфрат, на территории Армянского нагорья. В течение этого периода Хайаса иногда заключала с Хеттским царством мир и выплачивала хеттам дань, иногда вступала с ним в военные конфликты. К XIII веку до н. э. Хайаса распалась на новые политические объединения такие как Паххува, города Туккама, Куммаха, и её территория была захвачена хурритами. В этот период территория Хайасы могла относиться к хурритскому царству Дайэани.

#### Арме-Шубрия (XIII—IX вв. до н. э.)
Арме-Шубрия — лувийско-хурритское царство, государственное образование с XIII века до н. э., расположено на юго-западе Армянского нагорья в Сасунских горах, к юго-западу от озера Ван. Учёные связывают название Арме, с названием Армения. Страны Арме и Шубрия образовали единое царство, эти области, и государство Мелид-Камману, несомненно, явились ядром формирования армянского этноса и сыграли большую роль в возникновении армянской государственности. Название Шубрия известно из ассирийских источников начиная с XIII века до н. э., однако название Субарту (шумерский: Шубур) для региона засвидетельствовано намного раньше, со времён самых ранних месопотамских записей (середина 3-го тысячелетия до н. э.), термин Субарту во времена шумеров и аккадцев, описывал Северную Месопотамию, а этнонимом «субареи» обозначал хурритов Северной Месопотамии. Согласно теории С. Т. Еремяна, Арме являлось наследницей древнего царства Арматана, существовавшего в XVIII—XVI веках до н. э. До XIII века до н. э. население Арме-Шубрии состояло из хурритских племён, близких к урартам, и было смешано с лувийцами. Главной опасностью для стран Армянского нагорья с XIII в. до н. э. становится Ассирия. В XIII—XII вв. до н. э., племена мушков, после разрушения ими Хеттской державы стали проникать в страны армянского нагорья, и также вошли в Арме-Шубрию, мушки вошли в союз с местными жителями и вели войны с Ассирией. Ассирийцы совершают множество военных походов против Арме-Шубрии и других стран Наири, которые периодически то попадают в зависимость от Ассирии, то добиваются независимости. Арме-Шубрия вместе с мушками и другими народами Армянского нагорья и государствами Наири попала под власть Урарту в IX веке до н. э. После падения Урарту (VI до н. э.) страна Арме возглавила союз стран входящих во владения Урарту: Паххува, Цухма, Тегарама, Исува-Цупа(Софена), Мелид-Камману, Алзи и др. и захватила его политическое наследие.

#### Уртехе/Артахе (XIII— VIII вв. до н. э.)
Уртехе/Артахе упоминается в урартской клинописной надписи царя Сардури II (VIII в. до н. э.), найденной в селе Цовак ,  расположенной юго-восточнее Севанского озера. По мнению ряда авторов, данный топоним является прототипом более поздних форм «Орхистена» (греч. Ὀρχιστηνή) и «Арцах» (арм. Արցախ). В VIII вв. до н. э. вошёл в состав Урарту.

#### Пируани (XIII— VIII вв. до н. э.)
Пируани располагалось в пределах более поздней средневековой армянской области Парисос , на сверо-востоке Армянского нагорья, севернее от Нагорного Карабаха. Название царства соответствует имени хетто-лувийского бога Пируа.

#### Мелид-Камману (XII—VI века до н. э.)
Основная статья: Мелид-Камману

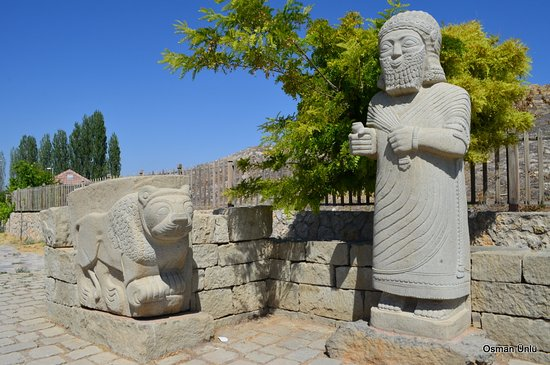
Статуя правителя Тархунзы из Милида

Мелид — город-столица царства Камману (Мелид-Камману) на Армянском нагорье на притоке верхнего Евфрата, восточнее Табала. Владения этого царства доходили за Евфрат и до истоков Тигра. В XVII—XII вв. до н. э. Мелид-Камману входило в состав царства Ишува. С VI века до н. э. Мелитена — область в южной части исторической Малой Армении.
После падения Хеттской империи, с XII в. до н. э. Мелид-Камману входил Новохеттский союз государств. Царство Мелид-Камману официально, называлось «Великой страной хеттов», следовательно, претендовало на продолжение традиций Хеттского царства. Цари Мелида титулуют себя «царь Хатти», «царь Великой страны хеттов», «великий царь». Мелид становится центром союзного государства и сохраняет в нём гегемонию. Мелид или «Царство Хатти» было одним из важнейших культурных и политических центров Армянского нагорья. Для ассирийцев и урартов IX—VII вв. до н. э., «царство Хатти» (по-ассирийски) или «царство Хате» (по-урартски) — как и в надписях Минуи и Аргишти I — это либо специально обозначение Мелида-Камману, либо обозначение всех вообще областей западнее Евфрата и к юго-востоку от Фригии (Мушки), а их населения независимо от этнической принадлежности, называли «хеттами». Население Мелид-Камману было смешанным уже во времена Хеттской державы, основную часть его составляли в то время лувийцы, однако и хурритский элемент был достаточно силён. Бесспорно что после разрушения Хеттской державы в начале XII в. до н.э, именно через территорию Мелида должны были пройти мушки, а также аримы-урумейцы.
Во всех Новохеттских государствах, применялась «хеттская» иероглифика — (лувийские) надписи и лувийский язык для официальных надписей. Официальная, придворная культура в Мелиде была лувийской, а также лувийскими являются царские имена. На территории царства Мелид-Камману находился город Тегарама II тыс. до н. э. в начале I тыс. до н. э. Династии Мелида происходили из Тегарамы-Тогармы, вплоть до VIII в. до н. э. и были лувийскими.

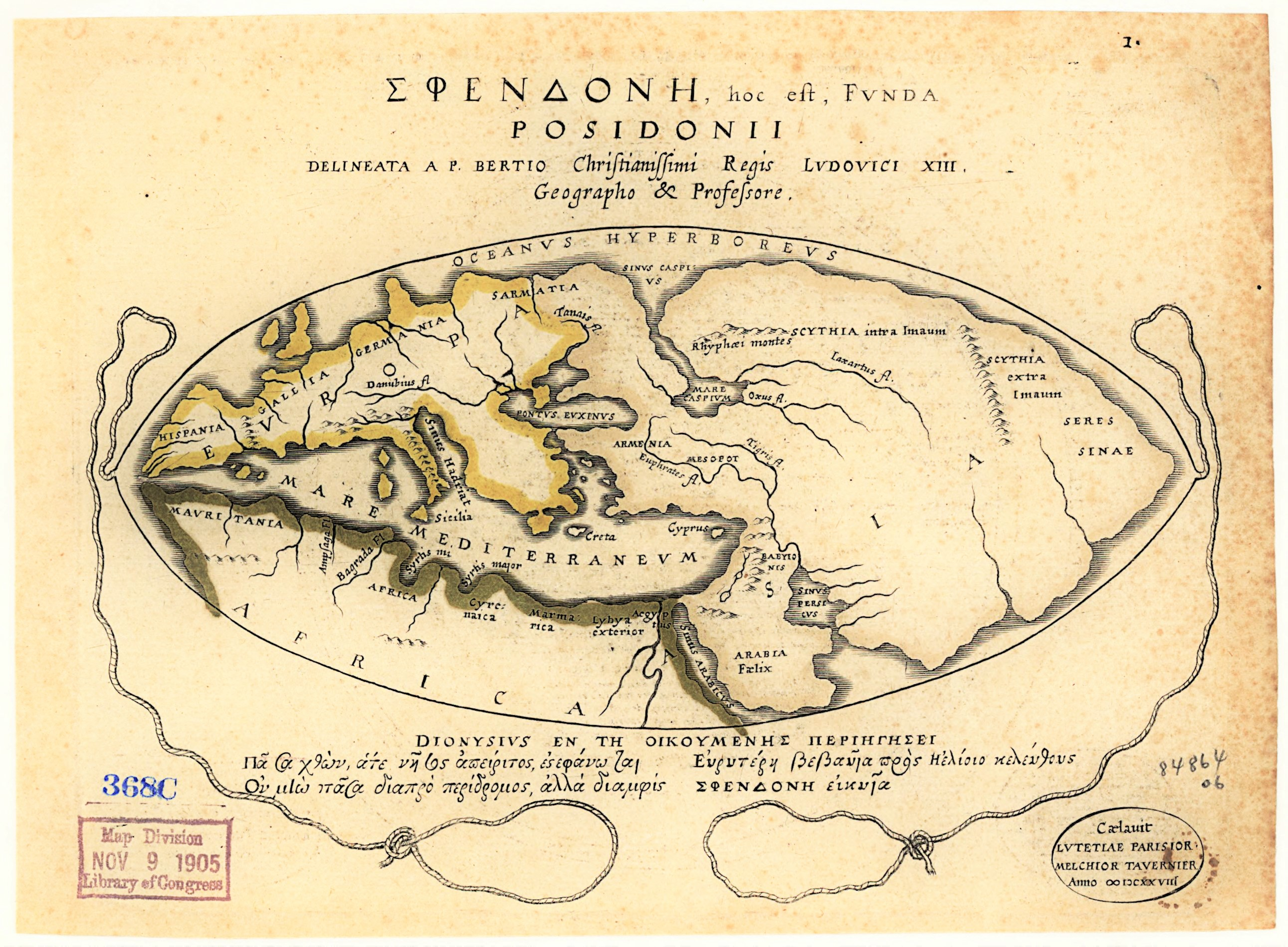
Армения на карте мира Геродота

Столкновение с войсками ассирийского царя Тиглатпаласара I (1115—1077 годы до н. э.) привело к тому, что царство Мелид стало данником Ассирии. В 845 г. ассирийцы нанесли удар по Мелиду и по стране Сухму. О наступлении урартского царя Менуа против Ассирии 800—790-ми годами повествует его надпись из Палу. Менуа завоевал страну Цупа (вероятно, часть Сухму или Алзи) и дошёл до «Хеттской страны» (здесь — царство Мелид-Камману), причём получил дань с царя г. Мелитеа (Мелид). Ещё в начале своего правления Сардури II нанёс поражение Хиларундасу, царю Мелида. В 743 году до н. э. Тиглатпаласар III выступил против своего главного врага — царя урартов Сардури II, который заключил союз с царями рядом государств: царём Мелида Сулумалем, царём Куммаха Кушташпи, царём Арпада Матиэлем и царём Гургума Тархуларем. В битве при Арпаде Тиглатпаласар III разбил союзные армии. Мелид-Камману был в вассальной зависимости от Урарту между 804 и 743 годами процветал вплоть до того, как его разграбил ассирийский царь Саргон II в 712 году до н. э. В 676—675 г. до н. э. урартский царь Руса II, заключил союз с киммерийцами и вместе с ними совершил большой поход за Евфрат, — на Хате (Мелид-Камману), Мушки (Фригию) и Халиту. Мелид и Фригия в свою очередь объединяются в союз против Урарту и киммерийцев. Однако, хотя в результате этого урартско-киммерийского похода погибла Фригия, «Хеттское царство» Мелида не погибло. Мелид-Камману возвращает себе независимость, подчинявшись Ассирии только в течение около 30 лет. Арме-Шубрия, в конце VII в. до н. э. также добивается независимости. Между 669 и 652 гг. Мелид уже признаётся ассирийцами за самостоятельное царство, а в 650-х годах Мелид расширяет свои пределы за счёт Ассирии, так как царь Мугаллу стал уже и царём Табала (который с 713 г. был ассирийской провинцией) и ведёт переговоры с Ассирией о помощи против киммерийцев, владычеству которых в Малой Азии вскоре действительно был положен конец с помощью союзников Ассирии — скифов. К моменту войны Вавилонии и Мидии против ассирийцев (626—605 гг. до н. э.), которая привела к гибели Ассирию, а затем Ману и Урарту, царство Мелид не только существовало, но значительно усилилось. Царство Мелид пережило и Ассирию и Урарту.
В 521 г. до н. э. персидская империя при Ахеменидах была разделена на 20 военно-административных округов — сатрапий. От Геродота и других греческих авторов мы знаем, что на Армянском нагорье существовали две сатрапии — XIII и XVIII. При Ахеменидах в VI—IV вв. до н.э, XIII сатрапия называлась «Армения» (древнеперсидск. «Армина»), столицей её был Мелид (Мелитеа), вавилоняне же называли XIII (армянскую) сатрапию «Мелид». XIII сатрапия «Армения» Ахеменидского царства охватывала западную часть Армянского нагорья.

#### Забаха (XII-VIII вв. до н.э.)
Основная статья: Забаха
Забаха — государство на крайнем севере Армянского нагорья (на территории современных Грузии (в исторической области Самцхе-Джавахети) и северо-восточной Турции (север провинции Ардахан).
О существовании государства известно из ассирийских и урартских надписей. Кроме того, в урартских надписях содержится довольно много ономастического материала, который имеет серьёзное значение при изучении этногенеза. Древняя Забаха занимала территорию в верхнем течении реки Куры от современного района Ахалкалаки до Чылдырского озера и горы Угурлудак (к югу от города Ардахан).
К югу от Забахи находились Диаоха, к западу — Этиу, к востоку — Куриани.

#### Этиуни
Основная статья: Этиуни
Этиуни — протоармянское государственное образование в северо-восточной части Армянского нагорья, племенная конфедерация раннего железного века в северных частях реки Аракс, примерно соответствующее последующей Айраратской провинции Великой Армении. Этиуни часто упоминается в записях царей Урарту, совершивших многочисленные походы на территорию Этиуни. Весьма вероятно, что именно «Этуна» или «Этина» способствовали падению Урарту, согласно ассирийским текстам.

#### Государство Урарту (IX—VI вв. до н. э.)

Араратское царство к 700 году до нашей эры

Ура́рту (Арара́т, Биайнили, Ва́нское ца́рство, урарт. KURbi-a-i-na, арм. Ուրարտու, тур. Urartu, перс. اورارتو‎) — государство, объединившее практически всю территорию Армянского нагорья и ставшее империей древнего Ближнего Востока. Существование Урарту как союза племён документально подтверждено с XIII века до н. э., как государства — с IX века до н. э. Урарту прекратило существование в VI веке до н. э. В первой четверти I тысячелетия до н. э. Урарту занимало главенствующее положение среди государств Передней Азии.
После распада централизованного государства Хайаса в начале XIII века до н. э. на его территории образовались многочисленные мелкие княжества под общим названием «страна Наири» (бук. «страна рек»). Ассирийский царь Тукульти-Нинурта I (около 1260—1230 гг. до н. э.) в текстах пишет о своих походах на Армянского нагорье, здесь впервые появляется термин «Наири» как общее название Армянского нагорья с коалицией 43 царей стран Наири. Одним из них было Ванское княжество, располагавшееся на берегу озера Ван.
С течением времени наличие постоянной угрозы от внешнего врага — Ассирии — побудило эти княжества объединиться в единое государство. В 859 году до нашей эры правитель Ванского княжества Арама провозгласил себя единоличным царём во всей Араратской стране (именно под этим названием Урарту упоминается в Ветхом Завете, и само слово «Урарту» — это искажённая ассирийская форма слова «Арарат»).
Систематическое противостояние с Ассирией способствовало развитию урартской армии. Ключевым обстоятельством, которое в конце концов позволило Урарту эффективно защищаться от Ассирии, стало развитие урартской архитектуры монументальных защитных сооружений. Урарты сооружали всё большее число крепостей, широко используя железные орудия, и постепенно смогли выдерживать ассирийские нападения.
В 828—810 гг. до н. э. в результате масштабной войны с Ассирией царь Ишпуини захватил буферное с Ассирией государство с центром в городе Мусасир. Мусасир являлся религиозным центром, местом почитания бога Халди, а также контролировал крупные горные железные рудники. Таким образом, Урарту прочно освоило территорию между озёрами Ван и Урмия. Кроме этого, согласно урартским летописям, Ишпуини успешно отразил нападение кочевников, пришедших с территории севернее Аракса.
В 810—786 гг до н. э. царь Менуа предпринял ряд походов, расширив территорию Урарту на север за реку Аракс и на запад в страну Хати, то есть за счёт хеттских княжеств, оставшихся после распада хеттского государства, а также на юго-восток в страну Манна, лежащую у озера Урмия. В результате этих действий граница Урарту на западе дошла до верхнего течения Евфрата, а на севере урарты перешли Аракс, вошли на территорию современной Армении и заняли плодородную Араратскую долину. В качестве опорного пункта для последующих походов Менуа построил крепость на северном склоне горы Арарат.
В 786—764 до н. э. царь Аргишти I предпринял ряд успешных походов в страну Манна, которая надолго попала под урартское влияние, а также существенно продвинул границы Урарту в Закавказье. Здесь во время правления Аргишти I был основан город Аргиштихинили на месте современного Армавира и город-крепость Эребуни на холме Арин-Берд, на окраине современного Еревана, первоначальное население которого составили пленные «страны Хати». Крепость Эребуни использовалась в дальнейшем урартскими войсками для походов вглубь района озера Севан. На территории Закавказья Аргишти I продолжил деятельность своего отца — развивал сельское хозяйство, сажал виноградники, проводил оросительные каналы.
В начале своего правления (764—735 до н. э.) царь Сардури II расширил территорию своего государства в Закавказье, но поражение урартской армии в 735 году до н. э. положило начало закату Урарту.
В годы правления Русы II (ок. 685 — ок. 639 гг. до н. э.) в Урарту было построено большое число новых городов-крепостей, храмов и других сооружений. Для строительства этих сооружений Руса II в качестве рабочей силы использовал захваченное население страны «Хати» (урарт. Ḫāti), откуда ещё Аргишти I насильственно переселял людей в Эребуни. Население страны Хати состояло из мушков, говоривших на протоармянском языке, и деятельность Русы II способствовала расселению протоармян по Армянскому нагорью.
В 585 году до нашей эры Ванское царство окончательно погибло и потеряло свою независимость. Против Урарту выступили скифы и киммерийцы с севера и мидийцы с юго-востока. Мидийцы методично разрушили большинство урартских крепостей, включая столицы Урарту Тушпу и Русахинили, вытеснив остатки урартской армии и царский дом в Закавказье. Столица Урарту в этот период переместилась в расположенный в Закавказье город Тейшебаини, и последним ударом, погубившим Урарту, стало разрушение этой крепости. В связи с тем, что культура Урарту в очень большой степени была царским атрибутом и была в основном сосредоточена лишь в нескольких городах, после разрушения этих городов урартское культурное наследие было во многом утрачено.
После падения Урарту в Армении воцарилась династия Ервандидов, а сама Армения на последующие два столетия стала сатрапией в составе Ахеменидской империи. XVIII сатрапия Ахеменидского царства охватывала восточную и большую часть Армянского нагорья, и занимала всю территорию Урарту. Вавилонские названия сатрапий, иной раз отличались от названий, которые упоминаются в царских надписях Ахеменидов и обозначали более общие, скорее географические, чем административные области. Так вавилоняне и древние евреи продолжают применять для Армении термин «Урарту» (Арарат, Урашту), где «Армения» выступает синонимом Урарту.

### Этноязыковой состав Армянского нагорья в период формирования армянского народа. IV-III тыс. д.н.э.[46][47].
В соответствии с новейшими исследованиями, опубликованными в июле 2023 в журнале Science  реконструируемый праиндоевропейский язык существовал около 8120 лет назад на Южном Кавказе, откуда впоследствии носители разных ветвей распространились по Евразии. Часть из них оказалась в Европе по анатолийскому маршруту, а другая, по-видимому, через Понтийско-Каспийскую степь. Пол Хеггарти (Paul Heggarty) из Папского католического университета Перу совместно с учёными из 13 стран мира, включая Россию, представил результаты новых расчетов времени, когда существовал праиндоевропейский язык, устранив некоторые неточности, заложенные в прошлых моделях. В частности, лингвисты выяснили, что всего лишь три древних письменных языка можно рассматривать в качестве прямых предков для современных языков. Среди них оказались классический армянский (грабар) и три варианта древнегреческого языка, причём лишь в двух случаях вероятность больше или равна 50 процентам. В прошлых работах таких языков насчитывалось 27. Включив в модель новые данные, учёные вычислили, что праиндоевропейский язык существовал около 8120 лет назад (6740—9610 лет назад при доверительном интервале 95 процентов), то есть заметно раньше, нежели рассчитывалось в некоторых прошлых работах. Проведённый анализ подтвердил, что индоевропейские языки делятся на десять основных ветвей: анатолийскую, тохарскую, албанскую (палеобалканскую), армянскую, греческую, индоиранскую, балто-славянскую, германскую, италийскую и кельтскую.Время генезиса в 8000 лет армянского, албанского, тохарского и ряда иных самых древних индоевропейских языков приводится ниже в верхней части графика образования индоевропейских языков, представленного в журнале Science (2023)
В соответствии со схемой распространения индоевропейских языков, носители протоармянского языка, когда он зародился около 8000 лет назад на Южном Кавказе, не мигрировали, оставаясь в регионе своего генезиса.
При этом с Южного Кавказа сначала на запад распространились предки анатолийских, греческого и албанского языков, что в целом согласуется с данными древней ДНК. По оценкам исследователей, индоиранские языки образовались около 7000 лет назад, прагерманский и пракельтский языки разделились около 4890 лет назад. Несколько раньше с ними разошёлся праиталийский язык — около 5560 лет назад. Ещё раньше от них отделился балто-славянский праязык — примерно 6460 лет назад.
Кроме того, современные генетические исследования демонстрируют, что этногенез армян завершился задолго до 1200 г. до н. э., когда произошло падение цивилизаций бронзового века в Восточном Средиземноморье, а именно в период между 2000 и 3000 гг. до н. э. во время одомашнивания лошади, появления колесниц и роста развитых цивилизаций на Ближнем Востоке. Исследование группы генетиков, опубликованное в 2020 году, демонстрирует, что балканская гипотеза, считавшаяся долгое время наиболее правдоподобной версией происхождения армян, по результатам генетических исследований решительно отвергается, также указанные исследования показали, что современные армяне генетически отличаются как от древнего, так и от современного населения Балкан. Наоборот, получило подтверждение генетическое родство между современными и древними обитателями Армянского нагорья начиная с энеолита. Вместе с тем данное исследование показало, что армяне действительно не имели примесей на протяжении всего неолита и, по крайней мере, до первой части бронзового века, в связи с чем не представляется возможным найти какое-либо обоснование историческим предположениям Геродота о привнесении армян с Балкан.

#### Лувийские племена
Лувийцы — родственные хеттам племена, которые говорили на языке анатолийской ветви индоевропейской языковой семьи. Населяли западные области Армянского нагорья и Малую Азию, начиная с XXV века до н. э.[уточнить] Сохранились письменные памятники, сделанные лувийскими иероглифами и клинописью.

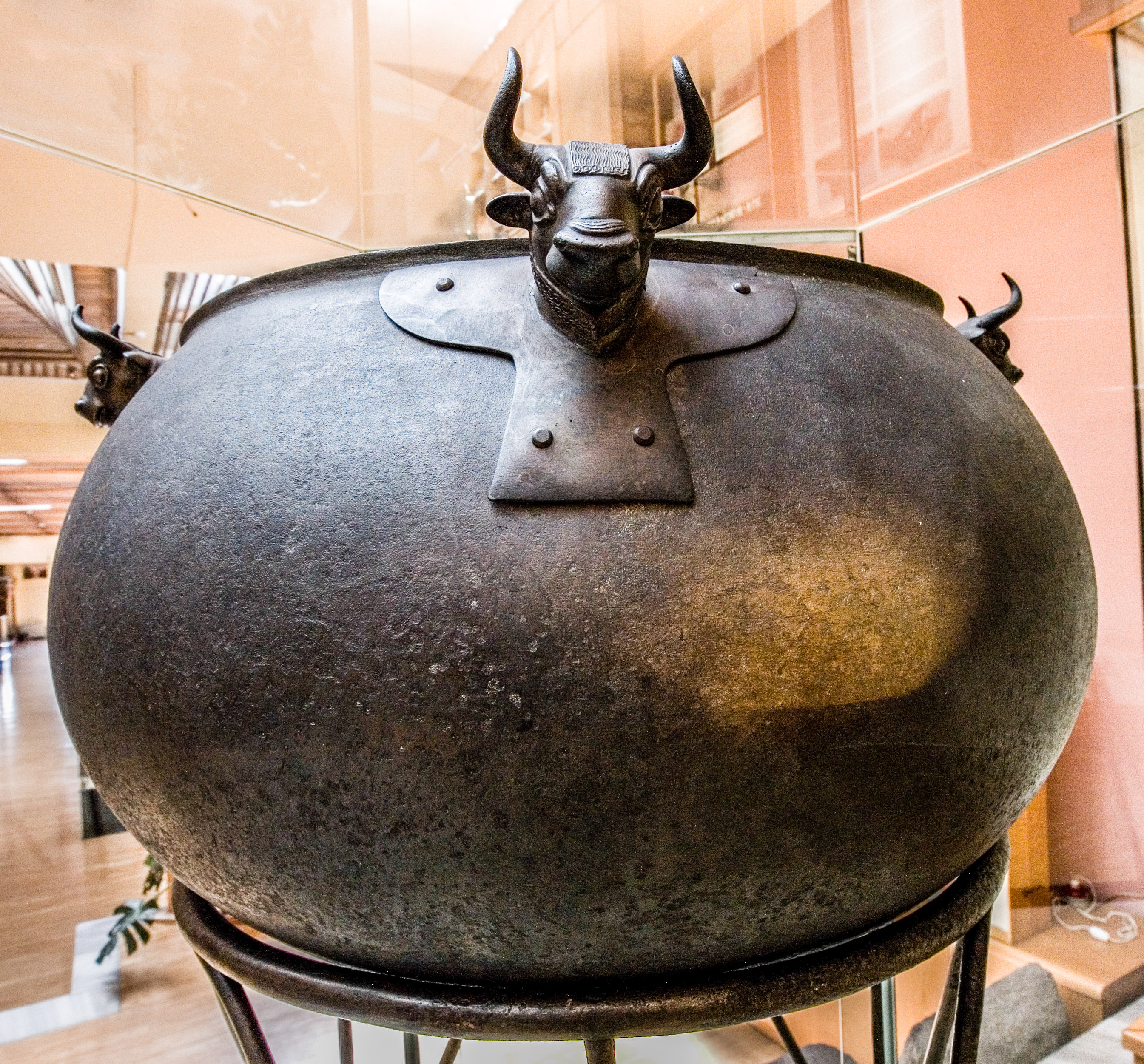
Урартский бронзовый котёл

#### Урартские племена
Урартские племена проживали в центральных, южных и восточных областях Армянского нагорья. С XIII века до н. э. упоминаются в ассирийских источниках как племенное объединение Уруатри, а с IX века до н. э. вокруг озера Ван образовалось царство Урарту или Биайнили-Ван. До наших дней сохранилось множество урартских клинописных текстов.
Некоторые армянские, а также ряд крупных советских, грузинских и других ученых  склонны считать, что урартский язык был письменным, а разговорным языком в Урарту был протоармянский. Обосновывается это тем фактом, что в Урарту преобладает армянская ономастика и топонимика, а также ряд других косвенных фактов.

Западные лингвисты Арно Фурне (2019) и Аллан Р. Бомхард констатируют, что хуррито-урартский праязык является родственным праиндоевропейскому, что подтверждается лексическим сходством

#### Хурритские племена
Хурритские племена населяли Армянское нагорье в 3 — начале 1 тыс. до н. э. Во второй половине 3 — 2 тыс. до н. э. хурриты заселили также некоторые территории Северной Месопотамии и Леванта. Говорили на хурритском языке, который относится к хуррито-урартской языковой группе. В XVI—XIII веках до н. э. хурриты создали в Северной Месопотамии и в горах Армянского Тавра государство Митанни, оказывавшее сильное влияние на Хеттское царство. В 1-м тыс. до н. э. жили небольшими отдельными ареалами по западным и южным окраинам Армянского нагорья.

#### Мушкские племена
Мушкские племена в XII веке до нашей эры расселились в западных областях Армянского нагорья. Советский востоковед И. М. Дьяконова предполагал, что «восточные мушки» говорили на протоармянском языке, близком к греческому и принадлежащем к фрако-фригийской ветви. Однако современные лингвистические исследования показали, что утверждения И. М. Дьяконова о близости греческого и фригийского с фракийским и армянским, выдвинутые им в 60-е годы XX века, не находят подтверждения в языковом материале.Кроме того, греческий и фригийский относятся к языкам группы «кентум», в то время как армянский относится к группе «сатем», имея таким образом генетические различия и отдалённое родство. Кроме того, армянский язык, в соответствии с современными глоттохронологическими исследованиями, имеет более ранний по сравнению с греческим генезис.

#### Племена — носители протоармянского языка
См. также: Древние области страны Наири

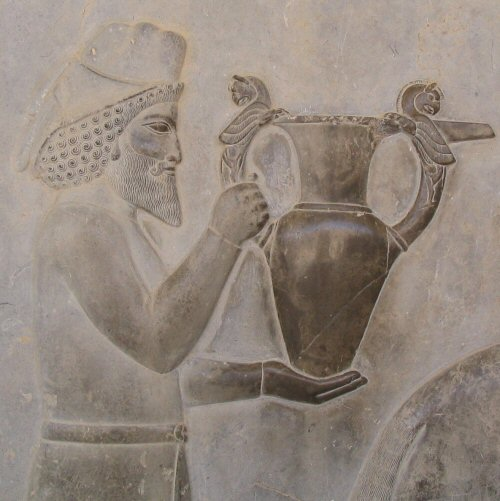
Армянин, несущий дань ахеменидскому царю. Рельеф из Персеполя, VI—V вв. до н. э.

Относительно этногенеза армян в современной науке существует несколько гипотез.
Ряд генетических и междисциплинарных исследований реанимируют предположение о южнокавказской прародине древнейших праиндоевропейцев. В частности выяснилось, что Ямная культура, распространившая индоевропейский язык в Европе, возникла в результате синтеза двух компонентов: восточноевропейских охотников-собирателей и ближневосточного населения, генетически сходного с современными армянами. Так, Дэвид Райх в своей публикации 2018 года «Кто мы и как мы сюда попали», утверждает, что «наиболее вероятное местоположение населения, впервые заговорившего на индоевропейском языке, находится к югу от Кавказских гор, возможно, в современном Иране или Армении, потому что древняя ДНК людей, которые там жили, соответствует тому, что мы ожидаем от исходной популяции как для ямной культуры, так и для древних анатолийцев». В исследовании 2024 года коллектив генетиков под руководством Райха и Лазаридиса пришёл к выводу о миграции носителей анатолийского праязыка из северокавказских степей через Кавказ в Малую Азию в 4400-4000 гг. до н. э., когда в генетическом материале Закавказья и Анатолии впервые появляется степной генетический компонент. В пользу степной прародины, по их мнению, свидетельствует отсутствие в индо-анатолийском праязыке терминологии, связанной с земледелием, которая там была бы в случае его закавказского происхождения. Ван и соавторы (2018) отмечают, что Кавказ служил коридором для потока генов между степью и культурами к югу от Кавказа во время энеолита и бронзового века, утверждая, что это «открывает возможность родины праиндоевропейцев к югу от Кавказа». Археолог Кристиан Кристиансен в интервью «Der Spiegel» в мае 2018 года заявил, что у Ямной культуры мог быть предшественник на Кавказе, где зародился прото-прото-индоевропейский язык. Хаак и соавторы (2015) приходят к выводу, что гипотеза генезиса индоевропейцев на Армянском нагорье приобретает правдоподобность, поскольку Ямная культура частично произошла от ближневосточного населения, напоминающего позднейших армян. Однако, по мнению Хаака, вопрос о языках двух этих групп остаётся открытым.
Согласно Кроонену и соавторам (2018), Дамгаарду и соавторам (2018), самая ранняя фиксация индоевропейских имён в письменных источниках государства Арманум происходит в 3000—2400 г. до н. э., то есть одновременно с генезисом Ямной культуры, поэтому происхождение анатолийских языков от племён Ямной культуры невозможно хронологически. Источником древнейшей миграции индоевропейцев могла быть предшествующая ей Хвалынская культура и население, оставившее энеолитические курганные могильники Северного Кавказа.
В соответствии с концепцией этногенеза армян, выдвинутой И. М. Дьяконовым в 60-е годы прошлого столетия на основании гипотетического родства армянского с фригийским и греческим языком, армяне сформировались между XIII веком до н. э. и VI веком до н. э. на территории Армянского нагорья. Носители протоармянского языка, бриги (фригийцы или мушки), ещё до образования государства Урарту мигрировали в XIII веке до н. э. с Балкан на Армянское нагорье и осели в области, известной как Мелитена. Протоармянское население, находившееся в меньшинстве, этнически растворилось в населявших Армянское нагорье урартах, хурритах и лувийцах, сохранив при этом основу своего языка, восприняв крупный пласт заимствований из других языков. На базе этнического растворения малочисленных носителей протоармянского языка в массиве урартов, хурритов и лувийцев и сформировался современный армянский народ.
Ряд лингвистов отрицает близкое родство фригийского и греческого с армянским Кроме того, греческий (как фригийский) и армянский в соответствии с фонетическим делением сатем-кентум относятся к разным ветвям индоевропейского языка. Греческий и фригийский — к западной (кентум), армянский — к восточной (сатем)
Согласно И. М. Дьяконову, хурриты, как более многочисленные, составили основную массу народа и определили основную линию физической преемственности, а протоармяне, в силу ряда исторических причин, передали новому народу свой язык. Начало этногенеза современных армян можно отнести к концу II тысячелетия до н. э., когда осевшие мушки начали тесно контактировать с лувийцами и хурритами. Завершение образования этноса относится к VI веку до нашей эры. Последние остатки урартов окончательно слились с армянским народом в IV—II вв. до н. э.. По И. М. Дьяконову, армяне являются преемниками физического и культурного компонента всего древнего населения нагорья, в первую очередь хурритов, урартов и лувийцев, которые составили основной генетический компонент современных армян. Вместе с тем лингвист Вячеслав Иванов в статье 1983 года отмечает ошибочность построений И. М. Дьяконова относительно происхождения этнонима hay и других вопросов этногенеза армян и поддерживает правильность выводов Г. А. Капанцяна. По другой теории, сформулированной такими крупными лингвистами, востоковедами учеными., как П. Кречмер, Т. В. Гамкрелидзе, В. В. Иванов и проч., формирование армянского народа произошло между XVI—XIII веками до нашей эры на территории государства Хайаса, воевавшего с Хеттским царством во II тысячелетии до нашей эры. Ещё в первой половине XX века некоторыми исследователями было высказано предположение, что в слове «Хайаса» основным является корень «hайа» (haya), что соответствует самоназванию армян — «hай» (hay), при этом послелог «(а)са» ((а)sa) является хеттским суффиксом, означающим «страна». Эту теорию одним из первых ввёл в оборот Э. Форрер, а развил немецкий исследователь Пауль Кречмер, согласно которому «„s(a)“ в слове „hayasa“ есть малоазиатский суффикс, а слово hayasa означает „страна хаев“ (hайев, армян)». В опубликованной в 1933 году Венской академией наук работе Кречмера «Национальное имя армян Хайк» (нем. «Der nationale Name der Armenier Haik») он делает вывод, что «употреблённое в Богазкёйских надписях имя Хайаса означает „Армения“». В Армянской ССР эту точку зрения развивали Николай Адонц, Григорий Капанцян, Геворк Джаукян, Рафаэл Ишханян.
Всю территорию расселения армян со времён античности разные соседи называли именами, связанными с Мелитеной. Например, арам. ˊarmǝn-āiē, от которого произошли др.-перс. Armina- и др.-греч. ʾΑρμένιοι, восходит к хурритскому названию смежной с Мелитеной области хурр. Armi-, расположенной в верховьях Тигра. Причём древнегреческое название армян, использовавшееся до распространения названия ʾΑρμένιοι, собственно было Μελιττήνιοι, грузинское — სომხეთი (somkheti), происходившее от хетт. Zuḫma и аккад. Suḫm — названия верхнеевфратской долины севернее Мелитены, а самоназвание Армении — грабарское Հայք (hay-kʿ), происходившее, согласно одной из версий, от урартского названия Мелитены: урарт. Ḫāti.
По мнению И. М. Дьяконова, история государственности армян насчитывает около 2.5 тысяч лет, хотя её зачатки уходят глубже эпохи падения Урарту и Ассирии. Её зачатком могло быть царство Арме-Шубрия (XII в. до н. э), которое, по предположению Б. Пиотровского, на рубеже VII и VI вв. до н. э. стало скифско-армянским объединением. Одними из первых армянских царств, существовавших в VIII—VII вв. до н. э. и располагавшихся в современной Малатье, считаются Табал и Мелид (Мелитена). Последняя в V в. до н. э. являлась столицей сатрапии Армении и, вероятно, столицей Армянского царства легендарного Тиграна I в VI в. до н. э. Мушкское царство Алзи XII—IX вв. до н. э. также можно рассматривать в качестве зачатка армянской государственности, как и любые хурритские, урартские или лувийские государства на территории Армянского нагорья, созданные людьми, потомки которых влились в армянский народ.
Страна Арме возглавляла территориальный союз, в который входило и «царство» мушков, страны Ишува (Цупа), Шуприа, Алше, Тегарама, Этиуни, Пурулумци, Пурукуззи, Паххува, Цухма (Сухму), Пала (город палайцев), Хубушкиа, Айаис, Сангибуту, Уруатру и много других «стран». Союзу удалось объединить все мелкие страны и народы Армянского нагорья в одну политическую единицу. Союз, возглавляемый страной Арме, получил возможность использовать период бессилия Урарту и захватить его политическое наследие. Выдвигались гипотезы, что слияние двух народов арминов и мушков было очень важным фактором; оно привело к созданию на урарто-хурритском субстрате господствующего языка, первоначально в территориальном союзе, на юге Урарту; это был будущий армянский язык.. Однако, как показывают современные лингвистические исследования, армянский язык далёк от палеобалканских языков, в число которых включается язык мушков. При этом армянский язык обнаруживает генетическую близость с индоиранскими и балто-славянскими.

## Античная Армения (VI век до н. э. — V век н. э.)

### Армянские государства и автономные гос.образования в период Античности

#### Армянская сатрапия (550-331 гг. до н.э.)
Армянская сатрапия входила в состав Ахеменидской империи, управляясь царями из армянской династии Ервандуни. Территория, согласно энциклопедии Ираника, распространялась : 
на юге до реки Кентрит и далее от места слияния Кентрита с рекой Тигр (близ современного Диарбекира в Турции) на запад вплоть до реки Евфрат, далее, на западе проходила по реке Евфрат , на северо-запад до побережья Чёрного моря, к западу от Котиоры (современный г. Орду в Турции). На севере граница проходила по горам Кавказа, не включая восточный берег Чёрного моря, где располагалась Колхида (о ней ниже). Восточную границу определить сложно, однако исходя из границ государства Урарту — предшественника сатрапии Армения, она должна была включать в себе территорию вокруг озера Севан а также западный берег озера Урмия с центром на Араратской равнине.

#### Армянское Айраратское царство (331 - 200 гг. до н.э.)
Армянское Айраратское царство - обширное государство, занимавшее территорию большей части Армянского нагорья со столицей в городе Армавир (близ современного Еревана).  После разгрома персидской державы в 331 году до н. э. армянские земли, до этого входившие в состав Персии, оказались в фактически независимом положении. Номинально Армения была аннексирована македонянами, однако в действительности страна осталась в стороне от военных кампаний Александра Македонского и не была покорена ни им, ни его преемниками. Сатрап Армении Ерванд II провозгласил себя царём уже в 331 году до н. э. и с тех пор его преемники правили Армянским царством фактически как независимые правители.

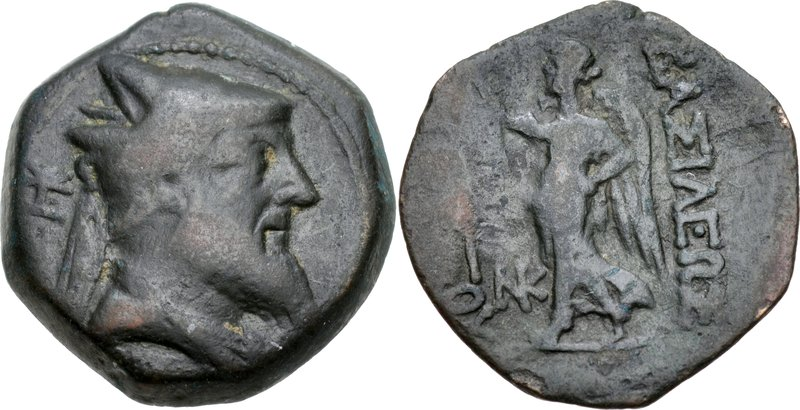
Монета царя Ксеркса Армянского (ок. 220 до н. э.)

Армянское царство было аннексировано Антиохом III к 200 году до н. э. и некоторое время спустя присоединена к Софене. После поражения Антиоха от римлян местный правитель (стратег) Арташес I провозгласил себя независимым царём (190 до н. э.). Его царство получило название «Великой Армении» в противоположность расположенной к западу от Евфрата «Малой Армении», где правил родственник Антиоха Митридат.

#### Великая Армения (190 г. до н.э. - 428 г. н.э.)
Вели́кая Арме́ния (арм. Մեծ Հայք [Mec Haykʿ], др.-греч. Μεγάλη Ἀρμενία, лат. Armenia Magna, др.-перс. 𐎠𐎼𐎷𐎡𐎴, пехл. Buzurg Armenā, груз. დიდი სომხეთი, др.-рус. Арменїꙗ Великаꙗ, реже используются названия Большая Армения, Царство Великой Армении, Армянское царство, Армянская империя) — древнее армянское государство на территории Армянского нагорья, существовавшее с II в. до н. э. по 428 год н. э.
При Тигране II, превратившись в крупнейшую державу, имела границы от Куры до Иордана и от Средиземного моря до Каспийского.
Политическим, экономическим и духовным центром государства была Араратская равнина, близ современного Еревана, где располагались главные города страны - Арташат, Вагаршапат, Двин, Армавир и др., а также резиденция царей Великой Армении - Гарни.
С I века в Великой Армении начинает распространяться христианство, которое становится единственной государственной религией в начале IV века.
В 387 году Великая Армения была разделена между сасанидским Ираном и Римской империей. В римской зоне номинальная власть армянского царя была упразднена уже в 391 году, в сасанидской зоне Аршакиды продолжали править до 428 года.

#### Софенское царство (III в до н.э. - 94 г. до н.э.)
Софенское царство занимала юго-западную часть Армянского нагорья, где располагалось между реками Западный Евфрат, арм.Արածանի, (Карасу) и Западный Тигр,арм.Արկնի. В 94 году до н. э. (или 95 году до н. э.) царь Великой Армении Тигран II захватил Софену и казнил софенского царя Ерванда V. После захвата и убийства царя, армянское царство Софены, став в составе другого армянского царства провинцией Софена (или Цопк), прекратило своё существование. Еркатакерт— одна из столиц Цопка. Страбон называл этот древнеармянский город «Каркафиокерта». Другие авторы упоминали его под названием Аркатиокерт. Город также был известен как «Епифания».

#### Коммагенское царство (163-72 гг. до н.э.)
Коммагена (арм. Կոմմագենեի թագավորություն, греч. Βασίλειον τῆς Kομμαγηνῆς) — древнеармянское царство периода эллинизма в Малой Азии, на западном берегу среднего течения Евфрата. Царство основал в 163 до н. э. Птолемей из армянской династии Ервандуни. Столицей царства являлся город Самосата (современный Самсат).
Царство находилось между собственно Великой Арменией, древней Сирией и Киликией. Коммагена охватывала территории современных илов Турции: Адыяман, Элязыг, Кахраманмараш, Газиантеп и Малатья.
Малая Армения
Малая Армения находилась к западу от Великой Армении, разделенная от неё рекой Евфрат. На севере омывалась водами Чёрного моря, на юге граничила с Каппадокией и Киликией.
В начале VI века до н.э. в Малой Армении правила армянская династия Ервандуни, а с кон. VI века до н.э. в составе Армянского царства находилась под властью государства Ахеменидов. Потом же в IV веке до н.э. была завоёвана Александром Македонским, но после смерти Александра с 322 года до н. э. стала самостоятельным царством со столицей в Ани-Камахе. 
Во II веке до н. э. была завещана (возможно, путем усыновления понтийского принца) армянским царем Антипатром Митридату VI, ранее получившему в Малой Армении убежище после конфликта со своими царственными родственниками. Последний построил в Малой Армении семьдесят пять укреплённых замков. После смерти Митридата территория Малой Армении перешла к различным римским правителям, менялись её административные границы. 
В период правления римского император Калигулы, в 39 году н. э., Малая Армения восстановила свою государственность, став вассалом Рима.
Император Веспасиан в 71 г. н. э. упразднил царство Малая Армения и включил в состав провинции Каппадокия. Однако, в конце III века Диоклетиан выделил её в самостоятельную провинцию, Феодосий разделил Малую Армению на 2 провинции: Первую Армению и Вторую Армению.

### Провинции Античной Армении

#### Великая Армения

##### Высокая Армения
Высокая Армения находилась в верховьях реки Евфрат, её площадь составляла 23 860 км². Крупнейшие города Карин (ныне Эрзурум), Ерзнка.  Провинция состояла из следующих областей:
Высокая Армения заключает в себе 9 областей: 1. Даранаги, 2. Аръюц, 3. Мендзур, 4. Екегеац, 5. Мананаги, 6. Дерджан, 7. Спер, 8. Шатгомк, 9. Карин. Эта Армения, соответственно своему названию, действительно выше всех земель, ибо от неё текут реки на все четыре стороны. В ней 3 горы, много дичи и годных (в пищу) птиц, тёплые воды, соляные копи, изобилие во всём, и город Феодосиополь.

##### Цопк(Четвертая Армения)
Цопк (арм. Ծոփք, греч. Σοφηνή, Софена, у урартов Цупа; в римскую эпоху известна также как «Четвертая Армения») — ашхар (историческая область) Древней Армении на востоке Малой Азии, в верховьях рек Евфрат и Тигр, юго-западная часть Армянского нагорья (ныне на территории Турции). В прошлом являлось царством Ишува.
Площадь Цопка составляла 18890 км². При Аршакидах Софена входила в царский домен, здесь в замке Бнабел хранились сокровища царей. После раздела Армении по договору 387 года между Римской империей и Персией Софена отошла к Римской империи (впоследствии Византии) — провинции Третья и Четвёртая Армения.
Провинция состояла из следующих областей:
Четвёртая Армения, смежная с Высокой Арменией, заключает в себе 8 областей: 1. Хордзен, 2.Хаштианк, 3. Пагнатун, 4. Балаховит 5. Цопк, 6. Хандзит, 7. Горек, 8. Декик. В ней находятся крепости, горы и реки, а также: берилл, дичь, птицы, рыбы, а из зверей — лев.

##### Ахдзник(Юстинианова Армения)
Ахдзник, Алдзник, Арзанена (арм. Աղձնիք, др.-греч. Ἀρζανηνή) — ашхар (провинция, область) Великой Армении по среднему течению Тигра, севернее нынешнего г. Диярбакыра. В прошлом являлось царством Алзи или Алше. У греко-римских авторов Арзанена, (по городу Арзан). Находилась между Софеной (иначе «Четвёртой Арменией»), Турубераном, Мокком и Месопотамией. Именно здесь находилась столица Великой Армении — город Тигранакерт; областью управлял генерал-губернатор (бдешх) с титулом «великого бдешха». После первого раздела Армении (387) отошла к Персии, после раздела 591 г. — к Византии. После того как область отошла к последней, византийский император Маврикий выселил армян, часть из которых образовала колонию на Кипре. Площадь Алдзника составляла 17532 км². Провинция состояла из следующих областей:
Агдзник, на реке Тигре, имеет 10 областей: 1. Арзен, 2. Неперкерт, 3. Кег, 4. Кетик, 5. Татик, 6. Азнуац-дзор, 7. Херхетс, 8. Гзез, 9. Санодзор, 10. Сасун. В этой области добываются: нефть, много железа, чернильный орех и птица дехзук.

##### Туруберан
Туруберан находился к северо-западу от озера Ван. Площадь Туруберана составляла 25 008 км². Провинция состояла из следующих областей:
Туруберан, рядом с Четвертой Арменией, имеет 16 областей. 1. Хуйт, 2. Аспакуник, 3. Тарон, 4. Ашмуник, 5. Мардаги, 6. Даснаворк, 7. Туарацатап, 8. Далар, 9. Харк, 10. Варажнуник, 11. Безнуник, 12. Ереварк, 13. Агиовит, 14. Апахуник, 15. Кор, 16. Хорхоруник. В ней находится море Безнуни (западная часть Ванского озера), имеющее в длину 100, а в ширину 60 миль. Эта провинция производит газбе, медь, машкамирг, белую нефть и железо.
Наиболее крупный и известный гавар (округ, уезд) этой области — Тарон (у греко-римских авторов Таронитида).

##### Мокк
Мокк находился к югу от озера Ван. Это была самая маленькая из армянских провинций, состоявшая всего из семи гаваров (округов). Её центром был город с тем же названием — Мокк. В 298—338 гг. оккупирована римлянами; после раздела Великой Армении 387 г. — в персидской части Армении. Площадь Мокка составляла 2962 км².
Судя по всему моккцы, будучи горцами, пользовались среди армян дурной репутацией разбойников. Мовсес Хоренаци, сообщая об основании нахарарств [мифическим] царём Валаршаком и с должным уважением рассказывая о родоначальниках различных нахарарских династий, о Мокке говорит в следующих малопочтительных выражениях: «Приметив (некоего) моккца, мужа из соответствующей области, главаря вооружённой мечами толпы, он учреждает там нахарарство». При этом перевод ещё смягчён: переводчик понимает слово срика как «меченосец», но признаётся, что его обычное значение — «мерзавец», «оборванец». Провинция состояла из следующих областей:
Мокк к востоку от Агдзник в стремнинах Таврских гор, имеет 9 областей: 1. Ишайр, 2. Мьюс-Ишайр, 3. Ишоц-Гавар, 4. Арвениц-дзор, 5. Миджа, 6. Собственный Мокс, 7. Аркаиц Гавар, 8. Аргастовит, 9. Джермадзор. Из плодов производит гахршак и мандрагору; из зверей встречается барс с красивыми пятнами, а из птиц — куропатка.

##### Корчайк
Самая южная окраина Античной Армении, на границе с ассирийскими землями.
Армянский географ VII в. Анания Ширакаци описывает провинцию следующим образом:
Корджайк, к востоку от Мокк у Ассирии, имеет 11 областей: 1. Кордук, 2. Кордрик Верхний, 3. Кордрик Средний, 4. Кордрик Нижний, 5. Айтуанк, 6. Айгарс, 7. Мотоганк, 8. Ворсиранк, 9. Каратунис, 10. Чахук, 11. Малый Албак. Производит арсеник, а из плодов шахендак.
Автор VIII века Степанос Сюнеци сообщает о наличии в области диалекта армянского языка.

##### Парска-Хайк (Нор-Ширакан)
Ашхар (провинция, область) Норширакан или Парскахайк располагалась на крайнем юго-востоке Великой Армении, к западу от оз. Урмия — на границе с Ираном, о чём свидетельствует и второе её название — «Парскахайк» (буквально «Персоармения»). Нор-Ширакан граничила, кроме Персии, с армянскими провинциями Корчайк на юго-западе и Васпуракан на западе и севере. В качестве пограничной провинции Норширакан управлялась особым генерал-губернатором — бдешхом (Բդեշխ Նորշիրականի). После раздела Великой Армении в 387 г. большая часть провинции Норширакан — под названием Парскахайк непосредственно вошла в состав Персии. Площадь Нор-Ширакана составляла 11010 км². Армянский географ VII в. Анания Ширакаци описывает провинцию следующим образом:
Персармения, к востоку от Корджайк у Атрпатакана, имеет 9 областей: 1. Айли, т. е. Куриджан, 2. Мари, 3. Трапи, 4. Ацверс, 5. Ырна, 6. Тамберс, 7. Зарехаван, 8. Зараванд, 9. Гер. Из дичи встречаются дикий осел и серны.

##### Васпуракан
Васпуракан находился между озёрами Ван и Урмия, с центром в городе Ван. Один из главнейших провинций Античной Армении. Площадь наханга (ашхара) Васпуракан составляла более 40 тыс. км². Административно делился на 36 областей:
1. Рштуник, 2. Тосп, 3. Будуник, 4. Арчишаковит, 5. Аговит, 6. Кугановит, 7. Арберани, 8. Дарни, 9. Бужуник, 10. Арнойотн, 11. Андзевацик, 12. Атрпатуник, 13. Еритуник, 14.  Бун Мардастан, 15. Артаз, 16. Аке, 17. Мец Ахбак, 18. Андзахадзор, 19. Торнаван, 20. Чвашрот, 21. Крчуник, 22. Мецнуник, 23. Палуник, 24. Гукан, 25. Агуандрот, 26. Парспатуник, 27. Арташисян, 28. Артаванян, 29. Бакран, 30. Гапидтеан, 31. Газрикеан, 32. Тайгреан, 33. Варажнуник, 34. обильный вином Гохтн, 35. Нахджаван с городом того же имени, и 36. Маранд.

##### Сюник
Сюник представлял собой большую область на востоке Античной Армении. На западе и северо-западе Сюник граничил с провинцией Айрарат, на востоке естественная граница между Сюником и Арцахом проходила вдоль реки Акера (левый приток Аракса). На северо-востоке Сюник граничил с землями, непосредственно прилегающими к Гандзаку, на юго-западе — с гаваром Нахджаван провинции Васпуракан. На севере в состав Сюника входили области Гегаркуник и Сотк, прилегающие к побережью озера Севан. На юге территория Сюника простиралась до реки Аракс.
Согласно Ашхарацуйцу (VII век), Сюник делился на 12 административно-территориальных районов — гаваров:

«9. Сюник, к востоку от Айрарата, между Ерасхом (Араксом) и Арцахом, имеет 12 областей: 1. Ернджак, 2. Чагук, 3. Вайоц-дзор, 4. Гелакуни с морем, 5. Сотк, 6. Агахечк, 7. Цгак, 8. Габанд, 9. Багк или Балк, 10. Дзорк, 11. Аревик, 12. Кусакан. В этой провинции растут: мирт, герери (?) и гранат. В ней много гористых местностей»— Ашхарацуйц
В грузинских источниках упоминается как Сивниети, в арабских источниках — Сисаджан, а крупнейшая область Вайоц-Дзор — Вайзур. Область Сотк упоминается у Птолемея как Содукена (др.-греч. Σοδουκην) в сообщении «Области Армении в части, заключающейся между реками Евфратом, Киром и Араксом, суть следующие: у Мосхийских гор — Котарзенская, выше так называемых бохов; вдоль реки Кира — Тосаренская и Отенская; вдоль реки Аракса — Колтенская и ниже её Содукенская; у горы Париадра — Сиракенская и Сакасенская».
Территория ≈ 15 237 км². Достаточно подробную карту этой исторической провинции Армении составил Роберт Хьюсен.

##### Арцах (Глубинная Армения)
Арцах примерно соответствует современному Нагорному Карабаху.
В I веке до н. э. область Арцах у греко-римских авторов была известна под названием «Орхистене». Страбон характеризовал её как «область Армении, выставляющую наибольшее количество всадников».
В «Армянской географии» VII века Арцах упоминается как 10-я из пятнадцати провинций Великой Армении:

Арцах, рядом с Сюник, имеет 12 областей: 1. Вакуник, 2. Мьюс-Габанд, 3. Бердадзор, 4. Мец-Куанк, 5. Мец-Иранк, 6. Харчланк, 7. Муханк, 8. Пианк, 9. Панцканк, 10. Сисакан-востан, 11. Куста-Парнес, 12. Колт, где добывается мумия (քարախունկ).

Площадь провинции, по современным оценкам, составляла более 10 тыс. км².

##### Пайтакаран
Пайтакара́н (арм. Փայտակարան) — одиннадцатая, самая восточная провинция Великой Армении, располагавшаяся в нижнем течении Аракса и Куры и на побережье Каспийского моря. Площадь Пайтакарана составляла 21 тыс. км². Центральная часть провинции располагалась на Муганской равнине. Главный город — Пайтакаран в Мильской степи, к западу от слияния Аракса и Куры.
Пайтакаран был разделен на 12 областей:
1. Хракот-Перож, 2. Варданакерт, 3. Еотнпоракиан-Багинк, 4. Ротибага, 5. Баганрот, 6.  Ароспижан, 7. Гани, 8. Атли, 9. Багаван, 10. Спандаран-Перож, 11. Ормизд-Перож, 12. Алеван.
Армянский историк III—IV вв. Агафангел Армянский упоминает «Пайтакаран, царственный город армянский».

##### Утик (Отена)
Приграничная провинция Античной Армении, располагавшаяся вдоль течения реки Кура, на Кура-Араксинской низменности, на границе с Кавказской Албанией. Площадь Утика составляла 11315 км².

##### Тайк
Провинция на севере Античной Армении, состояла из 9 областей:
Тайк, рядом с Гугарк, богатый крепостями и замками, имеет 9 областей. 1. Ког, 2. Бердац-пор, 3. Партизац-пор, 4. Чакс, 5. Буха, 6. Окаге, 7. Азорд, 8. Ка-пор, 9. Асьяц-пор. Тайк производит фигу, гранат, агтор, айву, древесный ладан и миндаль.
Основываясь на этих сведений, С. Еремян предполагал, что площадь Тайка могла быть составлять 10179 км².

##### Гугарк
Самая северная, приграничная с Грузией, провинция Античной Армении. Включала в себя гавары Дзоропор, Богнопор, Нигал, Мруг, Мрит, Кохбопор, Цобопор, Квишапор, Ташир, Манглеацпор, Трехк, Шавшат, Кангарк, Верхний Джавахк, Артаан и Кхарджк.

##### Айрарат(Арарат)
Главная, самая густонаселенная и обширная провинция Античной Армении. Занимала центральную часть страны. Включала в себя Араратскую долину, город Ереван и его область, а также территории, находящиеся ныне на востоке Турции. В Айрарате находится город Вагаршапат — духовный центр армянского народа. В Айрарате находились все столицы древней и средневековой Армении, кроме Тигранакерта: Армавир, Ервандашат, Арташат, Вагаршапат, Двин, Багаран, Ширакаван, Карс, Ани. 
Состояла из 22 областей:
15. Айрарат, находясь в середине выше названных провинций, имеет 20 областей: 1. Басьян, 2. Габельян, 3. Абельян, 4. Вагавуник, 5. Аршаруник, 6. Багреванд, 7. Цагкотн, 8. Ширак, 9. Вананд, 10. Арагацотн, 11. Чакатк, 12. Масьяцотн, 13. Коговит, 14. Ащоцк, 15. Ниг, 16. Котайк, 17. Мазаз, 18. Варажнуник, 19. Востан-Двна до поля, 20. Шарур. Айрарат заключает в себе горы и поля, изобилие во всем и озеро Гайлато. Он производит червей из корня известной травы, из которых приготовляют красную краску. Там же находится мать церквей (армянских, Эчмиадзин) в царственной резиденции в Вагаршапате.

#### Малая Армения

##### Первая Армения
Пе́рвая Арме́ния (лат. Armenia Prima, арм. Առաջին Հայք Араджин hАйк) — область в исторической Армении. В разные времена под Первой Арменией понимались различные территории:
- У Мовсеса Хоренаци под Первой Арменией (или Первоначальной Арменией, Протэ Армениа) понимается область города Мажак (Кесария).[210]
- Согласно административному делению Феодосия I (378—386 годы), Первая Армения — область в составе Малой Армении, включающая верхнее и среднее течение реки Гайл и верховья реки Алис. Столица области — Себастия, другие города — Колонея, Никополь, Сатала и другие[210].
- Согласно административному делению Юстиниана I (535—536 годы), Первая Армения — область в составе Византийской империи. Включала некоторые города прежней Первой Армении (Колонея, Сатала, Никополь), часть Понта (с центром в Трапизоне), а также часть Внутренней Армении[211] (Феодосиополь)[210][212].

##### Вторая Армения
Вторая Армения (арм. Երկրորդ Հայք Еркрорд hАйк) — область в исторической Армении. В разные времена под Второй Арменией понимались различные территории:
- Согласно административному делению Феодосия I (378−386 годы), Вторая Армения — область на юге Малой Армении. Центр области — Мелитина, другие города — Арка, Арабиссус, Кокисон, Команы Каппадокийские, Ариаратия.[210]
- Согласно административному делению Юстиниана II (535−536 годы), Вторая Армения — область в составе Византийской империи. Включала территорию бывшей Первой Армении, не вошедшую при новом административном делении в новую Первую Армению, а также часть Понта. Центр области — Себастия, другие города — Себастополис, Команы Понтийские, Зела Понтийская, Бриза.[213][214]

##### Третья Армения
Третья Армения (арм. Երրորդ Հայք Еррорд hАйк) — провинция Византийской империи, образованная на месте бывшей Второй Армении согласно административному делению Юстиниана II (535−536 годы).
Центр области — Мелитина, другие города — Арка, Арабиссус, Кокисон, Команы Каппадокийские, Ариаратия, Золотан.
Населена была, в основном, армянами, а также евреями и греками.

### Армения в эпоху Ахеменидов (VI—IV вв. до н. э.)

Армения на древнейшей римской карте Помпонии Мела, I век до н. э. Книга I, 13: «Внутренние земли [Азии] населяет много различных племён: […] за Каспийским заливом — комары, массагеты, кадусы, гирканы, иберы; […] а там, где страна подходит к нашим морям, — матианы, тибараны и уже более знакомые нам имена: меды, армении, коммагены, …»

Первое упоминание об Армении встречается в Бехистунской надписи Дария I (520 год до н. э.), причём в вавилонской версии надписи название «Армения» выступает синонимом Урарту. Ранние сведения об армянах и Армении есть также у древнегреческих авторов V века до н. э. — Геродота и Ксенофонта. Последний в своём сочинении «Анабасис» описал отступление греков через Армению к Чёрному морю в 401—400 годах до н. э. Говоря об Армении, Ксенофонт называет её «страной обширной и богатой, которой правил Оронт». Помимо сатрапа Армении Ерванда (Оронта), женатого на дочери персидского царя, он упоминает также некоего Тирибаза, гиппарха Западной Армении. В VI в. до н. э. Армянское нагорье и бывшие земли Урарту были поглощены Мидией, которая расширила свою территорию севернее Аракса. В этот период, по-видимому, мидийские колонисты поселились в округах Мардаги и Мардастан, упоминаемых в «Ашхарацуйце». Возможно, ещё в период Мидийского государства (670 до н. э. — 550 до н. э.) существовало Армянское царство, подчинившееся затем Киру. В «Киропедии» Ксенофонт повествует об армянском царстве VI в. до н. э., подчинённом Мидии но стремившемся к независимости. Царь Армении не назван по имени, но упомянуты его сыновья — товарищ Кира Тигран и Сабарис, военачальник Эмбас; отмечены немалые богатства и военные силы царства, приведены интересные подробности быта древних армян. Кир, тогда ещё мидийский полководец, приводит Армению к повиновению мирным путём и даже регулирует её отношения с северо-западными её соседями — халдами (халибами). В дальнейшем Кир при свержении Мидийского и основании собственного царства также опирается на армянские войска во главе с Тиграном. Сведения Ксенофонта в некоторой степени совпадают с сообщениями Мовсеса Хоренаци о союзе Кира с армянским царём Тиграном, сыном царя Ерванда, направленным против Мидии.
Во всяком случае, в 521 году до н. э. (год, событиям которого посвящена Бехистунская надпись Дария I) мы видим Армению уже сатрапией Ахеменидской державы. Автор надписи, Дарий I, впервые упоминает здесь Армению под её нынешним именем Армина (    ). Восстание усмиряется в пяти сражениях двумя полководцами Дария (один из которых, Дадаршиш, был армянином или, как полагал И. М. Дьяконов, выходцем из Армении). Согласно Геродоту, армянские земли были включены в две ахеменидские сатрапии: 13-ю и 18-ю.
Вероятно, во время правления Дария I арамейский язык был введен в Армению как язык имперской администрации, где он на протяжении веков продолжал использоваться в официальных документах, а также среди армян начало распространяться знание персидского языка, о чём свидетельствуют Ксенофонт. Персидское владычество в Армении длилось более двух столетий (550—330 гг. до н. э.). При последних персидских царях династии Ахеменидов Армения наслаждалась миром и благоденствием. Правители империи мало интересовались внутренними армянскими делами, торговля и сельское хозяйство процветали.

### Религия и мировоззрение древних армян
В IV—II веках до н. э. закончила своё оформление сложная система армянского язычества. Кроме прославленных храмов Солнца и Луны в Армавире, армяне возвели и содержали целый ряд святилищ и алтарей в священном лесу под Аштишатом, в провинции Тарон недалеко от Муша. Там было расположено несколько храмов, самый известный из которых посвящался богине Анахит.
Пантеон древних армян был синкретическим. Местных богов почитали наряду с привнесёнными из греческой мифологии и персидских верований вкупе с древними культами, пережившими падение Урарту. Часто существовали две или три ипостаси одного и того же божества: ярким примером этого служит Арай — Арамазд/Ахурамазда — Зевс. Среди наиболее употребительных культов древних армян — поклонение Михру/Митре, которого отождествляли и с Солнцем (Гелиосом), и с Аполлоном, и с Гермесом.
Древние армяне придавали большое значение всяческим оракулам, предзнаменованиям и божественным откровениям. Существовала вера в духов и мифических существ (вишапы, дэвы и др.) 
После принятия христианства в Армении в качестве официальной религии языческие традиции жестоко преследовались, из-за чего сегодня имеется мало сведений об армянском язычестве.

### Армения в эпоху эллинизма (IV в. до н. э. — V в. н. э.)

#### Первые армянские государства эпохи эллинизма

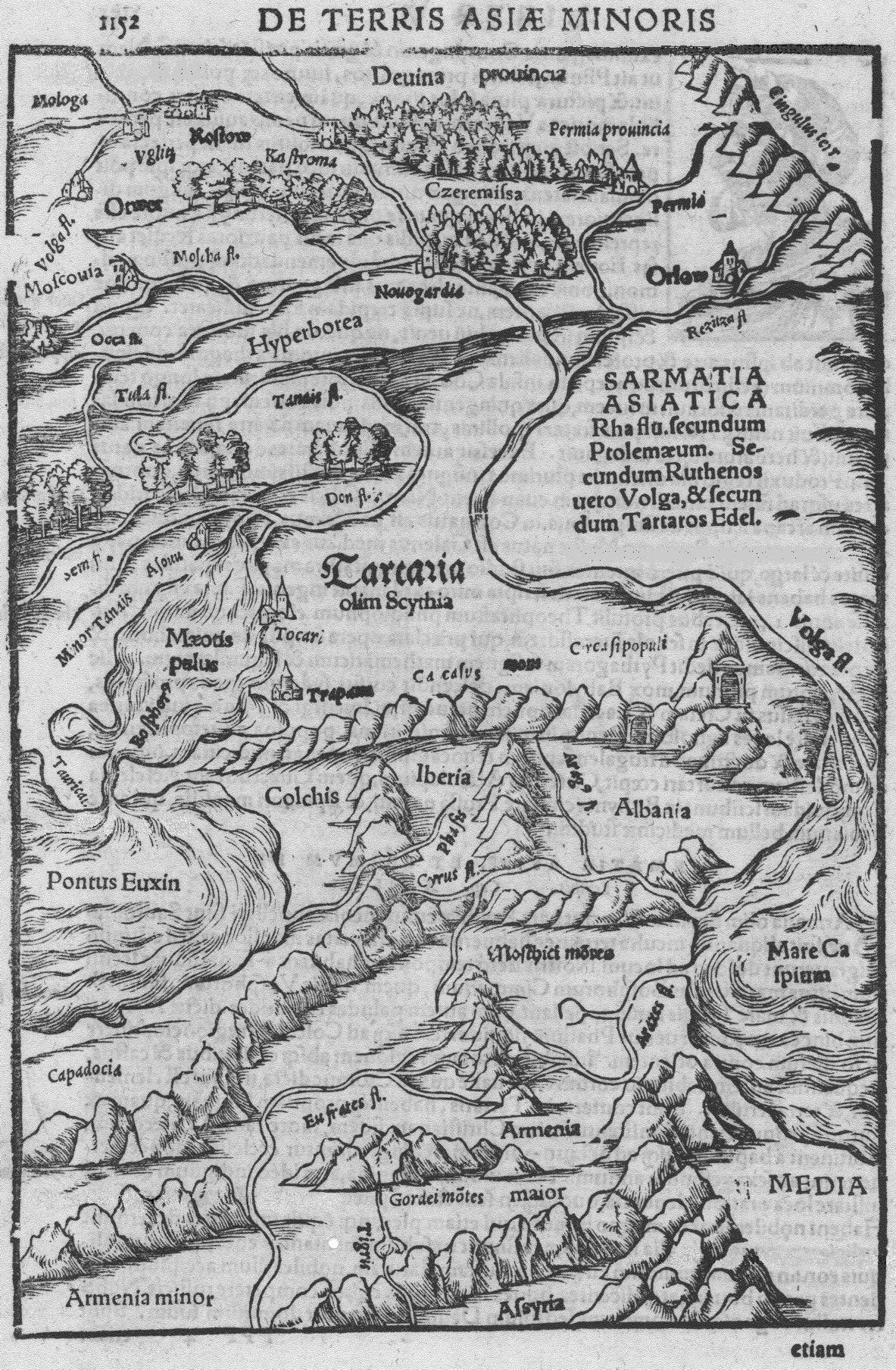
Армения на карте Себастьяна Мюнстера

Армения оставалась под властью Персии до тех пор, пока Александр Македонский не разрушил персидскую державу Ахеменидов. При этом сам Александр через Армению не проходил, и его военачальникам не удалось проникнуть на её территорию. Результатом этого стало то, что после падения Персидского государства лишь правители южных областей Армении признали власть Александра, но и оно было формальным, а фактически армянские земли оказались независимыми. Под формальной властью македонян находилась Малая Армения, но уже через год или два после его смерти (323 год до н. э.) здесь возникло самостоятельное армянское царство, просуществовавшее более двухсот лет — до 115 года до н. э., когда Митридат VI Евпатор присоединил его к Понтийскому царству. Изначально Митридат VI Евпатор опасаясь за свою жизнь бежал в Малую Армению, чей правитель Антипатр принял его под своё покровительство и в итоге, не имея наследников, завещал (или усыновил) Митридату Понтийскому собственные владения. Между 116—113 годами до н. э. став царем Малой Армении, Митридат низвергает своих родственников в Понте и занимает престол этой страны. При этом Малая Армения сохраняла особое положение в составе державы Евпатора на протяжении всего времени его правления. Позднеримский автор Евтропий называет Митридата Евпатора «rex Ponti et Armeniae» (царь Понта и Армении), то есть трактует его как армянского царя. Если другими присоединёнными территориями управляли наместники, то Малой Арменией владел сын Митридата Аркафий. Перед началом войн с Римом в Малой Армении были построены многочисленные крепости, а местные уроженцы приняли активное участие в походах понтийского царя.
Другая армянская область, Софена, занимавшая юго-западную часть Армянского нагорья, входила в состав государства Селевкидов как особая сатрапия, обязанная платить дань и выставлять войска, однако управлялась она местными наследственными правителями, пользовалась внутренней самостоятельностью и временами совсем освобождалась от власти Селевкидов. Софена стала первой армянской областью где появляется денежное обращение и начинает чеканиться местная монета.
Ещё одна армянская область, собственно Армения, была расположена по верхнему течению реки Тигр и в окрестностях озера Ван, то есть занимала основную территорию древнего государства Урарту. Также как и в Софене, здесь правили местные наследственные властители, но по своему общественному развитию область сильно отставала от Софены, и власть Селевкидов была здесь сравнительно прочнее. На северо-востоке от этой области, в долине реки Аракс, находилось Араратское царство со столицей в городе Армавир, возникшее в конце IV века до н. э. Изначально признав власть Александра, Араратское царство стало самостоятельным в 316 году до н. э. во время войны диадохов. Царство было ликвидировано селевкидским царём Антиохом III Великим примерно в 200 году до н. э.; однако после поражения Антиоха от римлян поставленные им местные правители (возможно из старого царского рода) Арташес I и Зарех в 190 году до н. э. провозгласили себя царями. В результате возникли три армянских царств, получивших названия соответственно: Великая Армения (к востоку от Евфрата до Араратской долины включительно, во главе с Арташесом), Малая Армения (к западу от Евфрата, где правил Митридат, родственник и союзник Антиоха) и Софена (по-армянски Цопк, в районе нынешнего Диярбакыра, там правил Зарех).
В 163/162 году до н. э., к юго-западу от Великой Армении, было основано ещё одно армянское царство, Коммагена, где правила одна из ветвей династии Ервандидов, бывших царей Армении. Коммагенское царство просуществовало до 72 года н. э. после чего было присоединено к Римской империи.
Уже с III—II веков до н. э. центр политической и культурной жизни армянского народа постепенно переместился в пределы Араратской долины.
|                      |                                                                                                |                                                          | |                                                                           |
| Космография Птолемея | Арташес I (190—160 гг. до н. э.), первый царь Великой Армении, основатель династии Арташесидов | Армянское царство в эпоху Ервандидов, IV—II вв. до н. э. | Армения, Месопотамия, Вавилон и Ассирия с прилегающими регионами. Карл фон Шпрунер, опубликована в 1865 году. | Армения на карте Персидской и Македонской империй, Генрих Киперт, 1903 г. |

|                                               |                                                                                        | |                                                                            |
| Монета царя Софены Аршама II, 230 г. до н. э. | Гробница Антиоха I, царя армянского царства Коммагена, на горе Немрут (I век до н. э.) | Храм Гарни, I век н. э. Надпись царя Трдата гласит: «Гелиос! Трдат Великий, Великой Армении (Μεγαλη Αρμενια) государь, когда властитель построил агарак царице (и) эту неприступную крепость в год одиннадцатый своего царствования…» | Руины мавзолея армянских Аршакидов в Ахцкe, Арагацотнская область (IV век) |

Династия Арташесидов царствовала в Великой Армении почти два столетия. Столицей царства при Арташесе I становится Арташат (Артаксата), город, основанный Арташесом в 176 году до н. э. в месте, где ему посоветовал карфагенский полководец Ганнибал (короткое время живший в Армении), на реке Аракс, недалеко от старой столицы — Армавира и современного Еревана. Арташат оставался столицей страны до 164 года н. э.

Великая Армения при Тигране II

Наиболее известный представитель династии Арташесидов — Тигран II Великий (95—55 до н. э.). В юности он был заложником у парфян, одержавших победу над армянами. Однако, воцарившись, он сам разгромил парфян, захватил у них Атропатену (современный Иранский Азербайджан) и принял титул «царя царей». Вслед за этим, Тигран заключил военный и родственный союз с понтийским царём Митридатом Евпатором, женившись на его дочери Клеопатре. При Тигране II Армения превратилась в крупнейшую державу, имела границы от Куры до Иордана и от Средиземного моря до Каспийского. Армянский самодержец ликвидировал царство Селевкидов. В приобретённой области он отстроил новую столицу Тигранакерт, куда насильственно переселил жителей множества греческих городов. Тигранакерт стал второй столицей, соперничавшей с Арташатом.

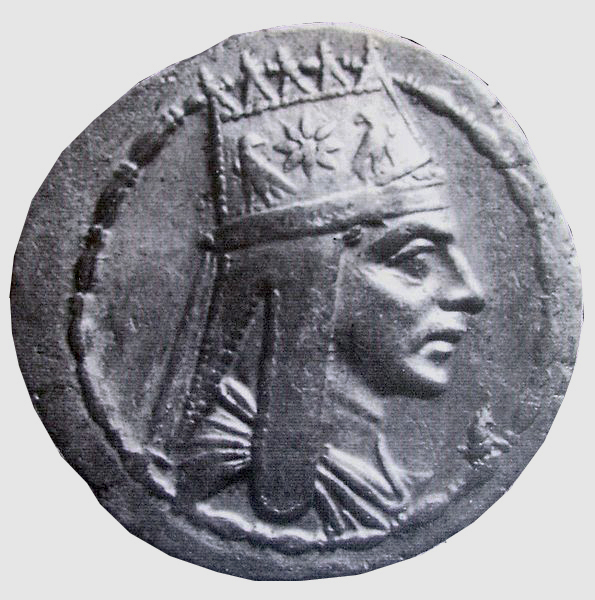
Тетрадрахма Тиграна II Великого, 52 год до н. э.

На самом гребне успехов Тигран сталкивается с римлянами под предводительством сначала Лукулла, а затем Помпея и к 63 году до н. э. теряет почти все свои завоевания.
После смерти Тиграна в 55 году до н. э. в Великой Армении воцарился его сын Артавазд II (55—34 гг. до н. э.), придерживавшийся в основном нейтральной политики. После поражения римлян в битве с парфянами при Каррах в 53 до н. э. Артавазду удалось даже расширить пределы Армении на западе. В 36—34 гг. до н. э. римский полководец Марк Антоний, после начальных поражений, под предлогом переговоров сумел заманить армянского царя в свой лагерь, а позже арестовал и казнил его.
В 30 году до н. э., не без помощи союзной Парфии, армянским царём становится сын Артавазда Арташес II (30—20 гг. до н. э.). Вскоре после вступления на престол, войска Арташеса II перебили римские гарнизоны, оставленные Антонием в Армении. Однако уже после его смерти армянское государство династии Арташесидов начало идти к упадку. Династия Арташесидов пресеклась на рубеже I века до н. э. — I века н. э. со смертью царицы Эрато, и армяне сами стали обращать взгляды на близких к ним в культурном и бытовом отношении парфян. С этого времени начинается примерно шестидесятилетний период противоборства Рима и Парфии за господство в Армении.
География Армении. Великая и Малая Армения
Страбон, а за ним Плиний Старший и Птолемей дают подробное географическое описание армянских земель. Великая Армения отделялась с севера от Понта и Колхиды Коронскими горами, от Иберии и Албании — Курой, с востока от Мидии — Араксом и Атропатенскими горами, с юга от Ассирии — Нифатскими горами и от Месопотамии — Тигром, а с запада от Малой Армении — Евфратом. Малая Армения, отделялась с севера от Понта горами Скидисскими и Париадрскими, с востока от Великой Армении — Евфратом, с юга от Сирии и Киликии — Тавром, с запада от Каппадокии отрогами Антитаврских гор. В VII веке предположительно армянским учёным Ананией Ширакаци был написан Ашхарацуйц — географический атлас мира, содержащий подробное описание географии Армении.
История Великой Армении 

Армянское государство на территории Великой Армении существовало до 428 г., когда было ликвидировано сасанидским Ираном. В Средние века территория Великой Армении завоёвывалась арабами, византийцами, сельджуками, монголами. В конце XV века Армения была персидской провинцией, западную часть которой спустя век завоевал турецкий султан Селим II. Со времён русско-персидских войн (1813, 1828) и русско-турецкой войны (1878) эта восточная часть перешла во владение русской державы. Ныне на территории части исторической Восточной Армении расположена Республика Армения. Западная Армения находится на территории Турции.
История Малой Армении 

Династия Митридата царствовала в Малой Армении до конца I в. до н. э., когда Митридат Евпатор получил в наследство владения бездетного армянского царя Антипатра, принял Митридата Евпатора около 120 года д.н. э. под своё покровительство. Разгромив его, Помпей отдал страну своему союзнику Дейотару, тетрарху Галатии. После смерти сына этого царя римляне передавали страну различным властителям и потом обратили её в римскую провинцию. Как римская провинция она отошла при разделе Римской империи к Восточной империи. Впоследствии входила в состав Османской империи и Турции.

### Аршакиды. Между Римом и Парфией

#### Утверждение власти Аршакидов

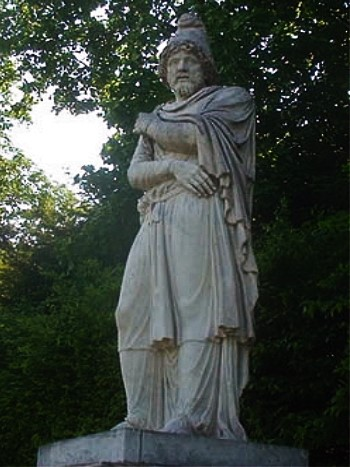
Статуя Тиридата I в парке Версальского дворца

От падения династии Арташесидов до середины I века в Армении царствовали римские и парфянские ставленники. Вонон — первый Аршакид, возведённый парфянами на армянский престол, — правил недолго. Его сменил ставленник Рима, правитель Иберии Митридат, которого предательски убил и сменил на престоле его же собственный племянник Радамист. По сообщению римского историка Тацита, некоторые из них были даже знакомы с «обычаями и образом жизни армян». В 53 году парфянский царь Вологез I сажает на армянский престол своего брата Тиридата. Это вызывает войну между Парфией и Римом. В 58 году римские войска во главе с Корбулоном вторгаются в Армению и после первоначальных успехов ставят своего наместника, однако в 62 году терпят унизительное поражение при Рандее. В результате Нерону в 63 году пришлось признать Тиридата независимым царём Армении; уступка (чисто престижная) со стороны парфян заключалась в том, что Тиридат должен был получить сан из рук самого Нерона и с этой целью совершил поездку в Рим. Армянские цари должны были носить титул «царей Великой Армении». Римская и парфянская армия должны были покинуть территорию Армении, полностью восстанавливались границы Армянского государства. С этого момента Великая Армения превращается в буферное государство между Римом и Парфией под управлением армянской ветви династии Аршакидов. Возрождение иранских обычаев и верований при Тиридате подорвало тенденцию романизации, явно заметную в Армении и Парфии предыдущего столетия.
Траян, начавший войну с Парфией, объявил в 117 году Армению римской провинцией, но Адриан отозвал римские легионы за Евфрат. Ни один из римских походов не привёл к уничтожению Армянского государства. Отношения между Арменией и Ираном (Парфией) при Аршакидах стали враждебными, когда парфянские Аршакиды были свергнуты Сасанидами. С точки зрения Сасанидов, армянские Аршакиды были последышами смещённой ими ненавистной династии, которую надлежало искоренить. Царь Армении Хосров I долгое время воевал с Арташиром, основателем династии Сасанидов. В середине III века Армения подвергается разрушительным нашествиям со стороны вновь возникшего царства Сасанидов: Шапуру I удаётся подчинить себе Армению, Албанию и Иберию. Сын последнего Ормизд-Ардашир на некоторое время даже носил титул «Великого царя армян».

#### Христианизация и войны с Сасанидами. Разделение Армении. Персидская Армения

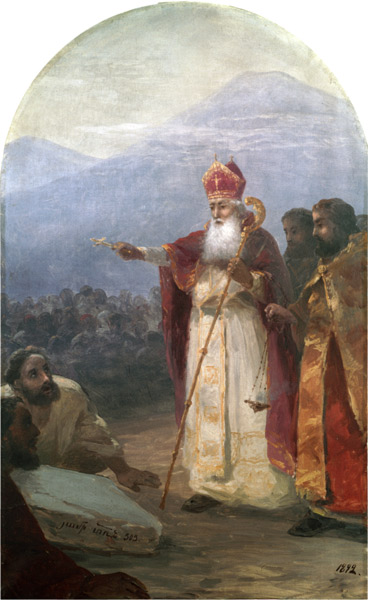
Крещение армянского народа. Картина И. К. Айвазовского

В 287 году с помощью римлян на престол вступает Тиридат III Великий, сын Хосрова II. В конце того же века, в 298 году, по Нисибисскому миру Рим и Персия признали независимость Армении, уточнялись также границы Армении с Римом и Персией. При Тиридате III в Армении утверждается христианство в качестве государственной и единственной религии. Первостепенную роль в принятии христианства сыграл св. Григорий Просветитель, ставший первым Католикосом Армянской Церкви (302—326). Вначале христиане подвергались гонениям, но когда Тиридат сам принял христианство (датой этого события традиционно считается 301 год, однако, некоторые современные исследователи считают что это произошло не раньше 314 года), оно было сделано государственной религией и, не без кровавых распрей, изгнало традиционную национальную армянскую религию, связанную в основном с древнеиранскими верованиями. Таким образом Армения стала первым в истории христианским государством.
В 332—338 годах царём Армении был Хосров III Котак. После стихийного изменения русла Аракса и образования множества болот, жить в городе Арташат стало невыносимо. Царь построил город Двин и переселил жителей Арташата туда.
В 337 году, несмотря на наличие мирного договора, в Армению вторгаются войска Сасанида Шапура II. На помощь армянам пришли римские войска, совместными усилиями вытеснившие персов. Царём был провозглашён сын Хосрова III Тиран (339—350). Последний вёл политику сохранения независимости страны. По словам Мовсеса Хоренаци, он вёл тот же образ жизни, что и его отец, и не проявил ни отваги, ни доблести. С персами он старался поддерживать мирные отношения. В 345 г. персидский шах Шапур II пригласил Тирана к себе для переговоров, захватил его в плен, увёз в Иран и ослепил. После неудачных попыток персов установить в Армении своё политическое влияние, власть армянского монарха перешла к его сыну Аршаку II (350—368).
Аршак II, желая укрепить центральную власть и навсегда покончить с сепаратизмом нахараров, прибег к решительным мерам. Он основал у южного подножия горы Арарат город, названный Аршакаваном. В нём могли находить убежище бежавшие от своих хозяев крепостные и рабы, а также неоплатные должники. Таким образом царь рассчитывал увеличить за счёт подвластных нахарарам людей собственное податное население. Нахарары резко протестовали и требовали от царя, чтобы им вернули их слуг, тем более что существовал закон о возвращении беглых. Но Аршак запретил применять этот закон в окрестностях нового города. Тогда нахарары во главе собственных отрядов двинулись к Аршакавану и взяли его штурмом. Всё двадцатитысячное население было поголовно истреблено. Аршак вступил с мятежниками в ожесточённую борьбу. Он отнял у вождей нахараров Камсараканов Гирак и Аршаруник, занял крепость Артагерс и истребил весь род Камсараканов. После этого многие нахарары отдались под покровительство Ирана. Угроза персидского завоевания возрастала с каждым годом. Между тем, Римская империя ослабла. Персы постепенно вытеснили римлян из Месопотамии, а в 363 г. император Иовиан подписал с шахом Шапуром II Нисибисский мир, согласно которому обязался не оказывать больше никакой помощи армянам (См. также Шапур II#Война с армянами и иверами).

Великая Армения в I—IV веках, по карте-вкладышу ко II тому «Всемирной истории» (М., 1956) (Заштрихованы земли Великой Армении, отошедшие от неё к соседним государствам после раздела в 387 году)

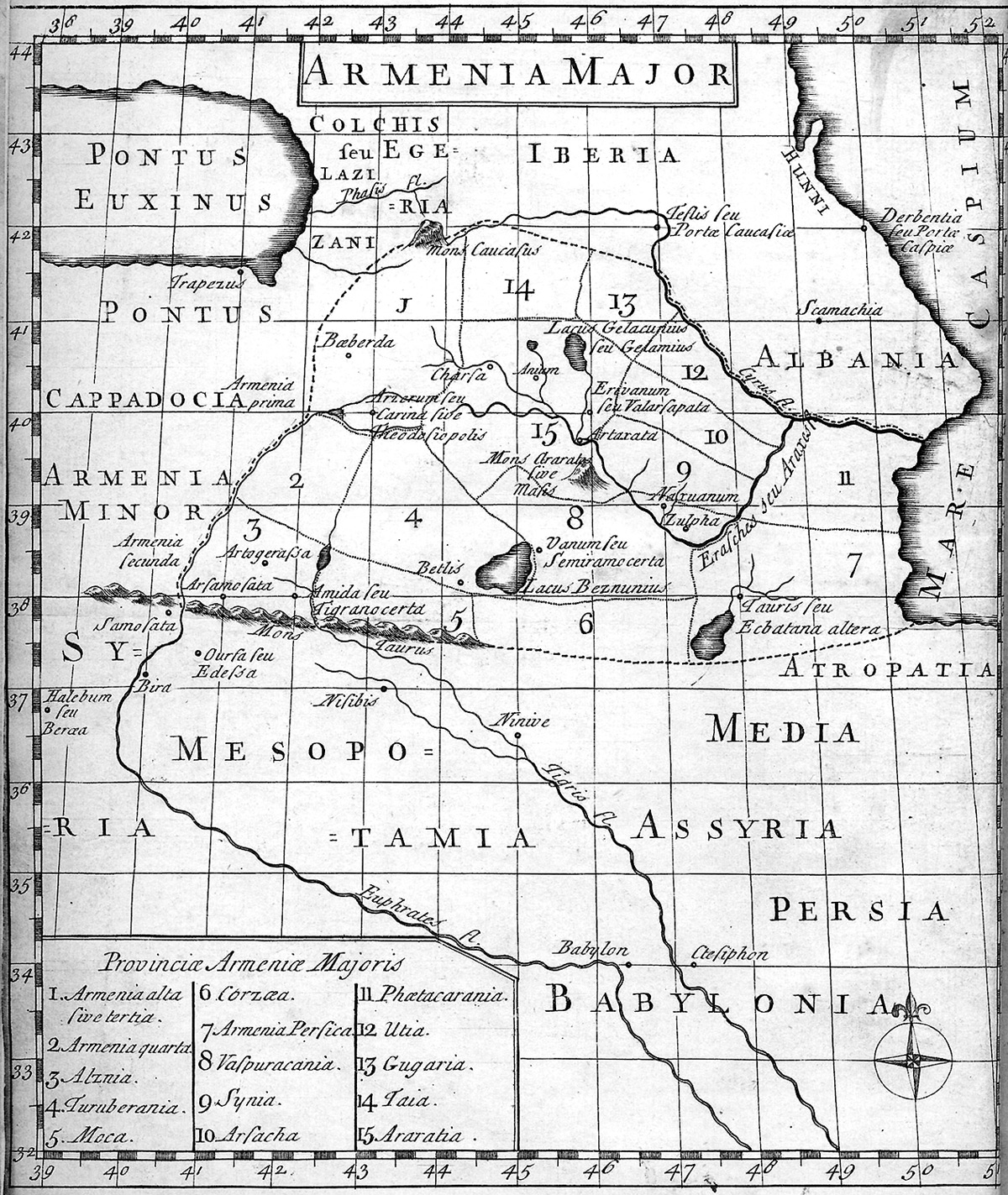
Провинции Великой Армении. George Whiston, опубликована в 1736 году.

Спустя некоторое время сначала от Аршака отошло Алдзникское нахарарство, потом восстали и перешли на сторону персов владетели других окраинных областей. Ввиду этих многочисленных измен царское войско оскудело людьми. Из-за смуты продолжать военные действия стало невозможно.
В 360-х годах Армения вела ожесточённую борьбу против Персии. В 367 году Сасаниды снова вторглись в Армению. Персы взяли и разрушили Тигранакерт, а затем, перейдя реку Арацани и продвигаясь по течению Евфрата, заняли Ани-Камах. Но в решительном сражении на Араратской равнине армянские войска, руководимые Васаком Мамиконяном, наголову разбили врага. В войне наступил перелом, и все попытки персов продвинуться вглубь страны были отбиты. Однако распри между царём и нахарарами, утихшие было на время, вспыхнули с новой силой. Ввиду тяжёлого положения внутри страны, Аршак был вынужден искать мира. Шапур пригласил армянского царя и Васака Мамиконяна в Ктесифон, якобы для заключения мирного договора. Здесь обоих вероломно схватили. Васак был казнён, а Аршак II заключён в темницу.
Армянское царство оказалось в чрезвычайно затруднительном положении: Аршак имел сына Папа (353—374), но тот был ещё очень мал, а царица Парандзем не пользовалась достаточным авторитетом, в стране наступило безвластие. Пользуясь этим, персы разрушили до основания все крупные армянские города: Арташат, Вагаршапат, Ервандашат, Нахчаван, Заришат, Ван и Тигранакерт, перебили в них всех взрослых мужчин, а детей и женщин угнали в Иран. Десятки тысяч армян и евреев были насильственно депортированы в глубь Персии.
К 368 году практически последним бастионом, сохранившимся у Армении, оставалась крепость Артагерс, где укрывались царица Парандзем с царевичем Папом. Папу вскоре удалось бежать к римлянам, а царица с оставшимися ей верными нахарарами и 11-тысячным гарнизоном больше года, несмотря на жестокий голод и болезни, выдерживала осаду персов. В 369 г. осаждавшим всё же удалось взять Артагерс и овладеть всеми царскими сокровищами. Парандзем вместе с другими пленными угнали в Иран. Для её поругания шах Шапур велел построить на площади своей столицы специальный дом, в котором каждый желающий мог совокупиться с низложенной царицей. Таким образом она была замучена до смерти. А в завоёванной Армении начались разрушение церквей и гонения на христиан.

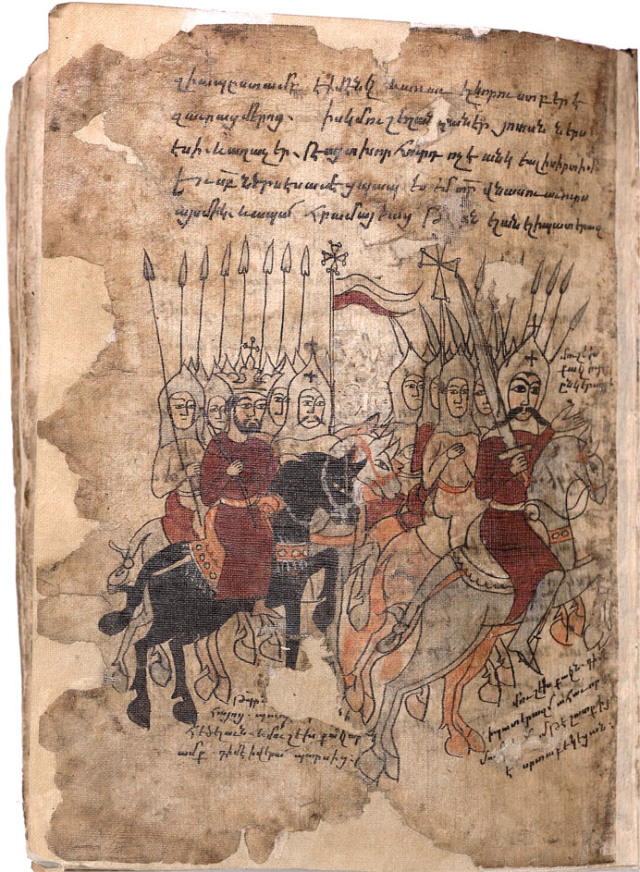
Царь Пап и спарапет Мушег Мамиконян. Миниатюра XVI века

Но в то время, когда Армянское царство казалось уже окончательно сокрушённым, прибыл Пап с большим римским войском. Вокруг него стали объединяться разрозненные отряды патриотов, и вскоре ожесточённая война возобновилась. Потерпев несколько поражений, персы отступили. В 369 году вместе с Мушегом Мамиконяном (сыном казнённого персами Васака) царь вошёл в Арташат. В 371 году Шапур опять напал на Армению. Решительное сражение произошло у подножия горы Нпат на Дзиравской равнине. Армянская армия, которую поддерживал большой римский отряд, присланный императором Валентом, сражалась с большим мужеством и одержала победу. Шапур вынужден был признать Папа царём Армении. Несмотря на юный возраст, тот проявил себя незаурядным государственным деятелем. Армянский царь стремился к укреплению царской власти. В течение всего своего царствования ему удавалось поддерживать мир с Ираном и тем дать стране хотя и короткую, но очень нужную ей передышку.
Независимая и самостоятельная политика Папа (в особенности его частые сношения с шахом) не понравились римлянам. В 374 году римский полководец Теренций пригласил Папа к себе на пир. Здесь прямо за столом армянский царь был зарублен римскими легионерами.
В IV веке в Армении формируются феодальные отношения.
В 387 году Армения подверглась разделу: меньшая, западная, часть отошла к Риму, основная — к Персии. Территориальные пределы Армении резко сократились. Приграничные области Армении были отторгнуты и присоединены к вассальным от Персии царствам Иверии и Албании (См. также: Римско-персидские войны# Армянский вопрос в 364—387 годах)

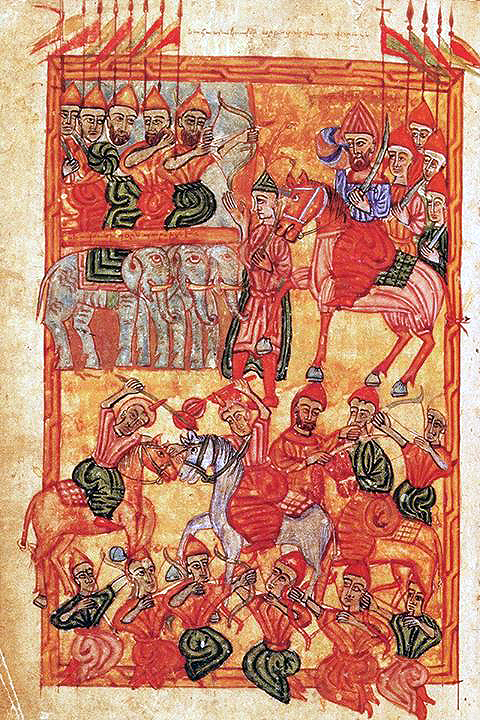
Аварайрская битва. Миниатюра XVI века из рукописи «О Вардане и войне армянской» Егише

Для укрепления христианской религии, перевода Библии и богослужебных книг, основания армянских национальных школ, Месроп Маштоц в течение 405—406 годов создаёт современный армянский алфавит. Чувство национального единства во многом способствовало реализации этой идеи
В персидской части Армении некоторое время ещё сохранялась власть Аршакидов, но уже при Йездигерде I отношения с Арменией начали ухудшаться. В 428 году сын последнего Варахран V обратил Армению в провинцию сасанидского государства и с низвержением Арташеса положил конец Аршакидской династии и в Армении. Первоначально персы предоставили Армении значительную автономию. Должности марзпана, спарапета (главнокомандующего) и азарапета (ведавшего экономикой) оставались в руках армян. «Великим судьёй» в стране был армянский католикос (глава христианской церкви), сборщиками налогов были армяне. Страна переживала культурный подъём, связанный с деятельностью Месропа Маштоца и его учеников. Персы, однако, не без оснований считали, что христианская религия ориентирует армян в сторону Рима.
В 438 году персидским царём стал Йездигерд II, который, укрепив международное положение своей империи, задался целью и внутреннего единства. Для армян были убраны некоторые привилегии и приказано перейти в зороастризм. Эти требования спровоцировали восстания в Армении, началась война между войсками повстанцев и сасанидской армией. Решающим эпизодом войны стала Аварайрская битва, в ходе которой погиб вождь повстанцев Вардан Мамиконян. Несмотря на пиррову победу персов, Ездигерд II не был счастлив: Армения была разорена, приток налогов и воинов оттуда резко сократился. К тому же вновь начали беспокоить кочевники. В попытке исправить ситуацию он разрешил армянам исповедовать христианство, а тем, кто силой был вынужден перейти в зороастризм, разрешил вернуться в христианство.
В 460-е годы новый царь Персии Пероз вновь начинает политику преследования христианства. Произошло новое восстание, и в 484 году армяне и персы заключили Нварсакский договор, по которому Армения вновь получила полунезависимый статус с полной религиозной свободой.

## Средневековая Армения (V—XV века)

### Армянские государства и автономные единицы в период Средневековья

#### Армянское марзпанство (428—642 гг.)
Армянское марзпанство — автономная армянская административная единица в составе Сасанидской империи со столицей в городе Двин (близ современного Еревана) и под управлением армянских княжеских родов Сюни, Багратуни и Мамикояны
Марзпан был обязан передать руководящие должности страны армянским нахарарам, чтобы не нарушать принцип их многовекового права на наследство. Это была автономная страна, чьей фактическими владельцами были армянские нахарары, а армянская армия находилась под командованием армянского спарапета (главнокомандующего), который по-прежнему был из династии Мамиконянов. Сохранялись почти все структуры, в том числе большое судебное учреждение, которое возглавлял армянский католикос. Также высокий статус автономии был в грузинском и албанском марзпанстве. Только королевские налоги и доходы, которые действовали во время последних королей Аршакуни, передавались в Сасанидский двор. Кроме того, после первого марзпана Вехмихршапуха (428—441) персидский правитель Йездегерда II назначает марзпаном Армении влиятельного князья Васака Сюни (441—451).

#### Византийская Армения (387—629 гг.)
Византийская Армения — административная единица в составе Византийской империи в 387—629 гг.
В 535—538 годах во время административных реформ императора Юстиниана I территориальная структура и форма правления в Византийской Армении были полностью изменены. В соответствии с главой I XXXI Новеллы Юстиниана (от 18 марта 536 года) «Об учреждении четырёх архонтов в Армении» вся Византийская Армения была разделена на четыре провинции во главе с архонтами:
1. Первая Армения (бывшая Великая или Внутренняя Армения, часть Первой Армении, провинции Полемонийский Понт, Каппадокийский Понт и Халдия целиком). Всего семь городов: Керасунт, Колония, Никополь, Сатала, Трапезунт, Феодосиополь и центральный город Юстинианополь (Цумина).
2. Вторая Армения (другая часть бывшей Первой Армении и прилегающие районы провинции Еленопонт). Всего пять городов: Брис, Зела, Команы Понтийские, Себастополь и центральный город Себастия.
3. Третья Армения (бывшая Вторая Армения). Всего шесть городов: Арабиссон, Ариаратия, Арка, Команы Каппадокийские, Кукусон и центральный город Мелитена.
4. Четвёртая Армения (бывшие автономные сатрапства) с центральным городом Мартирополь[254].

В то же время были упразднены должность комита Внутренней Армении и автономные армянские сатрапства, над которыми назначались два дукса с резиденциями в Мартирополе. Была учреждена должность военного магистра с резиденцией в Феодосиополе, под командование которого были переданы вооружённые силы, а также вся полнота военной власти как во всех армянских провинциях Византии, так и в провинции Полемонийский Понт. С этого времени армянская родовая знать (нахарары) потеряла свои лидирующие позиции, власть из её рук перешла в руки военного магистра, а рядовое население армянских земель оказалось на службе не в дружинах нахараров, а в регулярных подразделениях византийской армии, размещавшихся на территории Армении. Данное административно-политическое устройство Византийской Армении сохранится до начала персидско-византийских войн 572—591 и 602—628 годов.

#### Армянский эмират (685—885 гг.)

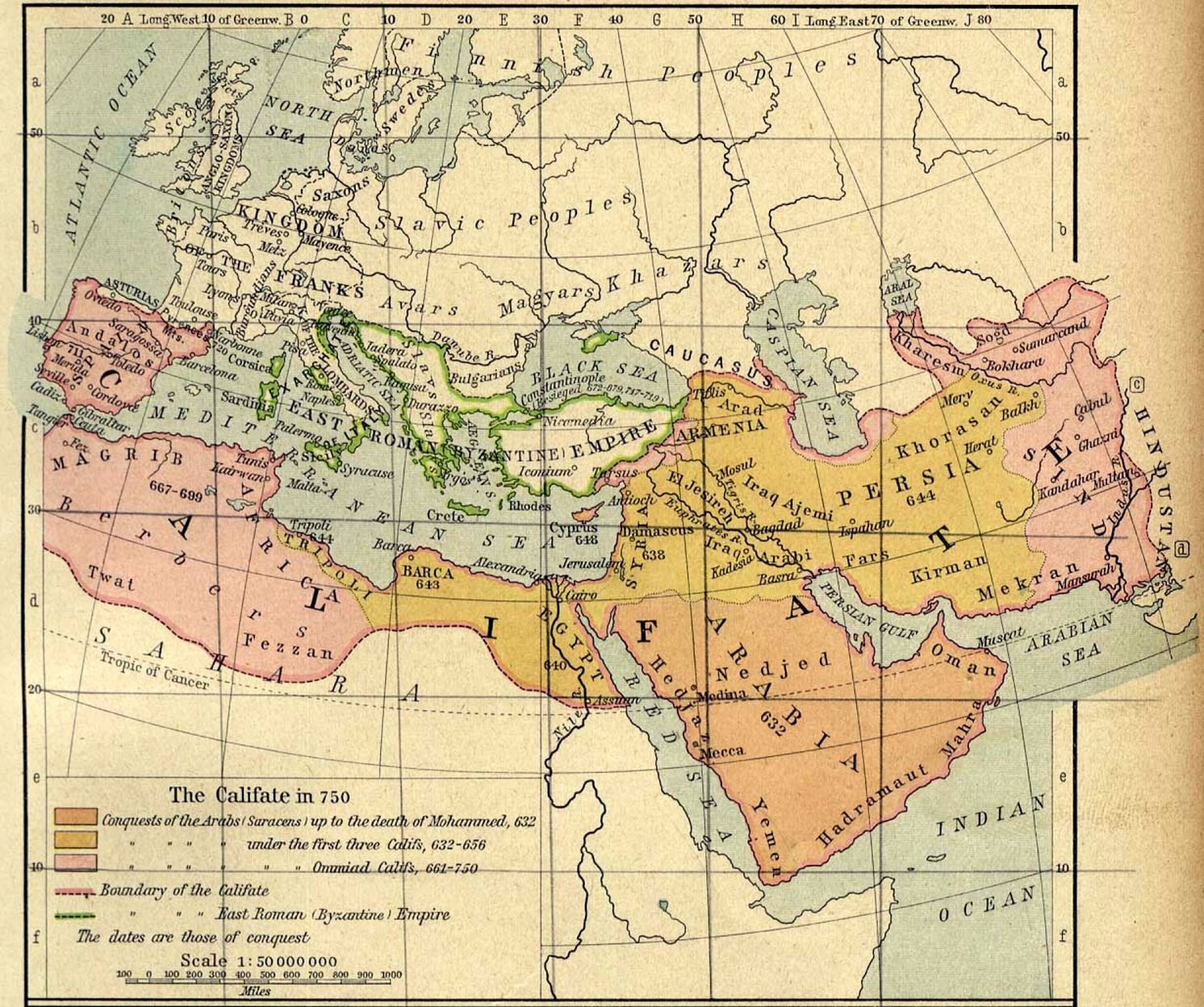
Армения на карте Арабского халифата в 750 году

Армянский эмират (араб. إمارة الارمينيا‎ (тран: imāratu aliārmīniyyāi (Армянский эмират) арм. Արմինիա կուսակալություն) — одно из автономных наместничеств (провинций) Арабского халифата, существовавшее VII—IX вв, со столицей в городе Двин (близ Еревана).
Армянский эмират управлялся эмиром или вали (в армянской историографии их называют востиканы арм.  ոստիկաններ: контролеры/полицейские), ставка которого находилась в Двине (Дабиль в арабских источниках), чья роль, однако, ограничивалась вопросами обороны и сбора налогов. По большей части страна управлялась местными армянскими князьями /нахарарами/, из родом Багратуни и Мамиконян, которые являлись наместниками арабских эмиров /востиканов/.
Несмотря на несколько восстаний, Армянский эмират просуществовал до 884 года, когда Ашот I Багратуни, проведя восстание, подчинил себе большую часть армянских земель, а также Картли (кроме Тифлиса с окрестностями), Кахетию и христианскую часть Албании (Аррана, Агуанка), провозгласил себя царем Армении. В 885 году его власть была признана аббасидским халифом аль-Мутамидом, а в 886 году византийским императором Василием I. Таким образом, Армения восстановила свою независимость.

#### Армянская фема (629—1074 гг.)
Армениакон (греч. Θέμα Άρμενιάκων; арм. Արմենիակոնի բանակաթեմ) — фема (автономный военно-административный округ) в составе Восточной Римской (Византийской) империи. Территориально охватывал на севере побережье Чёрного моря от портов Синоп и Самсун до Трабзона, Ризе и Хопа включительно, на юге фема граничила с Киликией, включая в свой состав Каппадокию.

#### Армянское Анийское царство (885—1045 гг.)
Армянское царство (или Ани́йское ца́рство, Баграти́дская Арме́ния, Армя́нское ца́рство Баграти́дов, Ширакское царство) — армянское феодальное государство, существовавшее с 885 по 1045 год.
Царство было основано Ашотом I из династии Багратидов, на фоне стратегического соперничества между Византийской империей и исламским халифатом, через 457 лет после падения Великой Армении — древнего царства армян. Багратидам удалось вернуть к жизни политический термин «Великая Армения», который стал официальным названием государства.
Восстановление армянского государства в целом ознаменовало начало нового «золотого века» в армянской истории. Армянское царство достигло своего наивысшего расцвета на рубеже X—XI веков в период правления Гагика I. С захватом Византией в 1045 году столицы страны, города Ани, царство прекратило своё существование и распалось на меньшие царства и княжества.

#### Парисосское царство (1070—1004 гг.)
Парисосское царство — армянское феодальное государство ,находившееся к северу от Нагорного Карабаха.

#### Васпураканское (Ванское) царство (908—1021 гг.)
Васпураканское царство (арм. Վասպուրականի թագավորություն) — армянское феодальное государство династии Арцрунидов (908—1021) в пределах историко-географической области Васпуракан.
Васпураканское царство было самым крупным из средневековых армянских царств после Анийского царства и находилось в вассальных отношениях от последнего. Оно охватывало восточный бассейн озера Ван; на востоке его границы доходили до озера Урмия, на севере — до реки Аракс и горы Арарат, на юге — Таврских гор.
При Сенекериме (1003—1021) население Васпураканского царства составляло около 1 млн человек. Большинство людей жили в 4 тысячах деревень, а ремесленники и торговцы — в 10 городах царства. На территории царства имелось 72 крепости и 115 монастырей.

#### Карсское царство (963—1064 гг.)
Карсское царство (арм. Կարսի թագավորություն) также Ванандское царство (арм. Վանանդի թագավորություն) — средневековое армянское феодальное государство в области Вананд со столицей в городе Карс существовавшее в 963—1064 годах.
Выделилось из состава Армянского царства Багратидов после провозглашения в 961 году столицей государства города Ани, в период феодального раздробления Армении. При этом цари Карса, сами происходившие из династии Багратидов, оставались в вассальной зависимости от анийских царей. Основателем царства стал сын царя Армении Абаса I Багратуни — Мушег.
При царе Мушеге (правил в 963—984 гг.) царство играло роль передового форпоста Анийского царства в борьбе с Византией. Наибольшего могущества оно достигло в царствование Аббаса Багратуни (984—1029 гг.), обращавшего особое внимание на усиление и снаряжение войска. После вторжения в Закавказье турок-сельджуков (1064—65 гг.) царь Гагик (правил в 1029—1065 гг.) уступил своё царство Византии, которая использовала его территорию в качестве плацдарма для борьбы с нашествием сельджуков.

#### Государство Филарета Варажнуни (1071—1086 гг.)
Государство Филарета Варажнуни — армянское государство, протянувшегося от Месопотамии вдоль Евфрата до границ Великой Армении, охватывающее Киликию на берегу Средиземного моря, Тавр, включая Каппадокию. Было создано в 1071 году византийским военачальником армянского происхождения Филаретом Варажнуни (получившим в 1078 году титулы севаста и августа (императора)) и просуществовало до 1086 года.

#### Ташир-Дзорагетское царство (978—1113 гг.)
Ташир-Дзорагетское царство (арм. Տաշիր-Ձորագետի թագավորություն), также ца́рство Кюрики́дов или Лори́йское ца́рство, — армянское феодальное государство на севере Восточной Армении, существовавшее с 978 до 1113 года. Управлялась армянской династией Гургенянов со столицей в городе-крепости Лори.

#### Сюникское (Капанское) царство (987—1170 гг.)
Сюникское царство (Капанское царство, Балкское (Бахкское) царство) — средневековое армянское государство на территории древнеармянской провинции Сюник, существовавшее в 987—1170 годы со столицей в городе Капан. Британская энциклопедия причисляет Сюникское царство к тем армянским государственным образованиям, которые сохранили своё существование после падения централизованного Армянского царства.

#### Княжество Северная Армения (1201—1360 гг)
Северная Армения — историческое армянское государство в коренной Армении, существовавшее в период с 1201 по 1360 год. До установления власти монголов в Иране и Закавказье в XIII веке, находилась в вассальной зависимости от Грузинского царства, после — монгольских властителей, пользуясь, однако в обоих случаях широкой автономией.

#### Киликийское Армянское государство (1080—1424 гг.)
Киликийское армянское царство (арм. Կիլիկիայի հայկական թագավորություն, среднеарм. Կիլիկիոյ Հայոց Թագաւորութիւն, фр. Royaume arménien de Cilicie / Le royaume de Petite-Arménie) — армянское феодальное княжество, а затем королевство, существовавшее в Киликии с 1080 по 1375 годы, горная Киликия — до 1424 года. Этот бастион восточного христианства был ценным союзником крестоносцев. Торговые и военные отношения с европейцами принесли новые западные влияния в киликийское армянское общество. Многие аспекты западноевропейской жизни были приняты дворянством, включая рыцарство, моду в одежде и использование французских титулов. Сами европейские крестоносцы заимствовали элементы армянского замкового строительства и церковной архитектуры. Государство процветало экономически, порт Айас служил центром торговли между Востоком и Западом. Киликийская Армения была единственным государством в коалиции крестоносных царств, чья церковь не была Латинской, но её народ считался принадлежащим к западноевропейской цивилизации. Армянская Апостольская Церковь была союзником папы в древней борьбе Рима с греками. Такие понтифики, как Евгений III, Луций III, Иннокентий III и Гонорий III не раз признавали православие Армянской церкви. ААЦ не подчинялась Риму и не принимала остальные соборы, однако на протяжении всего XIII века находилась в общении с Латинской церковью. Профессор Ягеллонского университета Кшиштоф Ян Стопка называет этот период армяно-римских отношений «вселенским братством».

#### Хаченское (Арцахское) княжество (821—1600 гг.)
Хаченское княжество (арм. Խաչենք, др.-греч. Χατζιένης, араб. Khajin‎) — средневековое армянское феодальное государство на территории современного Нагорного Карабаха, сыгравшее значительную роль в политической истории Армении и всего региона в X—XVI веках. После утраты единого армянского государства княжество Хачен стало центром армянской политической самостоятельности и сохраняло по меньшей мере автономию при монгольском, туркоманском и сефевидском владычестве.

### Куропалаты и востиканы. Арабский халифат

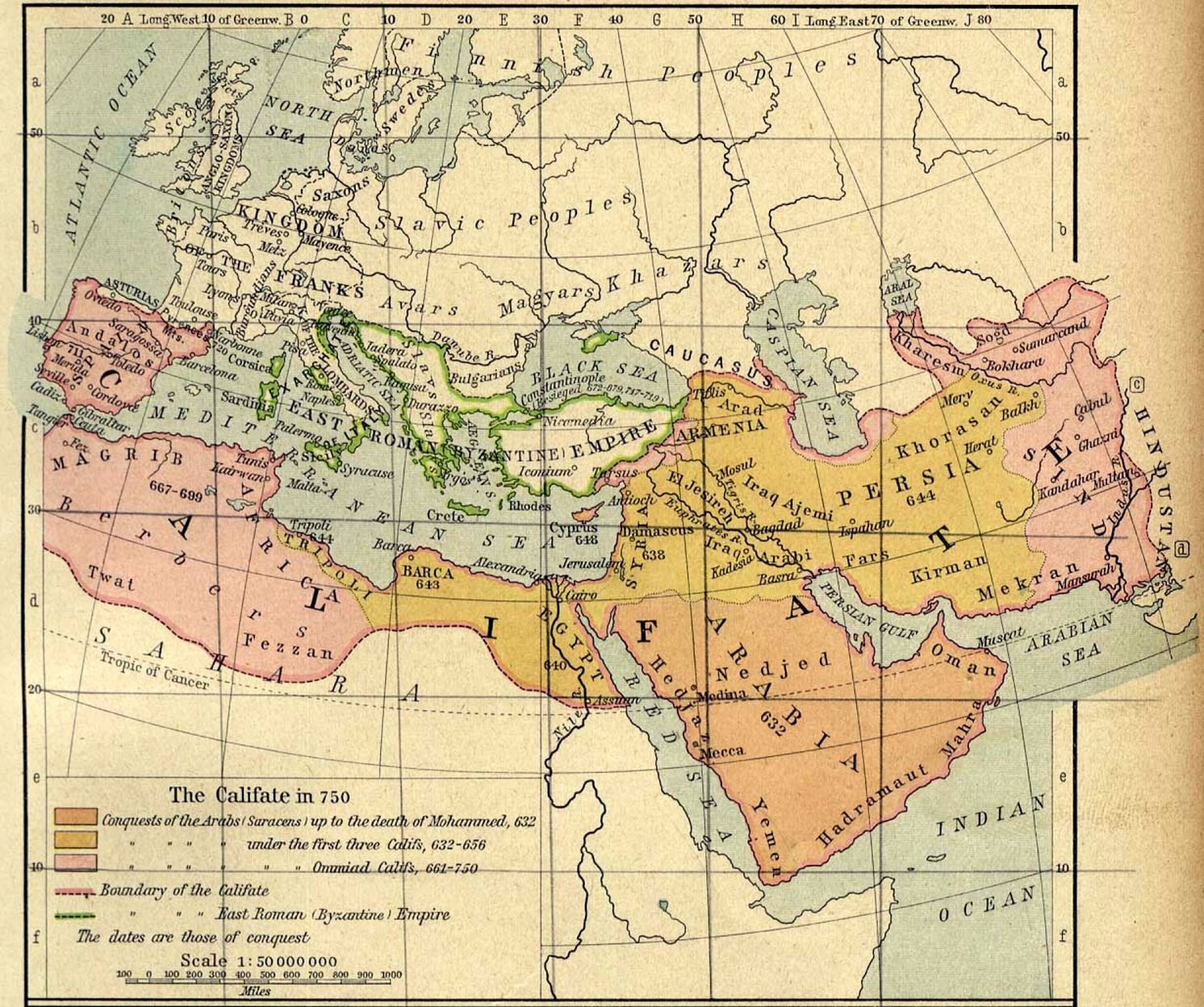
Под контролем Арабского Халифата в 750 году

По ряду стратегических причин яблоком раздора между Византийской империей и Персидским царством становится Армения. Административная реформа Юстиниана I 535—538 годов значительно отразилась также на положении в Армении. В его рамках были выпущены ряд указов нацеленные, например, на уменьшение роли армянской аристократии. Новелла 21 гласила «О том, чтобы и армяне во всём следовали римским законам». Таким образом подчёркивалась, что правовые нормы Армении не должны отличаться от общеимперских:

Мы желаем и армян, освободив от прежней несправедливости, перевести всецело на наши законы и дать им надлежащее равенство.
Оригинальный текст (греч.)Και Αρμενιους βουλεμεθα της προτερας απαλλαξαντες αδικιας επι τους ημετερους δια παντων αγαγειν νομους, και δουναι αυτοις ισοτητα την πρεπουσαν.

Обширная область расселения армян была разделена на четыре провинции (Армения Первая, Вторая, Третья и Четвёртая).
В 591 году византийский император Маврикий (возможно армянского происхождения), одержав победу над персами, присоединил к империи большую часть оставшейся территории Армении, продвинув её границы до самого озера Ван. Маврикий был свергнут тираном Фокой, который в свою очередь был свергнут Ираклием, армянином, сыном полководца Ираклия Старшего. В 629 году Ираклий завершил завоевания, начатые Маврикием. С конца VI века Армения фактически стала вассальным от Византии государством.

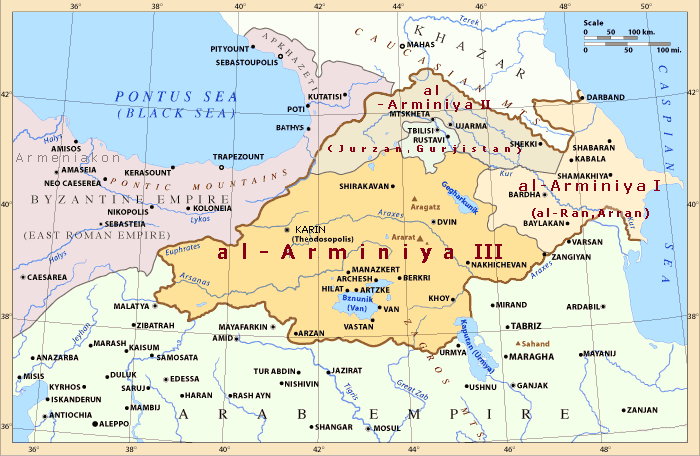
Армянский эмират Арабского халифата, 750—885 гг.
аль-Арминия I — Арран
аль-Арминия II — Иберия
аль-Арминия III — Армения

Династия Сасанидов была разгромлена в 630-е годы завоевателями Передней Азии — арабскими халифами. В 645 арабские армии Халифата атаковали Армению, большая часть которой перешла во власть халифов. Армянский князь Теодорос Рштуни был назначен арабами верховным правителем Армении, Грузии и Албании Кавказской. В конце VII века Армения утратила свою фактическую самостоятельность. Завоевав регион, в административных целях арабы объединили весь Южный Кавказ в обширную провинцию под названием аль-Арминия. Наместничество было названо Арминия, так как в его составе доминировали армянские земли.
Армяне в составе Халифата внесли немалый вклад в развитие арабского государства. Особенно прославилась армянская династия врачей Ибн Бахтишу. Основатель династии Джибраил ибн Бахтишу в 765 году вылечил умиравшего халифа Аль-Мансура. Его внук, также Джибраил, является основателем первой больницы, которую он построил в Багдаде около 800 года по инициативе халифа Харуна ар-Рашида.
В VII—IX веках в Армении зародились и получили широкое распространение христианские секты павликиан и тондракийцев. Они имели серьёзное влияние также в Византийской империи.

### Армяне в Византии

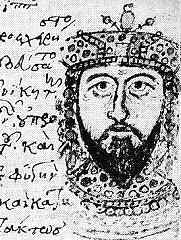
Византийский император (813—820) Лев V Армянин

Византийская Армения во время правления императора Юстиниана I

В течение VIII—IX веков армяне многократно восставали против арабского ига. Впоследствии тысячи армян были вынуждены эмигрировать в Византию, где армянское население впредь играло важную роль. Множество византийских императоров, полководцев, патриархов, представителей купечества, чиновничества и деятелей культуры были этническими армянами. Император Ираклий был даже миафизитом, так же как и другой император армянин Вардан Филиппик. Святая императрица Феодора и её сын Михаил III происходили из армянской аристократии Мамиконянов. Также армянское происхождение имели многочисленные другие византийские аристократические роды, среди которых Лакапины, Куркуасы, Гаврасы, Заутцы и т. д. Армянское или частично армянское происхождение имели все византийские императоры от Василия I до Василия II (867—1025).
Религия в те времена играла ощутимую политическую роль, и из-за различных религиозных доктрин армян, Византия часто действовала в ущерб армянской государственности и угрожала её независимости. Однако довольно часто византийские императоры совершали походы в Малую Азию захватывая земли, переселяли крупное армянское население на более безопасный запад империи, преимущественно во Фракию, таким образом спасая армян от пришлых арабов-мусульман, а в дальнейшем и турок-сельджуков. Из этих областей позже вышли целые династии выдающихся императоров. Дабы покончить с этим религиозным разрывом, некоторые константинопольские патриархи, такие как армянин Фотий I Великий обосновали ложные утверждения, отождествляя монофизитство с православием. Известно, что именно при патриархе Фотии (который сам не являлся православным, но играл в зарождении православия ключевую роль) в Византии начали почитать Григория Армянского. Тот же «фальсификатор» Фотий возводил родословную Василия I из армянской крестьянской семьи к армянским царям Аршакидам.
Меж тем, Василий I Македонянин, занявший византийский трон в 867 году, являлся основателем Македонской династии, которую так же называют Армянской. Василий воплощал в себе то сильное влияние, которое армяне оказывали на Восточную Римскую империю. И действительно, в рамках Византийской империи сосуществовало множество различных групп населения, отличающихся по национальному и языковому признакам, но только армянам было позволено поддерживать свою собственную культуру. При этой династии армянский язык был вторым официальным наряду с греческим. Самым ярким представителем этой династии, при котором Византия добилась могущества и расцвета, был армянин Василий II. Своим правлением он окончательно разрушил армянскую государственность и отвоевал у арабов всю Западную Армению. Он перевёл множество армян во Фракию под Филиппополь (Пловдив), а болгар в Армению. Василий не оставил после себя наследников, и вскоре после его смерти самая славная династия пересеклась, дав начало другой армянской династии—Комнинам.

### Восстановление армянского государства. Армянское царство Багратидов
С начала IX века в Аббасидском халифате начались процессы, которые позднее привели к его распаду. Ослабление халифата заставило перейти к более гибкой политике в отношении Армении. Уже в 804 году армянский князь Ашот Мсакер (Мясоед) был назначен халифом правителем Армении. В 862 году князем князей (батрик ал батарика) Армении был признан его внук Ашот Багратуни. Высокий титул для Ашота запросил сам наместник халифа, этнический армянин Али ибн Яхья аль-Армани. Уже в 875 году армянская знать выдвинула Ашота в качестве претендента на армянский трон.
С конца IX века династия Багратидов привела Армению к культурному, политическому и экономическому подъёму, обозначив, таким образом, новый золотой век в армянской истории. В 885 году Армения была признана суверенным царством двумя главнейшими силами региона: Арабским Халифатом и Византийской империей. Ашот I (885—890) — потомок древнего и могущественного армянского рода Багратидов — с соизволения халифа Мутамида Биллаха, получил корону и сделался основателем третьей великой династии Багратидов, или Багратуни. Примерно через 450 лет после падения Великой Армении армянское государство было восстановлено: «третье возобновление царства армянского через Ашота Багратуни», — так называет событие историк эпохи Багратидов Степанос Таронеци.
Его преемник Смбат I, власть которого также была признана халифатом, продолжил политику сильной централизованной власти, он также расширил границы армянской монархии. Обеспокоившись усилением армянского государства, халиф, опираясь на своего наместника саджидского эмира Юсуфа, начал планомерную борьбу за подчинение Армении. Саджиды стали главным врагом Армянского царства в этот период. После нескольких лет упорной борьбы Смбат I был пленён и казнён в Двине в 914 году, где, к тому времени, существовал небольшой арабский эмират ставший впоследствии военным форпостом в борьбе с армянским царём.
Сын Смбата Ашот II Железный (914—928) сумел изгнать мусульманских мародёров, разорявших Армению, и добиться внутреннего единства, восстановив самостоятельность страны. В 922 году халифат был вынужден признать его царём Армении, даровав ему высокий титул шахиншаха — царя царей. Его политическая гегемония была признана на всём Кавказе.

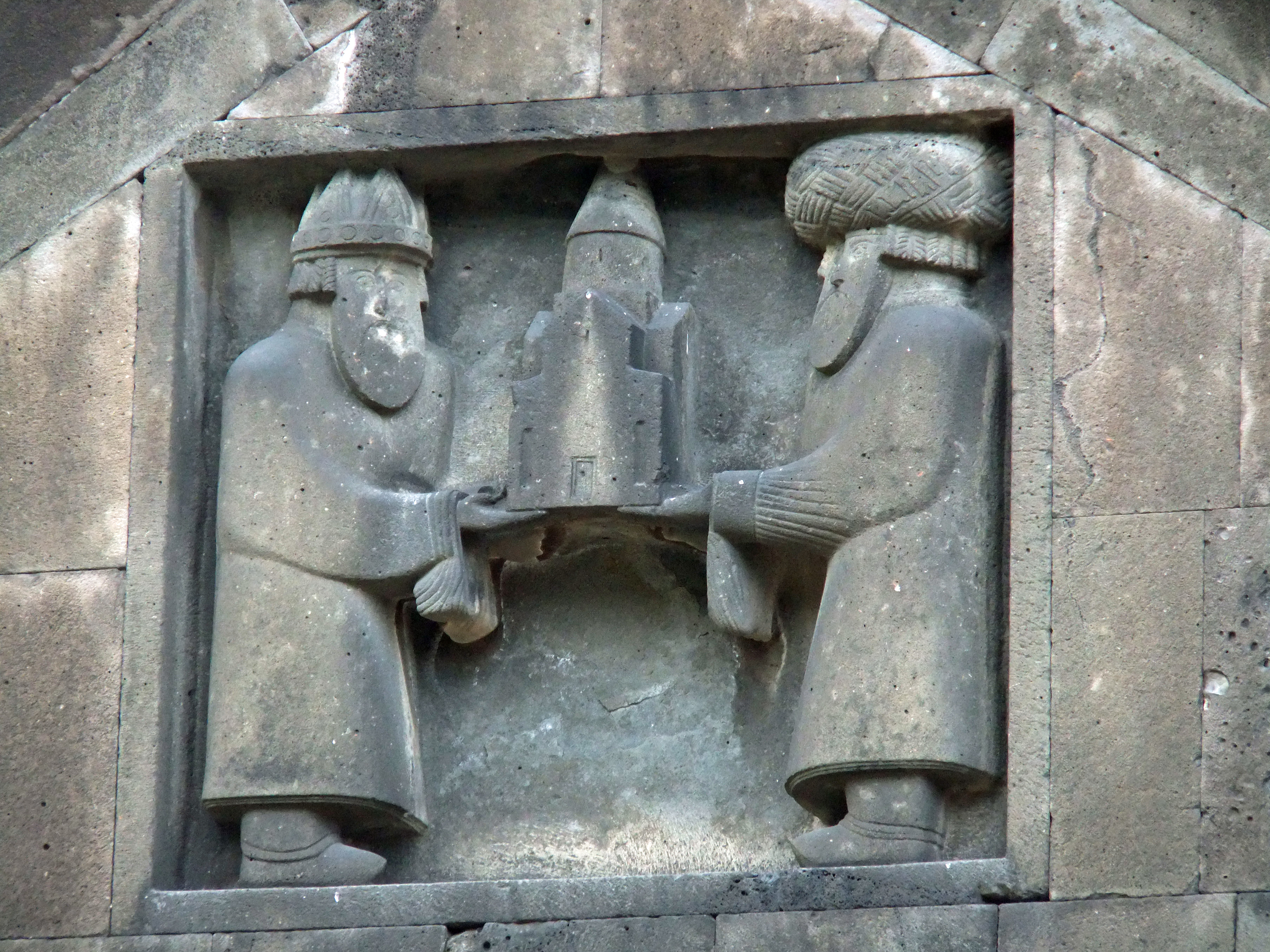
Шахиншах Армении Смбат II (справа) и его младший брат Гурген I на ктиторской скульптуре Ахпата, 976—991 годы

Апогея мощи, процветания и культурного расцвета Армения достигла при преемниках Ашота: его брате Аббасе (928—953), который сделал столицей Карс; сыне Аббаса Ашоте III Милостивым (953—977), который перенёс столицу в Ани; а затем при сыновьях последнего Смбате II (977—989) и, особенно, Гагике I (989—1020). С начала X века Византийская империя признала политическую гегемонию Армении в Закавказье — по крайней мере, в отношении христианских государств. Армянские цари Ашот I, Смбат I и Ашот II обладали титулом «архонт архонтов», что означало наделение им высшей властью по отношению к остальным правителям Закавказья византийской ориентации. Халифат, в свою очередь, присудил армянским царям титул «шахиншах» — царя царей.
В то же время, укреплению армянского государства и центральной власти мешала феодальная раздробленность. В конце Х — начале XI веков конфликты между различными ветвями династии Багратидов и отпадение Васпуракана во главе мощной династии Арцруни ещё в 908 году ослабили внутреннее единство в стране. В 963 году, в связи с перенесением столицы из Карса в Ани, образовалась Карсское царство, в 978 году, после смерти шахиншаха Ашота III Милостивого, на севере Армении провозгласил царство его младший сын Гурген, в 987 году, в момент похода Раввадида Абу-л-Хайджа, объявил о своём отделении сюзерен Сюника Смбат. Впоследствии, однако, все они признали верховную власть и сюзеренитет Багратидов.

Таким образом, внутренне ослабшая Армения уже с начала XI столетия стала лёгкой мишенью для Византии. В 1021 году во время похода на восток Василий II присоединил к Византии Васпураканское царство, в начале следующего года армянский царь Ованес-Смбат (1020—1041), избегая разорения страны, был вынужден завещать Армянское царство Византии, подписав рукою католикоса Петроса I Гетадарца Трапезундское соглашение. В середине десятилетия владения армянского царя были значительно сокращены. После кончины Ованеса-Смбата Византия перешла к агрессивной наступательной политике, требуя присоединения Армении к империи. После почти 4-летнего противостояния византийской аннексии, последний царь Армении из династии Багратидов Гагик II в 1045 году был вынужден согласиться на капитуляцию. В распаде царства значительную роль сыграло часть армянской знати во главе с византофилом католикосом Петросом I.

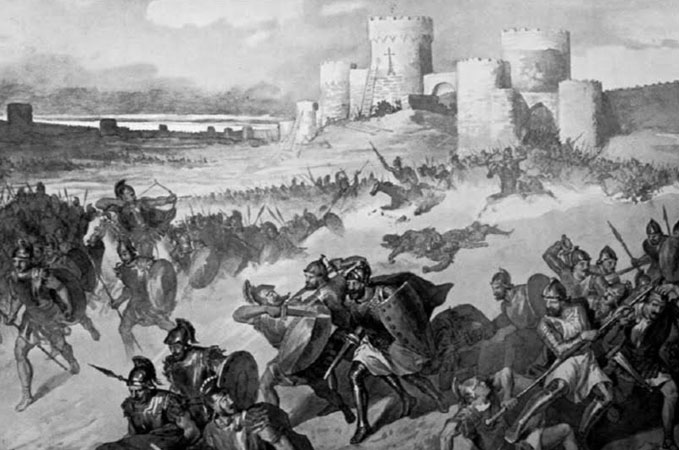
Дж. Зассо, «Армяне отражают византийскую атаку на Ани», картина XIX века

В период существования Армянского царства Багратидов ещё более развивались историография, философия, математика, медицина, литература, архитектура, миниатюра, фресковая живопись, декоративно-прикладное искусство и другие отрасли искусства и науки, в целом эпоха ознаменовалась культурным возрождением
Ани являлась древним армянским городом, ставшим новой столицей царства на апогее её развития в 961 году. Само царство по названию его последней столицы называлось также Анийским. Население города составляло приблизительно 100 тысяч жителей и он назывался так же «городом 1001 церкви». Со становлением Ани столицей, Армения становится густонаселённой и процветающей страной, оказывающей политическое и экономическое влияние на другие государства региона.
Аннексия Византией Армянского царства, а также начавшиеся усиленные нашествия огуз-сельджукских племён привели к началу многовекового процесса вынужденной эмиграции армян со своей исторической родины. Аннексия Армянского царства также способствовала беспрепятственному продвижению сельджуков в сторону Малой Азии и дальнейшему захвату Византийской империи. Матфей Эдесский, историк XII века пишет:
В год 498 армянской эры [1049-1050] в правление императора Мономаха, который вероломно отнял Армянское царство у династии Багратуни с помощью ложной клятвы, а также в патриаршество его светлости Петра, армянского католикоса, по приказу султана Тургула из Персии пришло бедствие – знак Божьего гнева. Два зорапета, которых звали Ибрагим и Кутульмиш, покинули его двор с многочисленными силами и во главе огромного войска двинулись на Армению, ибо они знали, что, находясь в руках римлян, вся страна была заброшена и находилась без защиты. Ибо римляне отослали и удалили с Востока храбрых и сильных мужей, а на их место в Армении и на Востоке пытались поставить зорапетов-евнухов.

### Нашествие турок-сельджуков

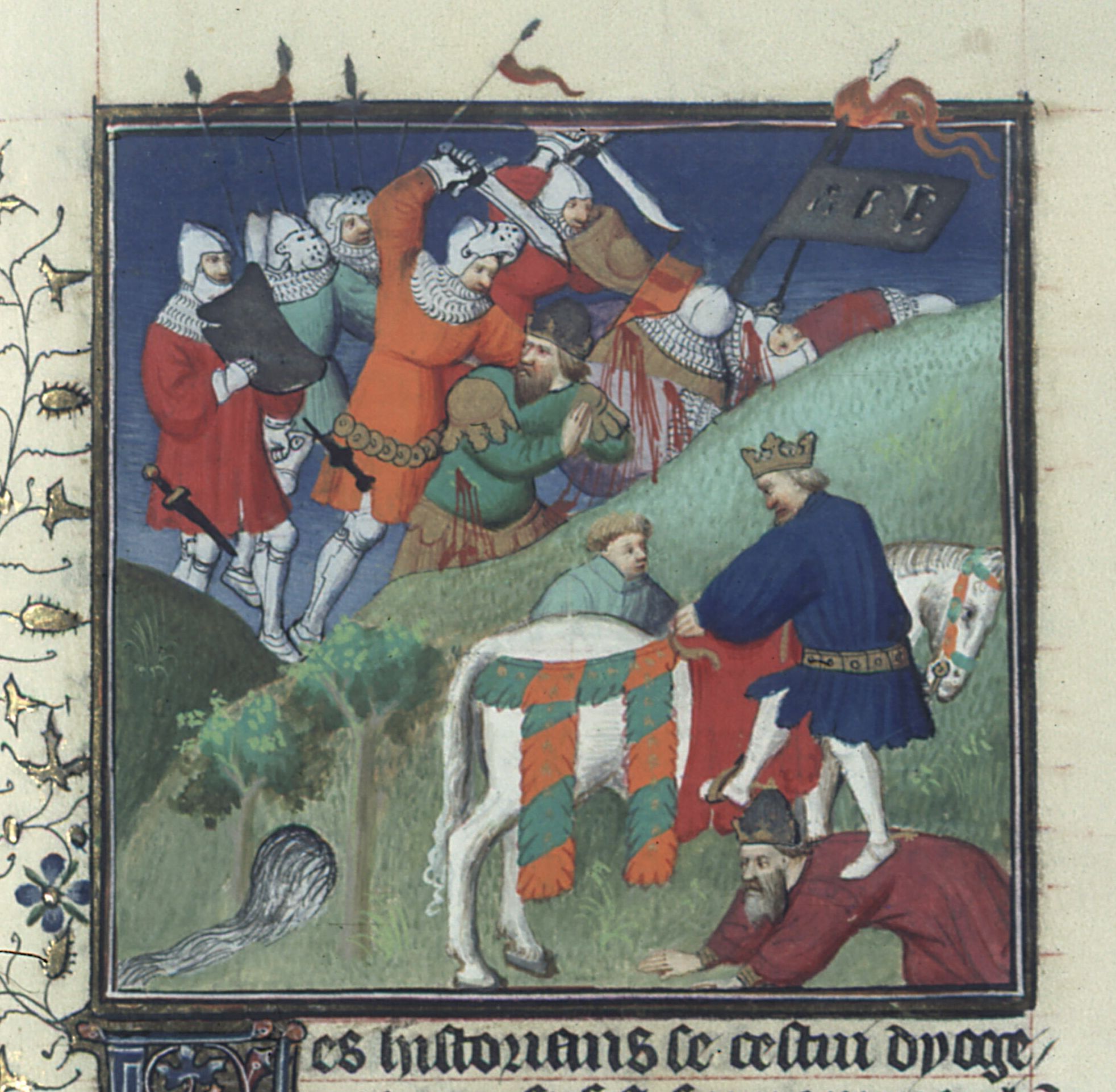
Французская миниатюра XV века, изображающая сражение при Манцикерте, на территории Армении

Первые набеги огуз-туркменских племён в Армению были зафиксированы в 1016 году, когда последние атаковали Васпураканское царство. Огуз-туркменские племена — завоеватели, нахлынувшие из Средней Азии и утвердившиеся в Иране и других частях Передней Азии. Сельджукские нашествия нанесли катастрофический удар по армянскому этносу. Многие армянские области, среди которых Сюник, Васпуракан, Гохтн (в Нахичевани) стали объектом их захвата. Уже с середины XI века Армения начинает подвергаться их систематическим набегам. В 1048 году Тогрул-бек совершает первое нашествие в Армению. Сельджуки разоряют Арзни, расположенный вблизи Эрзурума. В 1049 году, во время захвата Эрзурума, население города подверглось жестокой резне. Византийский хронист Иоанн Скилица сообщает, что при взятии Эрзурума турками было вырезано 140 тысяч человек. Хотя эта цифра скорее завышенная, но в целом отражает тяжёлые последствия от нашествия турок-сельджуков для местного армянского и греческого населения. В 1064 году эти племена возглавляемые Алп-Арсланом предприняли военную кампанию на территорию Армении и отняли Ани у Византии. Судьбоносным для всего региона становится 1071 год, когда византийская армия была разгромлена сельджуками в битве при Манцикерте, произошедшем на территории Армении. Тогда сельджуки захватили оставшуюся часть Армении и большую часть Анатолии, по выражению Михаила Сирийца, «Одержав эту большую победу /при Манцикерте/, тюрки возобладали над всей Арменией». Только несколько армянских политических образований сохранили свою независимость главным образом ценою признания вассалитета. После смерти Мелик-шаха (1092), власть сельджуков на местах постепенно угасала и оказывалась в руках местных правителей. Так вся Армения, а также большая часть западного Ирана, Персидского Ирака и Закавказье, почти на девяносто лет оказались под властью Государства Ильдегизидов.
Рассказывая о своей эпохе, армянский историк второй половины XI века Аристакес Ластивертци писал: «Ни одного дня, ни разу не обрели мы покоя и отдохновения, но всё время было насыщено смутами и невзгодами». С эпохи сельджукского завоевания начинается многовековой процесс вытеснения армянского населения из Армении тюркскими племенами.

### Армянское национально-государственное устройство после 1045 года

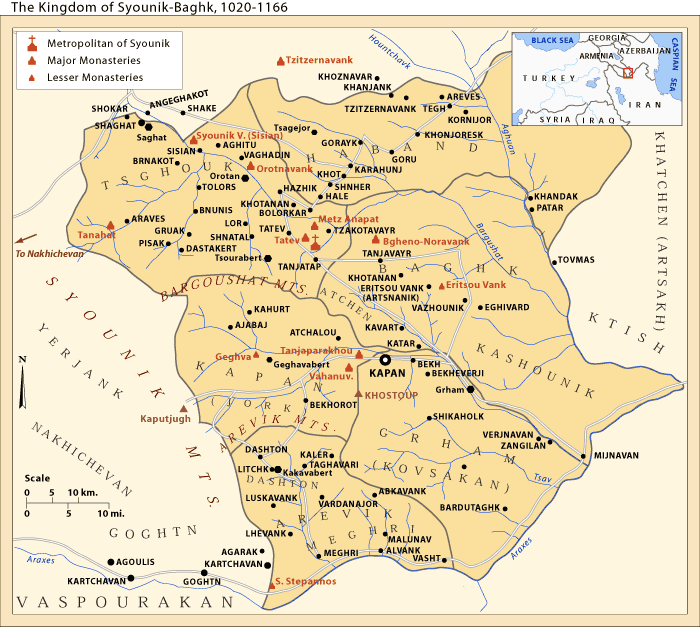
Сюникское царство (в Зангезуре) в XI—XII веках, один из остатков армянского национально-государственного устройства после падения Анийского царства

В 1045 году на территории Армении, кроме Анийского царства, продолжали существовать ещё три армянских маленьких царства, а также несколько мелких княжеств. Так, по сообщению историка XI века Аристакеса Ластивертци к середине столетия «Помимо княжества [Давита] Куропалата и территорий, подвластных ромеям, в Армении были четыре царских престола».
После 1064 года и вторжения сельджукских войск под предводительством Алп-Арслана, в Армении остались лишь немногочисленные области, которые не подверглись завоеваниям и где продолжало существовать армянское национально-государственное устройство. Это были Сюник, Ташир, Хачен (в Нагорном Карабахе) и Сасун.
Первым после Анийского царства прекратило своё существование Карсское царство. В 1065 году, сразу после похода сельджукского султана Алп-Арслана, последний его правитель Гагик Карсский из династии Багратидов уступил своё государство Византии.
После Карса младшая ветвь армянских Багратидов продолжала существовать на севере Армении, в царстве Ташир-Дзорагета, в лице рода Кюрикидов. При Давиде I Безземельном царство достигло своего наибольшего развития. Ему удалось успешно отразить атаки Гянджинских Шеддадидов и даже присоединить ряд армянских областей, находящихся под их владением. Поход Алп-Арслана 1064 года отразился также на исторической судьбе этого царства. Кюрике II вынужденно признал сюзеренитет Алп-Арслана. Тогда же под давлением царя Грузии Баграта IV последний уступил значительные земли на севере, перенеся столицу из Самшвилде в город-крепость Лоре. В 1118 году при наследниках Кюрике II Давиде и Абасе Ташир-Дзорагетское царство было присоединено к Грузии царём этой страны Давидом Строителем. Давид и Абас продолжали править на незначительных областях вокруг крепостей Тавуш и Мацнаберд.
Сюникское царство на востоке Армении последним отпало от централизованного государства Анийских Багратидов (с сохранением вассальной зависимости до его аннексии) и продержалось дольше всех остальных армянских государств. Царство достигает наивысшего расцвета в начале XI столетия. Во время похода Алп-Арслана оно сохранило свою самостоятельность, но уже правление Сенекерима было утверждено султаном Мелик-шахом. Сенекерим именовал себя «царём Армении сидящим в Сюнике». XII столетие характеризуется борьбой этого царства с сельджукскими завоевателями. В 1170 году Сюник был захвачен Ильдегизидами.

Восточноармянские царства и княжества

Переломным историческим моментом для Сюника стало освобождение Восточной Армении армяно-грузинскими войсками под командованием рода Закарянов. В 1210-х годах, после около сорокалетнего перерыва, здесь вновь было восстановлено армянское правление. Область была дарована роду Орбелян, которые сумели обеспечить для этой части Армении значительное экономическое и культурное развитие. Орбеляны и их вассалы из рода Хахбакян продолжали править до 1435 года. После, как и в Нагорном Карабахе, на этой территории были образованы ряд армянских меликств.
На территории Нагорного Карабаха продолжало существовать небольшое армянское княжество Хачен. С начала XIII века здесь сюзеренами являлись Гасан-Джалаляны, потомки древнего рода Арраншахов. Мхитар Гош, пишет на рубеже XII—XIII веков:
Во времена владычества эламитян Армянское царство давно уже было окончательно низложено, а остатки ишханов, лишённые всего, рассеявшись, скитались по всей стране, отказываясь повиноваться друг другу особенно те, кто жил в неприступных твердынях страны Арцах.
Хаченское княжество на территории древнеармянской провинции Арцах, продолжало своё существование до самого конца XVI века, когда на его месте постепенно были образованы армянские меликства, впоследствии известные как меликства Хамсы.
В период с XII по XVIII вв. армянская государственность сохранялась в виде княжеств, меликств, так называемых сигнахов, полунезависимых общин и т. д. По мнению доктора исторических наук Ашота Мелконяна, к этим формам армянской национальной государственности следует причислить также выполнение государственных функций Армянской Апостольской церковью. Даже в отсутствие общеармянской государственности это позволило армянскому народу сохранить свою национальную идентичность вплоть до новейшего времени.

### Киликийское армянское государство. Крестоносцы

Киликийское армянское государство, 1080—1375 гг.

Около 1080 года Киликия и часть Малой Армении, в горах которой с давних пор укрывалось от персов и турок множество армян, были освобождены Рубеном I, родственником последнего царя Багратидов, тоже бежавшего в горы от византийского ига. Чтобы избежать смерти или порабощения в руках тех, кто убил его родственника Гагика II, последнего царя Армении, Рубен I вместе с другими армянами отправился к ущелью горы Тавр, а затем в киликийский город Тарс. Здесь местное византийское правительство даёт им убежище. Таким образом, примерно в годы с 1080 по 1375, армянская государственность перемещается на юг в Киликию.
После того, как члены первого крестового похода появились в Малой Азии, армяне начали развивать отношения с европейскими государствами крестоносцев, процветавшими в Леванте до тех пор, пока не были завоёваны мусульманскими государствами. Граф Балдуин I Иерусалимский, который вместе с остальными крестоносцами переправлялся через Малую Азию в Иерусалим, покинул армию Крестоносцев и получил приют у Тороса, армянского правителя Эдессы, исповедовавшего православие. Поскольку армяне являлись врагами сельджуков и имели неприязненные отношения с византийцами, они благожелательно отнеслись к графу крестоносцев, и, когда Торос был убит, Балдуин был сделан правителем нового Эдесского Графства крестоносцев. По всей видимости, армянам нравилось правление Балдуина и крестоносцев вообще, поэтому многие из них воевали бок о бок с христианами Европы. После того, как Антиохия была взята в 1097 году, Константин, сын Рубена, получил от крестоносцев баронский титул.
Проваленный Третий крестовый поход и некоторые другие события сделали Киликийскую Армению единственным значимым на Ближнем Востоке христианским государством. Такие мировые силы, как Византия, Священная Римская империя, папство и даже Аббасидский халиф соперничали за влияние над Киликией. Каждый стремился стать первым, кто признает принца Киликии Левона II из династии Рубинян законным королём. В результате, 6 января 1198 года в городе Тарс он был коронован и провозглашён царём и Германской, и Византийской империями. На коронации Левона II присутствовали представители и христианских, и нескольких мусульманских стран, таким образом подчеркнув значительное положение, которые приобрела Киликия. Армянское правительство бывало в частом контакте с крестоносцами и определённо оказывало содействие и в других крестовых походах. Нередко крестоносцы скрепляли свою связь с Киликией брачными союзами. Так, Граф Эдессы Жослен I де Куртене женился на принцессе Беатрис, дочери Константина I, а граф Балдуин I Иерусалимский (жена которого, Гутуера, умерла в 1097 году в Мараше) взял в жены Арду — племянницу Константина. Его двоюродный брат и наследник Балдуин II Иерусалимский, став графом Эдессы, последовав примеру брата и женился на армянской княжне Морфии — дочери Гавриила, владельца Мелитены.
Знаменитый мусульманский полководец, завоеватель Иерусалима и мощнейший противник крестоносцев Салах ад-Дин так же был выходцем из Киликийской Армении.

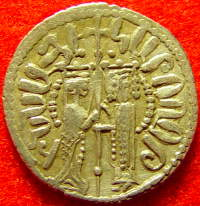
Монета царя Хетума I

Являясь единственным независимым армянским государством своего времени, Киликия значительно процветала. В Малой Армении армянская культура переплеталась как с европейской культурой крестоносцев, так и эллинистической культурой Киликии. Своего расцвета Киликийское царство достигло в период правления Хетума I. Ему удалось заключить договор с монголами, и, таким образом, не только уберечь свою страну от разрушения, но и использовать этот союз в борьбе со врагами.
Как только католические семьи начали распространять своё влияние на Киликию, Папа Римский захотел, чтобы армяне приняли католичество. Эта ситуация разделила население царства на прокатолические и проапостольские лагеря.
Независимость киликийского армянского государства продлилась до 1375 года, когда египетские мамлюки во главе с султаном Ша-баном, воспользовавшись нестабильной ситуацией в Киликии, разрушили её. Последний царь Левон VI, из династии Лузиньян, но с материнской стороны Багратион (внук Георгия V Блистательного), освободившись из египетского плена, уехал в Париж, где скончался в 1393 году. С этого времени Киликийская Армения стала зависимым государством и перешла в 1403 году от египетских султанов под власть Караманидов, в 1508 году персов и, наконец, в 1522 и 1574 годах — под власть османов.

### Двинский и Анийский эмираты Шеддадидов
Шеддадиды первоначально обосновались в Двине в 951 году, когда город и его область находились под властью Мусафиридов. Через несколько лет, однако, они были вытеснены из области. Повторно Шеддадиды утвердились в Двине в конце X столетия при Фазле I. С тех пор до конца XI века, времени утверждения здесь полной сельджукской гегемонии, этот род сыграл определённую роль в политических судьбах Закавказья. Византийский хронист Иоанн Скилица называет Шеддадида Абу-л-Асвара «архонтом Тивия и Персармении».
В 1045 году земли Ширакского царства стали частью фемы Иверия, административный центр которого переместился в Ани. Присутствие здесь византийских катепанов однако продлилась не долго. После завоевания в 1064 году сельджуками Закавказья в 1072 году род Шеддадидов получил (по другим данным, купил) от них в вассальное владение территорию бывшего Анийского царства армянских Багратидов, образовав Анийский эмират. Манучихр ибн Шавур II начавший править в Ани, стал основателем анийской ветви Шеддадидов, которая прекратила своё существование в 1199 году, когда армянский город Ани был присоединён к Грузии вместе с частью северной Армении.
Как пишет авторитетная энциклопедия «Ираника», на Шеддадидов значительное культурное влияние оказало армянское окружение и армянские родственные связи.

### Шах-Армениды
В течение 1100—1207 годов в южной Армении, в областях вокруг озера Ван, существовало государство Шах-Арменидов с центром в городе Хлат. Шах-Армениды также как и Шеддадиды имели курдское происхождение, однако были арменизированы. Носили титул «Шах-Армена» то есть армянского шаха, как пишет грузинский летописец XIII века «Шах-Армену, прозванному царём армян». Армяне составляли подавляющее большинство населения этого региона.

### Армения при Закарянах

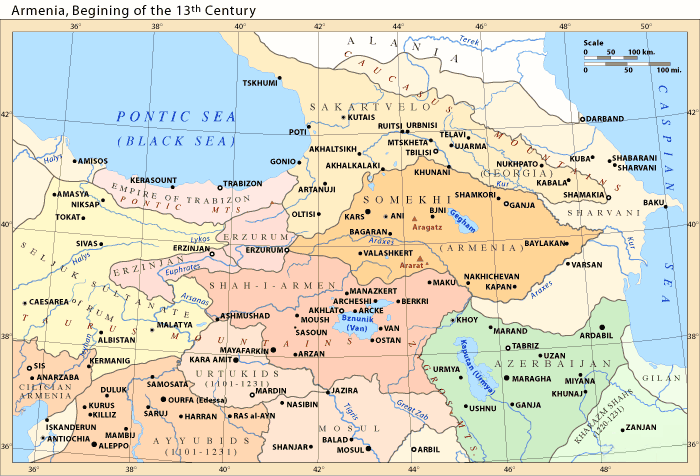
Захаридская Армения в составе Грузинского царства (оранжевым цветом), государство Шах-Арменидов (розовым в центре) и соседние страны в начале XIII века

Армения накануне монгольского завоевания

В течение короткого периода 1190—1230-х годов мусульманские силы на территории Армении были серьёзно вытеснены усилившейся грузинской монархией в период правления там царицы Тамары. Местная армянская знать — нахарары —, объединив свои усилия с грузинами, опираясь на поддержку армянского населения, смогли освободить от сельджуков всю Восточную Армению и большую часть центральной Армении, включая такие города как Ани, Карс и Двин. Эти земли управлялись армянской династией Закарян, иначе Мхаргрдзели, известным родом, находившимися под властью грузинской короны. Киракос Гандзакеци, историк XIII века, пишет
Закарэ был военачальником грузинского и армянского войска, подвластного грузинскому царю, а Иванэ был в должности атабека. Они отличились большой отвагой в боях: завоевали и взяли себе множество областей армянских, которыми владели персы и мусульмане, — гавары, расположенные вокруг моря Гегаркуни, Ташир, Айрарат, город Бджни, Двин, Анберд, город Ани, Карс, Вайоц-Дзор, область Сюнийскую и близлежащие крепости, города и гавары
Под сюзеренитетом Грузинского царства было создано самостоятельное армянское феодальное княжество. В свою очередь, вассалами Закарянов были армянские роды Вачутян, Орбелян, Хахбакян, Гасан-Джалалян и др., правящие в различных частях закавказской (восточной) Армении. Однако уже в 1236—1243 годах регион был захвачен монголами, а армянская государственность была ликвидирована.
Ильдегизиды дважды отразили вторжение грузинских войск в Армению, отвоевав и заново отстроив Ани. В составе Государства Ильдегизидов часть закавказской Армении пребывала до монгольского вторжения. После него Армения была ареной войны между Атабеками, хорезмшахом Джелал ад-Дином и монголами, завершившейся окончательной победой и покорением Армении и всего региона монголами. Лишь армянские княжества Хачен в Нагорном Карабахе и Сюник в Зангезуре сохраняли относительную самостоятельность.

### Монгольское завоевание. Тимуриды. Кара-Коюнлу. Ак-Коюнлу. Сефевиды
В 1231—1239 годах монгольский военачальник нойон Чормаган завоевал Арран, Ширван, Картли и Армению.
Пришедший к власти в 1251 году Мункэ принял решение довершить завоевание региона, для чего был организован общеимперский поход во главе с Хулагу, младшим братом хана. К 1257 году было взято подавляющее большинство исмаилитских крепостей, включая Аламут и Меймундиз; в 1258 г. захвачен Багдад, последний халиф был предан смерти.
После завоевания Багдада Хулагу выбрал местом своей резиденции известный Тебриз. В течение эпохи монгольского господства, растянувшегося на более чем 80 лет, этот регион был центром основанной Хулагу империи. Отсюда осуществлялось управление остальными частями Персии, также как и Южным Кавказом, Арменией.
В составе государства /ильханата/ Хулагуидов после 1245 года образовалась административная единица «вилайет Гюрджистана», в который были включены восточная часть Грузии и Северная Армения (провинции Айрарат, Арцах, Сюник, Гугарк и большая часть провинции Вананд). Вилайетом Гюрджистана правили потомки из династии Багратионов бывшего Грузинского царства, назначенные ильханом и назывались «вали», их контролировали монгольские эмиры. В состав вилайета входили десять военно-административных единиц (туманов), пять из которых находились под властью Армянского княжества Закаридов (три из них находились под властью династии Закарянов, а две другие, Сюникский и Арцахский, — Орбелянов и Джалалянов, соответственно). Армянскими туманами правили в основном различные ветви династии Закарянов (время от времени Орбеляны или Арцруни Махканаберда). В 1250-е годы Сюник вышел из состава вилайета Гюрджистана и стал туманом, непосредственно подчинённым великому монгольскому хану, но в 1256 году был вновь включён в состав вилайета Гюрджистана. Остальные провинции Армении были в составе вилайета «Великая Армения».
Джеймс Рассел из Гарвардского университета подчёркивает, что армяне в этот период были политически и экономически важной нацией, они населяли родину, охватывавшую значительные части современных Грузии, Азербайджана и Ирана на севере и востоке, части северного Ирака и Сирии на юге, и большую часть Анатолийского полуострова. В рассматриваемый период Армения не была ни маленькой, ни периферической для Ближнего и Среднего Востока, она занимала центральную позицию в демографическом, политическом и экономическом аспектах; армянский язык имел соответствующее значение.
В 1385 году хан Тохтамыш уводит в плен из Арцаха, Сюника и Парскаайка десятки тысяч армян , a с 1386 года Армения подвергается разрушительным походам Тамерлана.
Новая волна тюркских племён, нахлынувших в Армению, связана с нашествиями Тимура. Армянские земли отнимались у местного населения и заселялись пришлыми кочевниками.
Автор XIX века Аббас Бакиханов так описывал этот период:
Эмир Теймур (Тамерлан) переселил 50 тысяч семейств каджаров в Кавказский край и поселил их в Эриване, Гандже и Карабаге, где они в течение времени еще более умножились. Многие из этих каджаров при сефевидских шахах были государственными деятелями и управляли Армениею и Ширваном. Это от них произошли эриванские и ганджинские ханы
В течение XV века части территорий Армении входили в состав государств, созданных пришлыми тюркскими кочевыми племенами Кара-Коюнлу и Ак-Коюнлу. Армянское население было уведено в плен, а также массово эмигрировало в Грузию, Крым, на Украину и т. д.. В течение XIII—XIV веков в Армении происходил также процесс постепенного вытеснения армянской знати пришлой военно-кочевой знатью — монгольской, тюркской и курдской. Как отмечает И. П. Петрушевский, «место армянских феодалов заняли завоеватели — монгольская, туркменская и курдская военно-кочевая знать, принёсшая с собой феодальные порядки иного типа.». Господство монгольских ильханов и особенно туркменских завоевателей кара-коюнлу и ак-коюнлу имели крайне тяжёлые последствия для Армении: были разорены производительные силы, часть населения подверглась ограблению и истреблению, были уничтожены памятники культуры.
В эпоху правления Сефевидов происходит завершение начатой при Кара-Коюнлу и Ак-Коюнлу политики ослабления влияния армянских феодальных домов. Как указывает советский армянский востоковед А. Д. Папазян, последние отпрыски крупных армянских феодальных домов (Допяны, Прошяны, Вачутяны и др.), утвердившихся в Восточной Армении в период владычества Захаридов, начиная со второй половины XIV века стали постепенно терять свои господствующие позиции. В XV веке в Восточной Армении княжескими прерогативами в определённой степени пользовались только Хасан-Джалаляны Хачена и последние представители Орбелянов из Сюника — Бешкен, сын Смбата, и его сын Рустам. XV век по праву считается завершающим веком в истории светского феодального землевладения Армении. В течение этого и последующего XVI столетия продолжались систематические преследования и физическое истребление представителей уцелевших армянских феодальных родов, земли которых перешли к знати тюркских кочевых и полукочевых племён. Именно в течение этих столетий армянские феодалы как политическая сила были вытеснены с исторической арены.
Династия Сефевидов ликвидировала государство Ак-Коюнлу, и после этого Восточная Армения стала частью государства Сефевидов. Западная Армения позднее вошла в состав Османской империи.

## Новое время. Армения и войны империй (1500—1878 годы)

### Армянские государственные образования и автономии в Новое время

#### Княжества Зангезура (1475—1722 гг.)
Р. Хьюсен отмечает, что в Зангезуре в 1475—1722 гг. существовали четыре главных меликства — в Сисиане, Капане, Татеве и Кашатаге. Из них в Сисиане правили мелики Тангяны. И. Петрушевский пишет об армянском меликстве в Кашатаге около реки Акера к юго-западу от Карабаха.
Кашатагское меликство (также Кышта́г; арм. Քաշաթաղի մելիքություն) — армянское меликство (княжество), существовавшее в XV—XVII веках. Было расположено вдоль реки Акера, на юго-восточном участке современной границы Армении и Азербайджана (современные Лачинский, Кубатлинский, Зангеланский районы Азербайджана и Сюникская область Армении). Резиденция меликов находилась в селе Хнацах, что на востоке нынешней Сюникской области Армении. Одно из крупнейших меликств Сюника.
В 1722 году началось восстание армянских меликств этой области

#### Хамс (1600—1752 гг.)
Хамс, также Хамса, Хамсэй-и Карабаг (от араб. خمسة‎ [хамса] — «пять», «пятерица») — в начале XVII — середине XVIII вв., пять армянских княжеств (меликств) на территории Нагорного Карабаха.Меликства Карабаха стали последними остатками армянского национально-государственного устройства.

#### Автономное ереванское меликство под властью Персии(1639—1828 гг.)
Несмотря на то, что с 1747 года Ереван был подчинен ханской власти (Эриванское ханство) и его территория управлялось ханом -ставленником персидского шаха, известным также под названием сардар, с 1639 года до 1828 года армянское население находилась в непосредственной юрисдикции мелика Еревана из рода Мелик-Агамалянов. Начало образования меликства Еревана датируется временем завершения османо-сефевидской войны в 1639 году, и, вероятно, оно являлось частью всеобщей административной реорганизации Персидской Армении после длительного периода войн и нашествий. Первый из рода с титулом «мелика Еревана» был мелик Агамал. Мелики Еревана обладали полной административной, законодательной и судебной властью над своим народом вплоть до приговора смертной казни, который должен был одобрить сардар. Кроме того мелик выполнял и военные функции, ибо он или его ставленник командовали армянским военным контингентом в армии сардара. Все другие мелики и деревенские главы (tanuter) ханства подчинялись мелику Еревана и, кроме прямо подвластных ему местных деревень, все армянские деревни ханства были обязаны платить ему ежегодный налог. В квартале Конд, где жили Агамаляны, находились четыре из десяти старейших церквей города.

#### Государство Давид бека (1720—1731 гг.)
Государство Давид бека охватывало территорию Нахичевани, Зангезура и Нагорного Карабаха. Государство было создано вследствие анти-персидского восстания армянских князей из родов Багратуни, Сюни и Араншахиков, в том числе Гасан-Джалаляны, Допяны, Прошяны, Орбеляны, Вачутяны, Закаряны и Кюрикиды, не имевшие полного контроля над своими землями и зависимые от Персии. Восстание началось с объединения 40 тысяч армянских войск Нагорного Карабаха и присоединившихся к ним армянских отрядов Зангезура. В 1731 году армянское государство было подавлено Турцией, однако, уже в 1735 году персидский полководец Тахмасп Гули Надир-хан (слуга Тахмаспа Надир), впоследствии провозглашённый Надир-шахом, отвоевал обратно Атропатену и Закавказье. Он даровал высокую автономию армянам, оказавшим сопротивление османским войскам в Арцахе, Сюнике и Айрарате (Эривань, Карс), признал права армянских меликов и подарил кафедральному собору Эчмиадзина золотой факел. В Восточной Армении начали происходить административные изменения.

#### Армянская область (1828—1840 гг.)
Армянская область (арм. Հայկական մարզ — административная единица Российской империи, существовавшая в 1828—1840 годах на части исторической территории Восточной Армении
Армянская область с центром в городе Эривань включала территории бывших Эриванского и Нахичеванского ханств, вошедших в состав Российской империи согласно условиям Туркманчайского мирного договора, завершившего Русско-персидская война (1826—1828).
6 октября 1827 года была введена временная военная администрация на вновь завоёванных территориях, просуществовавшая до 21 марта следующего года, когда согласно Высочайшего указа Императора Николая I была образована Армянская область.
Создание области в составе России имело важное значение для всего армянского народа, который долгое время страдал от персидского и турецкого гнёта, как моральное, так и военно-политическое. Армяне активно поддерживали русские войска в ходе войны, а также принимали участие в развитии области. Создание Армянской области послужило важным фактором для гарантий физической безопасности и будущего возрождения армян России.
Сегодня бывшая территория области разделена между Республикой Армения, илом Ыгдыр (Турция) и Нахичеванской АР Азербайджана.

### Восточная Армения

#### Изгнание армян в Персию. «Великий сургун»

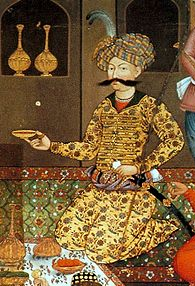
Шах Аббас I Великий, в 1603 выселивший в Персию закавказских армян

Несмотря на войны, вторжения и переселения, армяне, вполне вероятно, вплоть до XVII века, всё ещё составляли большинство населения Восточной Армении. В 1604 году Аббас I Великий совершил тактику выжженной земли против османов в Араратской долине. Из Восточной (Закавказской) Армении были выселены свыше 250 тыс. армян. Аракел Даврижеци, автор XVII века, сообщает:

Шах Аббас не внял мольбам армян. Он призвал к себе своих нахараров и назначил из них надсмотрщиков и проводников жителей страны, с тем чтобы каждый князь со своим войском выселил бы и изгнал население одного гавара. [Население] собственно города Еревана, Араратской области и отдельных близлежащих гаваров [было поручено] Амиргуна-хану.

Город Джульфа в провинции Нахичевань был взят в самом начале нашествия. После этого армия Аббаса развернулась веером вдоль Араратской равнины. Шах следовал осторожной стратегии: наступал и отступал в зависимости от ситуации, он решил не подвергать риску свой поход в лобовых столкновениях с более сильными отрядами противника.
Осаждая город Карс, он узнал о приближении большой османской армии, возглавляемой Джигазаде Синан Пашой. Был дан приказ об отводе войск. Чтобы предотвратить возможное пополнение припасов врага с этой земли, Аббас отдал приказ о полном разрушении всех городов и сельских угодий на равнине. И как часть всего этого, всему населению было приказано сопровождать персидскую армию в их отступлении. Около 300 тысяч людей было таким образом отправлено к берегам реки Аракс. Те из них, кто попытался сопротивляться высылке, были тотчас убиты. Ранее шах приказал разрушить единственный мост, и людей заставили проходить через воду, где огромное количество людей утонуло, унесённое течением, так и не добравшись до противоположного берега. Это было лишь начало их суровых испытаний. Один очевидец, — Отец де Гуян, — описывает положение беженцев так:

Не только зимние холода причиняли муки и смерть высылаемому народу. Наибольшая мука была из-за голода. Провизия, что высылаемые взяли с собой скоро кончилась… Грудные дети плакали, прося еды или молока, но ничего из этого не было, потому что женские груди высохли от голода. Множество женщин, голодных и истощённых, оставляли своих умирающих от голода детей на краю дороги и продолжали своё мучительное странствие. Некоторые отправлялись в ближайшие леса, чтобы попытаться найти какой-нибудь еды. Как правило они не возвращались. Часто те, кто умирал, служили пищей тем, кто ещё был жив.

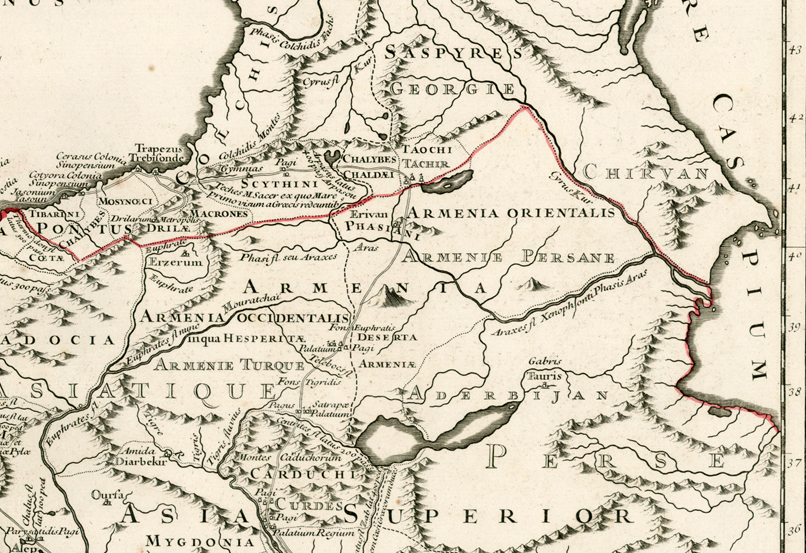
Восточная Армения (Armenia orientalis) на карте 1740 года

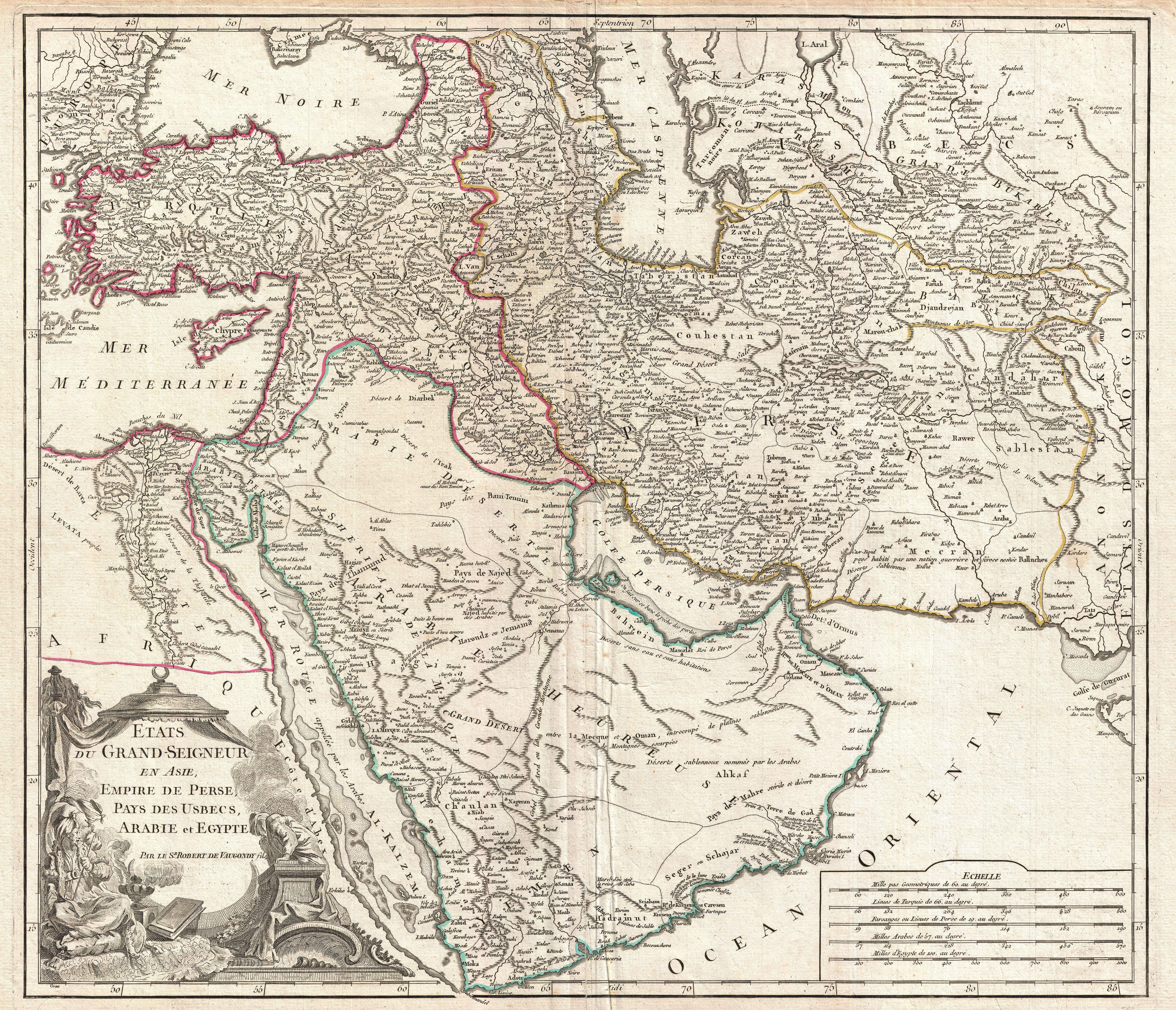
Карта Османской и Персидской империй. Армения показана разделённой между ними, Robert de Vaugondy, 1753 год.

Не в состоянии поддерживать свою армию в пустынной равнине, Синан Паша был вынужден провести зиму в Ване. Армии, отправленные на преследование шаха в 1605 году были разгромлены, и к 1606 году Аббас снова завоевал всю территорию, что ранее проиграл туркам.
Часть территории Армении с XV века была известна также как Чухур-Саад. Со времён Исмаила I-го административно она образовывала Чухур-Саадское бегларбекство государства Сефевидов. После смерти Надир-шаха и падения династии Афшаров, местные правители из кызылбашской племени Устаджлу, являвшиеся наследственными владетелями Чухур-Саада, объявили свою независимость с образованием Эриванского ханства. В результате вытеснения армянского населения из Армении армяне к XVIII веку составляли 20 % от общего числа населения Чухур-Саадской области. Позже на ханском троне род Устаджлу сменил тюркское племя Кенгерли. При власти Каджаров Эриванское ханство признало вассальную зависимость от Каджарского Ирана. Ханский род Кенгерли был сменён ханом из рода Каджаров. На территории исторической Армении также существовали Нахичеванское и Карабахское ханства.
С начала XVII до середины XVIII века на территории Нагорного Карабаха, при сефевидском шахе Аббасе I, были созданы пять армянских меликств (мелкие княжества) известные под общим названием Хамс. Армянское население Хамсы управлялось князьями из родов Мелик-Беглерян, Мелик-Исраелян (позже Мирзаханян и Атабекян), Мелик-Шахназарян, Мелик-Аванян и Гасан-Джалалян, из которых Гасан-Джалаляны, их младшая ветвь Атабекяны и Мелик-Шахназаряны были коренными династиями, остальные же князья были переселенцами из других областей Армении.
В XVIII веке Давид-Бек и Иосиф Эмин возглавляли борьбу закавказских армян против турок и иранцев.

#### Армянская национально-освободительная борьба XVIII века

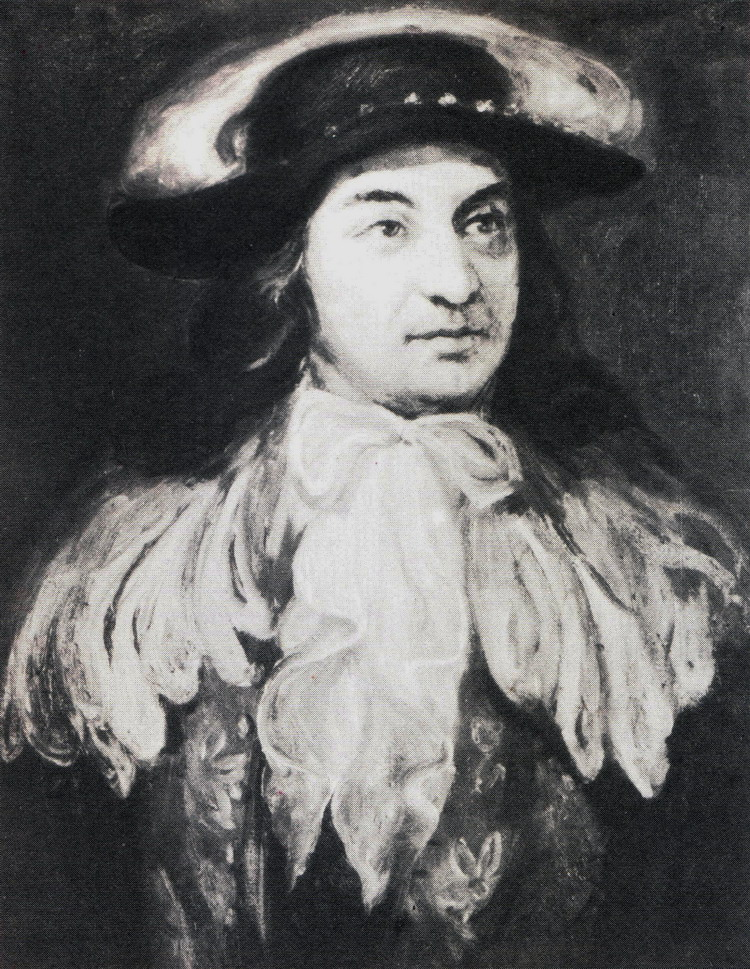
Портрет Исраэла Ори

Проармянская ориентация России началась с правления Петра Великого. Немалую роль в этом сыграл один из деятелей армянского национально-освободительного движения Исраэл Ори. В Москве Ори встретился с Петром I и передал ему письмо сюникских меликов. Пётр пообещал оказать армянам помощь по окончании войны со Швецией. Благодаря широкой эрудиции и своему интеллекту Ори привлёк к себе симпатии императорского двора. Ори предложил Петру следующий план: для освобождения Грузии и Армении нужно послать в Закавказье 25-тысячную русскую армию из 15 тысяч казаков и 10 тысяч пехоты. Казаки должны пройти через Дарьяльское ущелье, а пехота отплыть через Каспийское море из Астрахани. На месте русские войска должны будут получить поддержку вооружённых сил грузин и армян. Было решено, что нужно послать специальную миссию в Персию во главе с Ори, которая бы узнала умонастроения местных жителей, собрала бы информацию о дорогах, крепостях и т. д. Чтобы не вызвать подозрений, Ори должен был бы говорить, что послан римским папой ко двору Солтан Хусейна, чтобы собрать информацию о жизни христиан в Персидской империи.
В 1707 году, после всех необходимых приготовлений, Ори, в ранге полковника русской армии, с большим отрядом выступил в путь. Французские миссионеры в Персии попытались предотвратить прибытие Ори в Исфахан, донося шаху, что Россия хочет образования независимой Армении, а Ори хочет стать армянским царём. Когда Ори прибыл в Ширван — ему пришлось ждать несколько дней дозволения войти в пределы страны. В Шемахе он повстречался с местными лидерами грузин и армян, поддержав их ориентацию на Россию. В 1709 году он прибыл в Исфахан, где вновь вёл переговоры с политическими лидерами. Возвращаясь в Россию из Персии, в 1711 году Ори неожиданно умер в Астрахани.
В 1722 году армяне Сюника и Нагорного Карабаха подняли восстание против персидского господства. Восстание возглавляли Давид Бек и Есаи Гасан-Джалалян, сумевшие на несколько лет свергнуть иранское господство. Восстание охватило также Нахичеванский край. В 1727 Сефевиды признали власть Давид Бека над регионом, а сам полководец даже получил право чеканить монеты. В 1730 году с убийством его преемника Мхитара Спарапета, 8-летнее восстание армян Сюника завершилось.
Новое оживление армянского национально-освободительного движения наблюдается во второй половине XVIII столетия. Так, уже в 1773 году Ш. Шаамирян в труде «Западня честолюбия» изложил республиканские принципы будущего независимого армянского государства. Значимыми деятелями национально-освободительной борьбы эпохи являлись Иосиф Эмин и Мовсес Баграмян, выдвинувшие планы воссоздания армянского государства.
В конце XVIII столетия армянские мелики Нагорного Карабаха вели неустанную борьбу с Ибрагим Халил-ханом в надежде восстановить в Карабахе армянское правление с помощью Российской Империи.

#### Вхождение Восточной Армении в состав Российской империи

Карта Армении накануне присоединения к России, 1785—1825 гг.

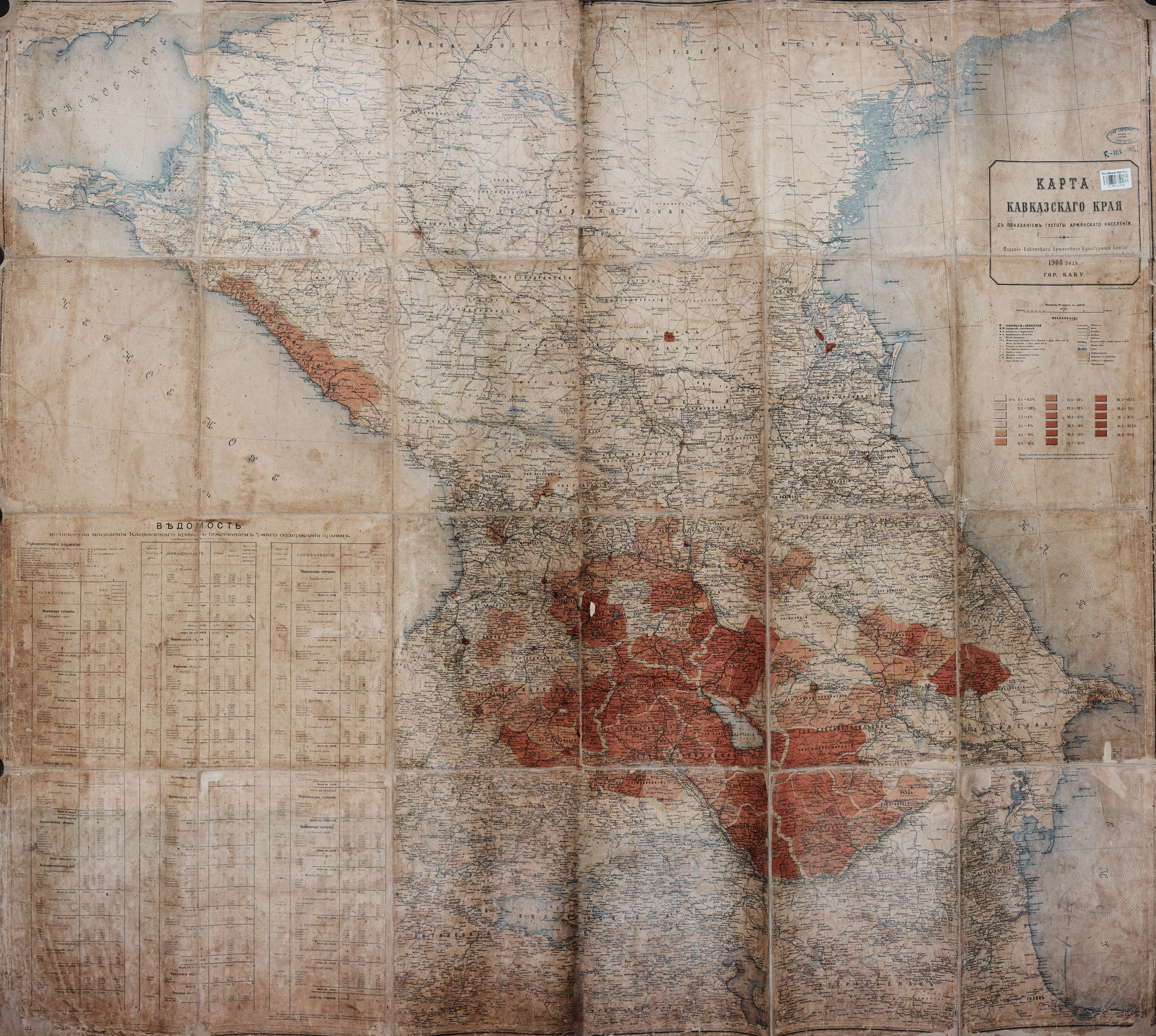
Карта Кавказского края с показателем густоты армянского населения, Издание Бакинского армянского культурного союза, Баку, 1908 год

С начала XIX века территории Эриванского и Нахичеванского ханств (расположенных в пределах исторической Восточной Армении) постепенно присоединяются к Российской империи в результате Русско-персидских (1804—1813 и 1826—1828) и русско-турецкой (1828—1829) войн (согласно условиям Гюлистанского, Туркманчайского и Андрианопольского мирных договоров).
В 1805 году согласно Кюрекчайского договора, Карабахское ханство вошло в состав России (оно было образовано в середине XVIII века после захвата армянских меликств Хамсы), нагорная часть которого была населена преимущественно армянами, и Зангезур в историческом Сюнике. К 1813 году, по результатам войны, в состав России вошла половина Восточной Армении (в том числе Гянджинское ханство).
В 1828 году завершилась очередная Русско-персидская война. По Туркманчайскому договору к России также отходили территории Восточной Армении — Эриванское и Нахичеванское ханства, а Персия обязалась не препятствовать переселению армян в русские пределы.
На территории Эриванского и Нахичеванского ханств была образована Армянская область. Согласно условиям Туркманчайского мира, российским правительством было организовано массовое переселение в Армянскую область армян из Персии, куда в начале XVII века была выселена шахом Аббасом значительная часть армянского населения региона. Впоследствии в 1849 году Армянская область была преобразована в Эриваньскую губернию.
К началу XX века, территория Восточной Армении включала в себя Эриванскую и, частично, Тифлисскую и Елисаветпольскую губернии. Восточная Армения находилась в составе Российской империи вплоть до распада последней в 1917 году

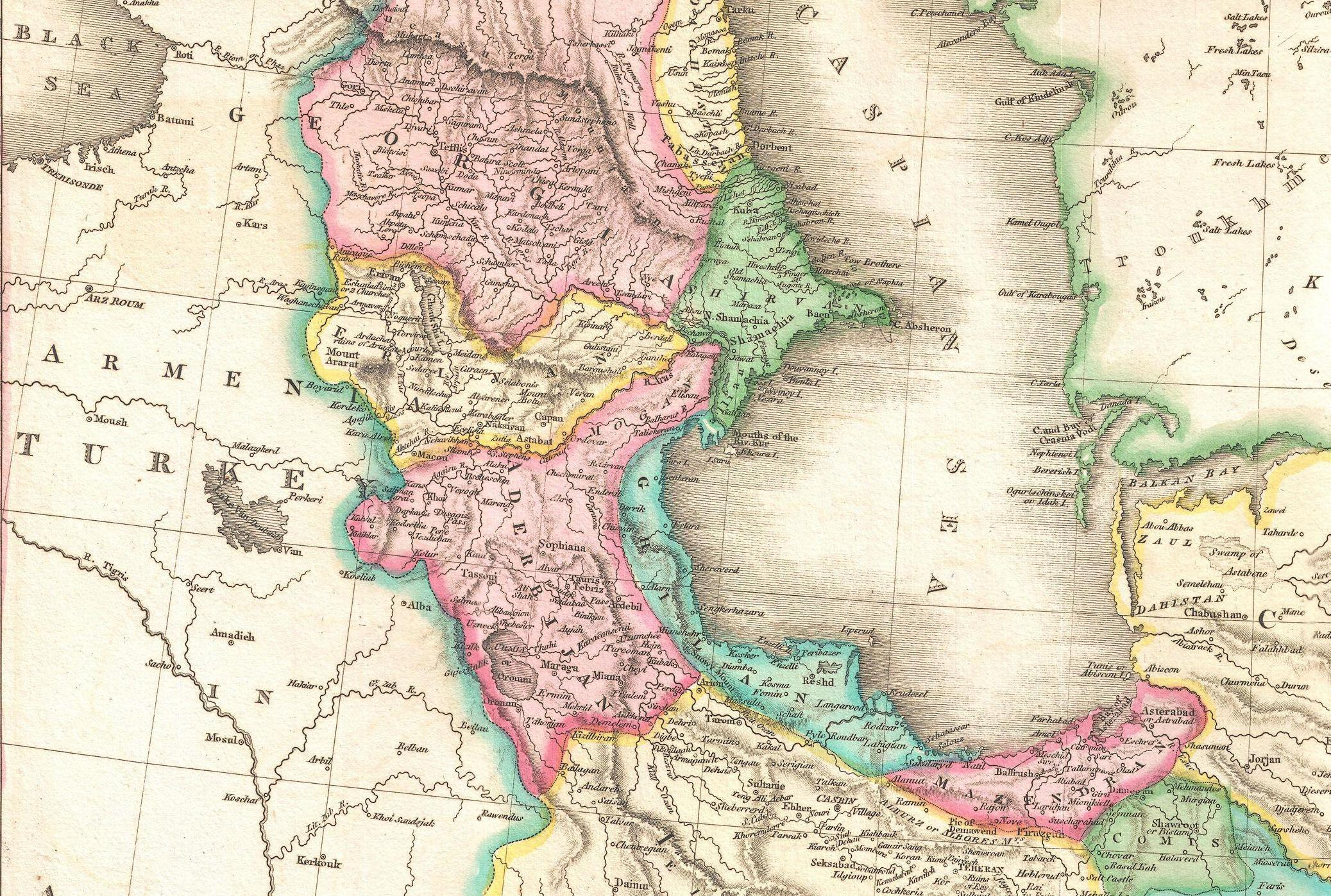
Восточная Армения на карте Персидской империи. Джон Пинкертон, 1818 год.
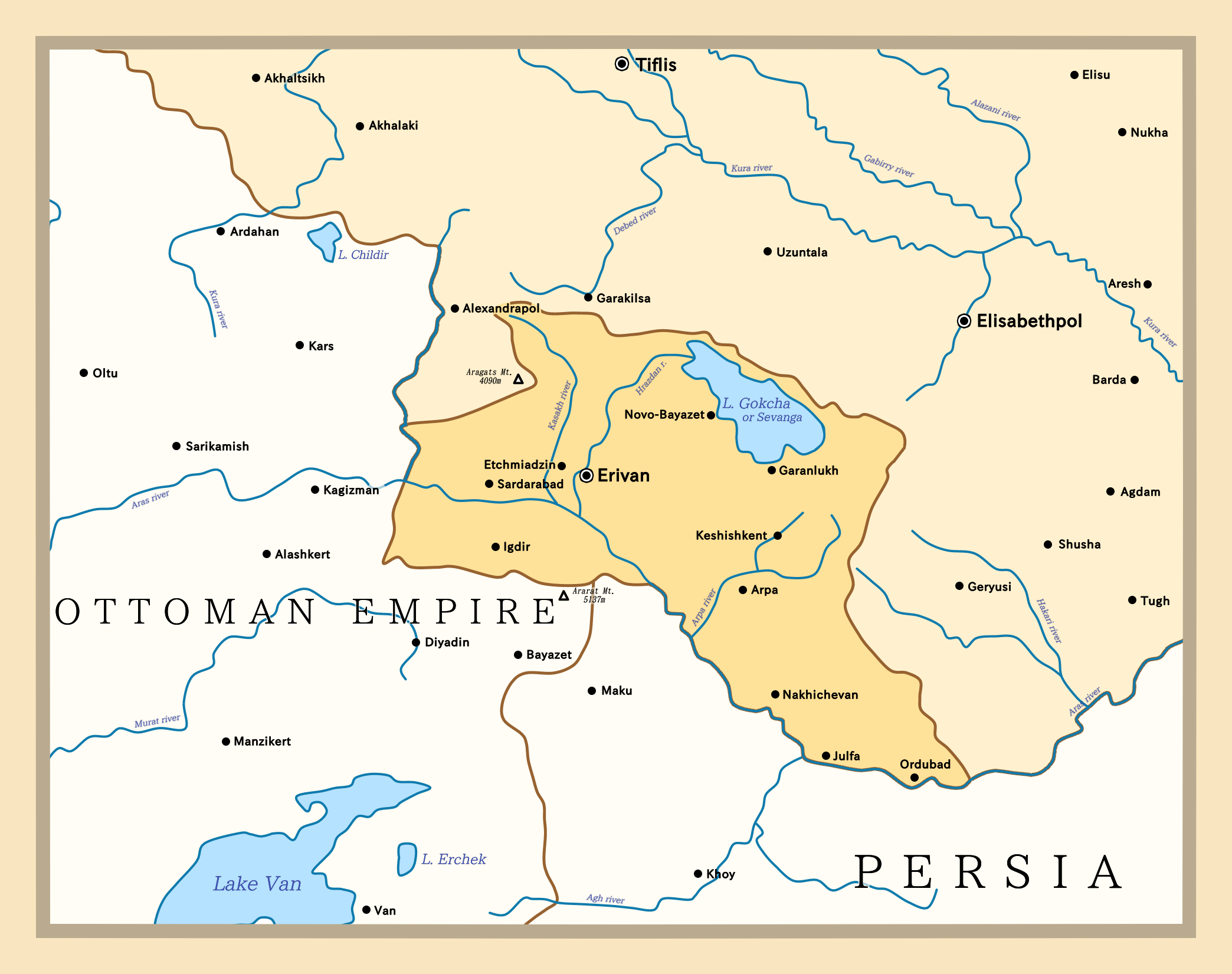
Армянская область в составе Российской империи (существовала до 1849 года)
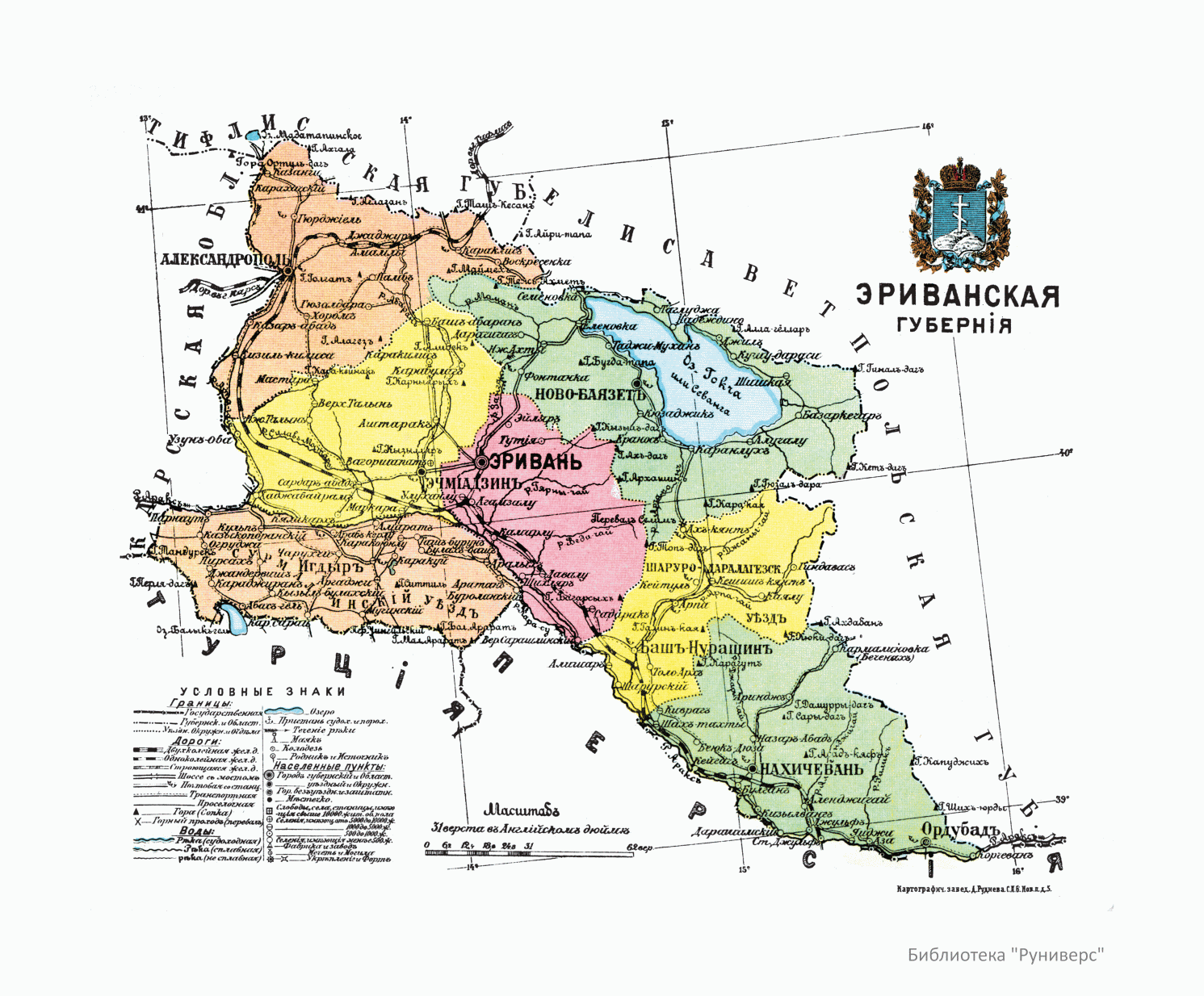
Ериванская губерния (1849—1917)
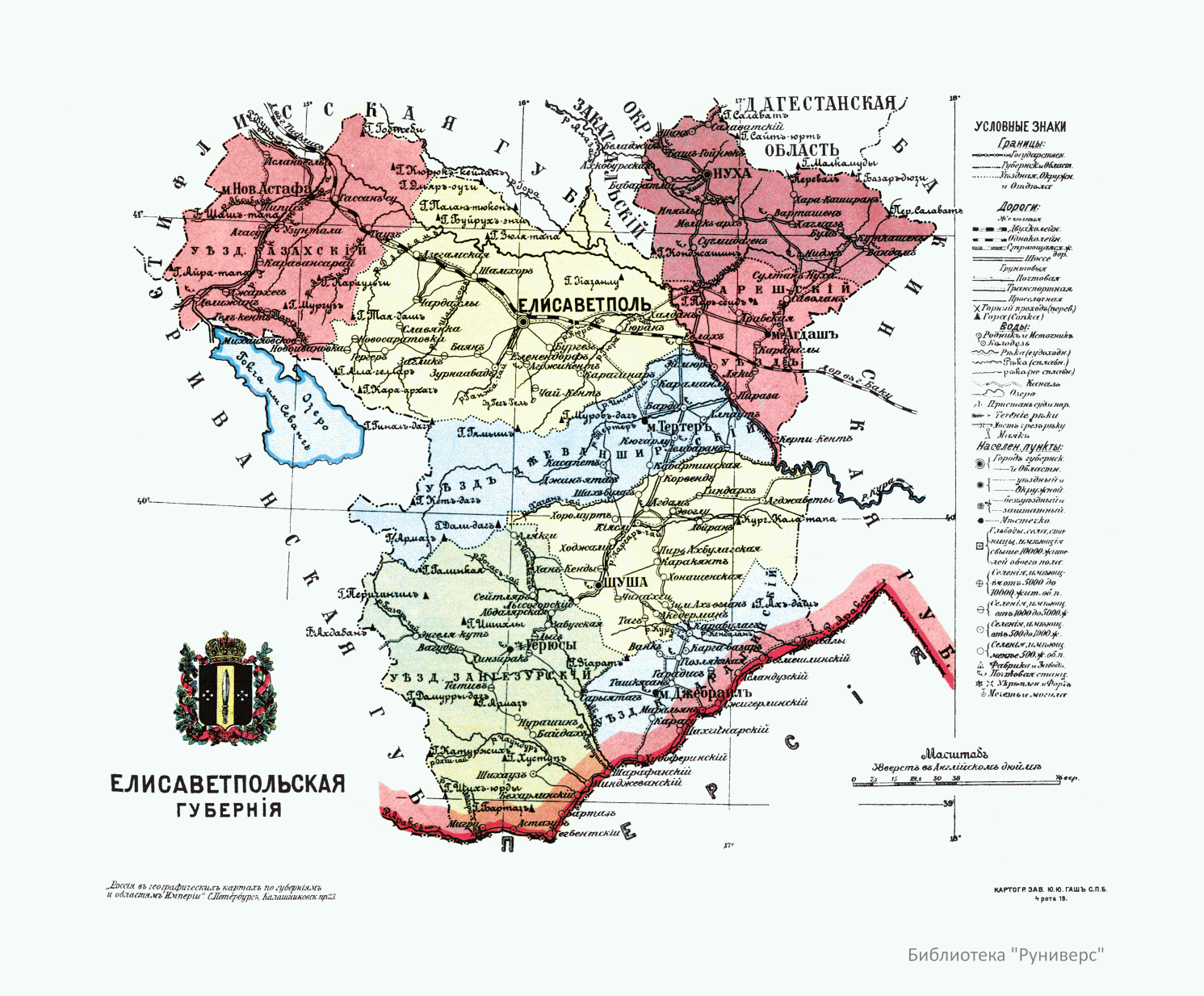
Елисаветпольская губерния (1868—1917)

### Западная Армения
Мехмед II захватил Константинополь в 1453 году и сделал его столицей Османской империи. Османские султаны пригласили армянского архиепископа, чтобы учредить в Константинополе армянский патриархат. Армяне Константинополя росли в числе и стали уважаемыми (если не полноценными) членами общества. Османская империя управлялась в соответствии с исламскими законами. Такие «неверные», как христиане и евреи должны были платить дополнительные налоги, чтобы удовлетворять требованиям своего статуса зимми. Армяне, проживающие в Константинополе пользовались поддержкой султана, в отличие от тех, кто проживал на территории исторической Армении. Они были подвержены жестокому отношению со стороны местных паша и бейев и вынуждены были платить ещё и налоги, наложенные курдскими племенами. Армяне (как и другие христиане, проживающие в Османской империи) также должны были отдавать часть здоровых мальчиков султанскому правительству, которое делало из них янычар. Известно, что некоторые османские генералы гордились своим армянским происхождением. В 1626—1627 годах турецкий султан Мурад IV, опасаясь джалальского движения, чтобы склонить на свою сторону армян, дал некоторые армянские горные общины провозглашение полунезависимости (ферман), согласно которой они должны были платить только налоги Высокой Двери /см. Сасун (гавар), Зейтун (гавар)/.
В XVI — начале XX вв. правители Османской империи активно заселяли исторические армянские земли мусульманами курдами, которые были более лояльны турецкому правлению и имели меньше политических амбиций, чем армяне. С началом упадка Османской империи в XVII веке отношение властей к христианам вообще и к армянам в частности стало заметно ухудшаться. После того, как султан Абдул-Меджид I в 1839 году произвёл реформы на своей территории, положение армян в Османской империи на некоторое время улучшилось.
По итогам Русско-турецкой войны 1877—1878 под контроль Российской империи перешла другая часть исторической (Западной Армении) — Карс и его окрестности, из которых была организована Карсская область.

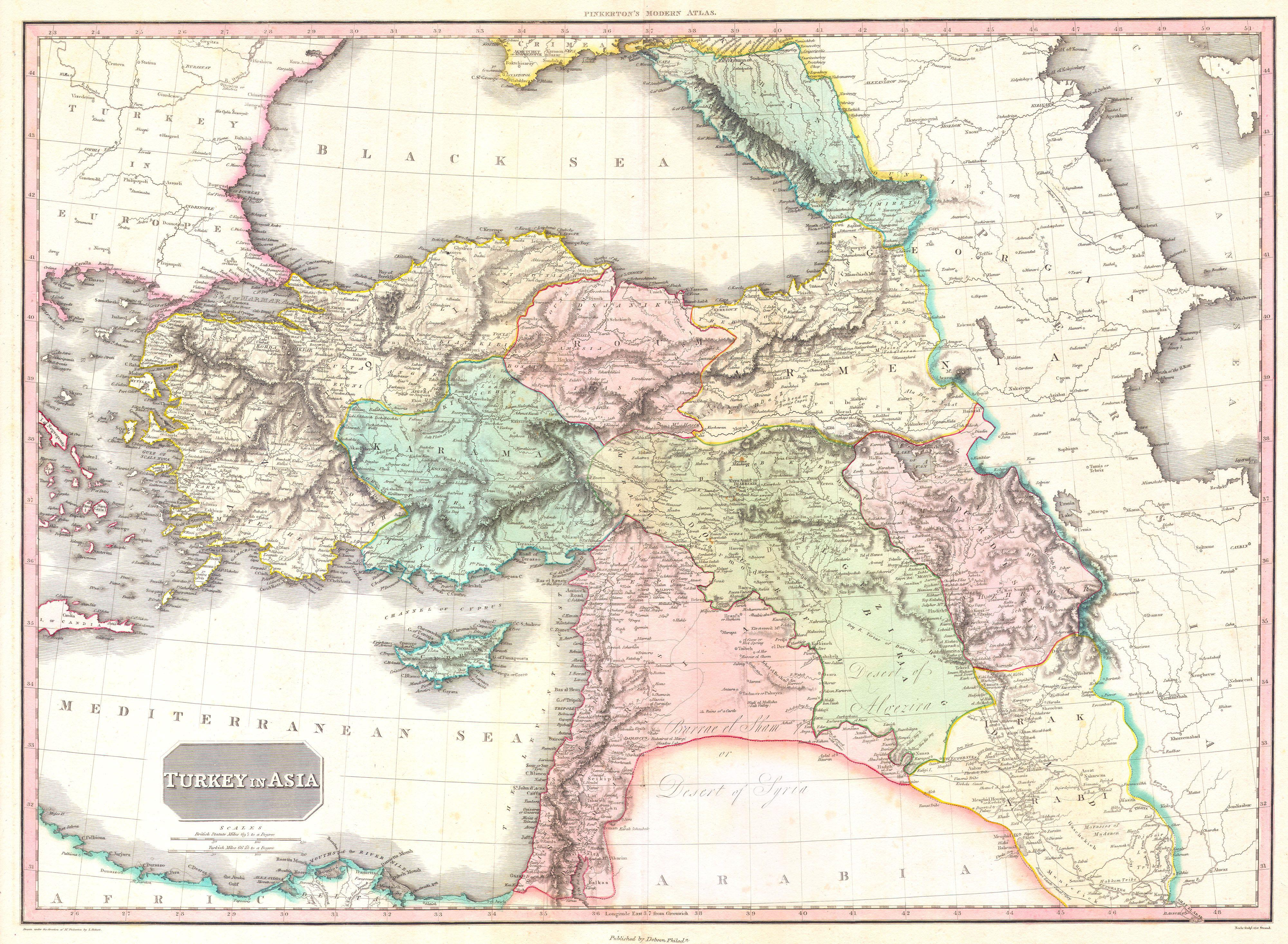
Западная Армения на карте Османской империи. Джон Пинкертон. 1818 год.
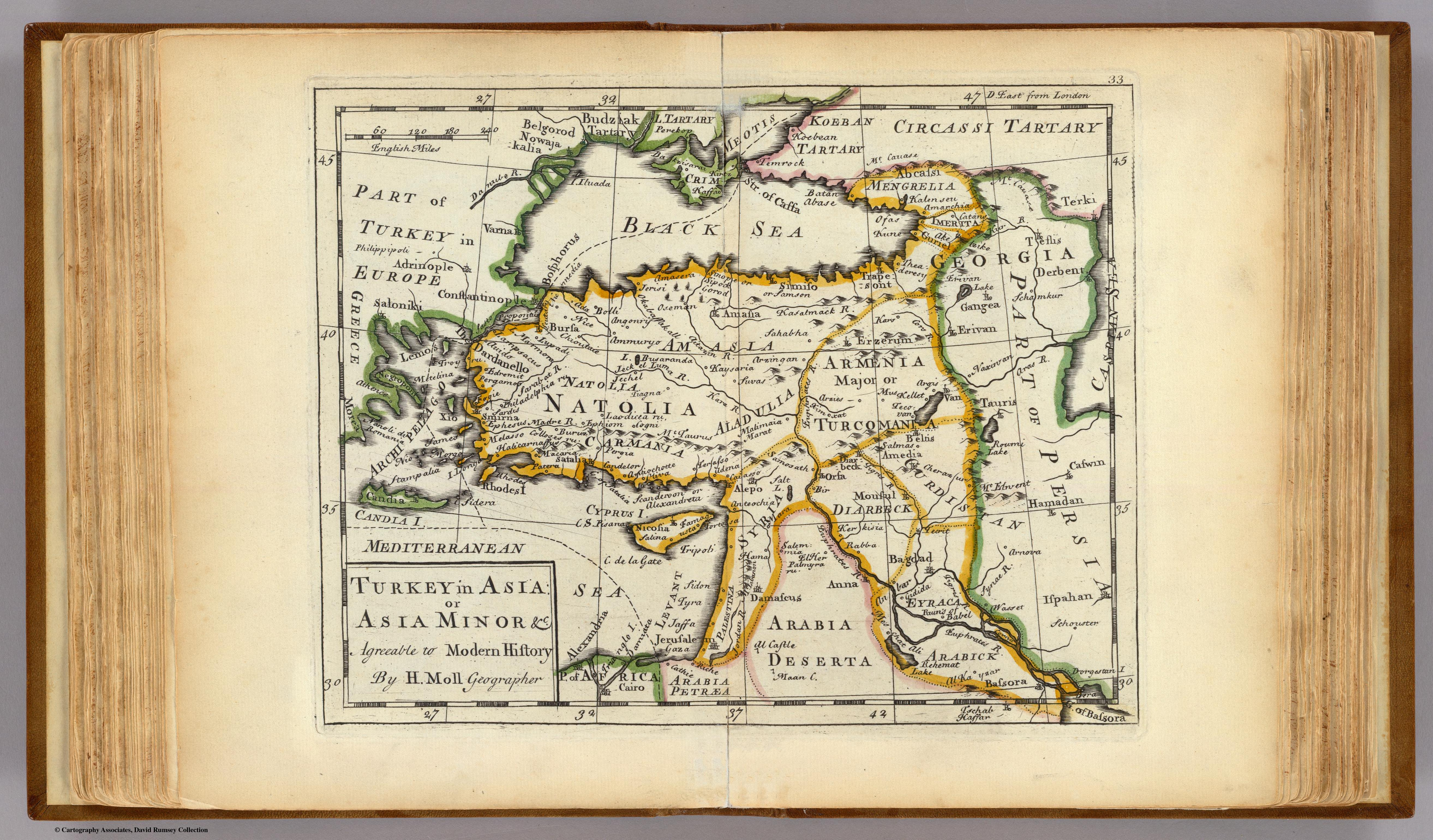
Западная Армения в первой половине XVIII века. Карта голландского картографа Германа Молла (1678—1732)
Закавказье и Восточная Анатолия в конце XVIII века с обозначением Восточной и Западной Армении
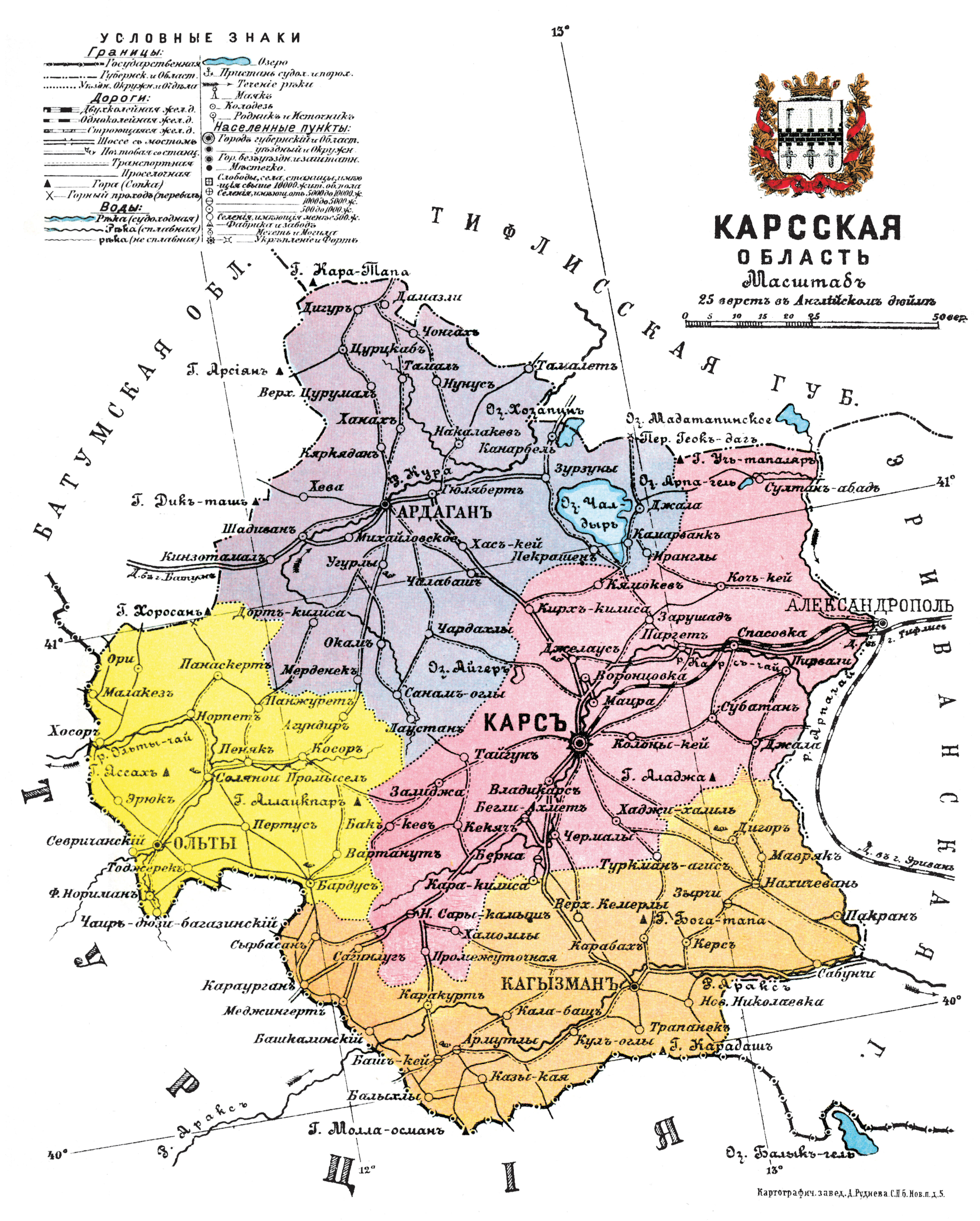
Карсская область (1878—1917)

## Новейшее время

### Армянские государства и административные единицы в Новейшее время

#### Османская Армения (1878—1915 гг.)
Османская Армения — армянонаселённые вилайеты Османской империи (часть исторической Западной Армении), которым являлись:
- Ван
- Эрзурум
- Мамурет-уль-Азиз (Харпут)
- Битлис
- Диярбекир
- Сивас

«Шесть армянских вилайетов» был дипломатическим термином, означающим территории Османской империи с армянским населением. Российские и европейские дипломаты часто упоминали их при разработке Сан-Стефанского договора и Берлинского конгресса 1878 года

#### Генерал-губернаторство Западной Армении (1915—1918 гг.)
Генерал-губернаторство Западной Армении — российское временное военное генерал-губернаторство, действовавшее в 1915—1918 годах на занятой российскими войсками во время Кавказской кампании Первой мировой войны части территорий армянских вилайетов Османской империи : Ван, Битлис, Эрзурум и Трабзон.

#### Первая Республика Армения (1918—1920 гг.)
Первая Республика Армения — независимое армянское государство, существовавшее в 1918—1920 годах.
Де-факто контролировала 70,000 км, имела претензии на территорию в 350,000 км² с выходом в Чёрное и Средиземное моря , со стороны Лиги Наций (предшественник ООН), получила международное признание в пределах 170,000 км², с выходом к Чёрному морю
После краха Белого движения крайне негативным фактором, сказавшимся на судьбе самостоятельного армянского государства, стал политический альянс между Советской Россией и кемалистской Турцией, окончившийся ликвидацией Армянской республики и разделе её территории между Турцией и СССР.

#### Киликийская армянская автономная республика (1916—1920 гг.)
Киликийская армянская республика — автономная республика под протекторатом Франции, воплотителем которого являлся армянский политический, военный и общественный деятель, писатель, член Социал-демократической партии «Гнчак» Мигран Таматьян.4 августа 1920 года во главе с общественным и военным деятелем Миграном Таматьяном (1863—1945), который в 1891—1894 годах руководил героической самообороной Сасуна, Верховный Национальный Совет Аданы провозгласил Киликию автономной республикой под протекторатом Франции.

#### Республика Горная Армения (1921 год)
Республика Горная Армения- самопровозглашённое государство на территориях современных Вайоцдзорской и Сюникской областей Армении, а также некоторых частей современной Нахичеванской Автономной Республики Азербайджана. Провозглашение государства было осуществлено Гарегином Нжде и его союзниками при поддержке местных партизанских отрядов 26 апреля 1921 года, после неудачного восстания приверженцев антисоветского движения 11 февраля того же года.

#### Социалистическая Советская Республика Армения (1920—1936 гг)
Социалистическая Советская Республика Армения образована 29 ноября 1920 года, имела площадь 30,948 км² (17,7 % от признанной территории Первой Армянской республики).
12 марта 1922 года Социалистическая Советская Республика Армения, Социалистическая Советская Республика Грузия и Азербайджанская Социалистическая Советская Республика, в Тифлисе заключили союзный договор о создании Закавказской Социалистической Советской Республики.
Армения, как и другие советские республики, утратила ряд функций суверенного государства: не имела самостоятельных дипломатических отношений, не располагала национальными вооружёнными силами, не вела внешнеторговой деятельности, пережила тяготы коллективизации.
По конституции СССР 1936 года ЗСФСР была упразднена — Азербайджанская, Армянская и Грузинская республики изменили название и вошли в состав СССР непосредственно, как самостоятельные союзные республики.

#### Армянская ССР (1936—1990 гг)
Армянская Советская Социалистическая Республика — самая маленькая по площади из советских республик в составе СССР с 5 декабря 1936 года по 23 августа 1990 года. имела площадь 29,8 тысяч км²., с населением 3,3 млн человек (1990 год).

#### Нагорно-Карабахская АО (1923—1991 гг)
Нагорно-Карабахская автономная область (НКАО) — армянская автономия, существовавшая в период с 1923 года по 1991 год, в составе Азербайджанской ССР. имела площадь 4,4 тысячи км²., с населением 189 тысяч человек (1989 год).

#### Нагорно-Карабахская республика (1991—2023 гг)
Нагорно-Карабахская Республика (республика Арцах) — непризнанное государство в Закавказье, существовавшее с 1991 по 2023 год.
Провозглашена 2 сентября 1991 года в границах Нагорно-Карабахской автономной области и прилегающего Шаумяновского района Азербайджанской ССР, позже к ней были присоединены несколько окружающих её районов Азербайджана, занятых армянскими вооружёнными формированиями.

#### Республика Армения (1991- по наши дни)
Республика Армения — независимое государство в Закавказье, на северо-востоке Армянского нагорья, в пределах бывшей Армянской ССР, со столицей в г. Ереван.

### Положение армян в конце XIX — начале XX вв.

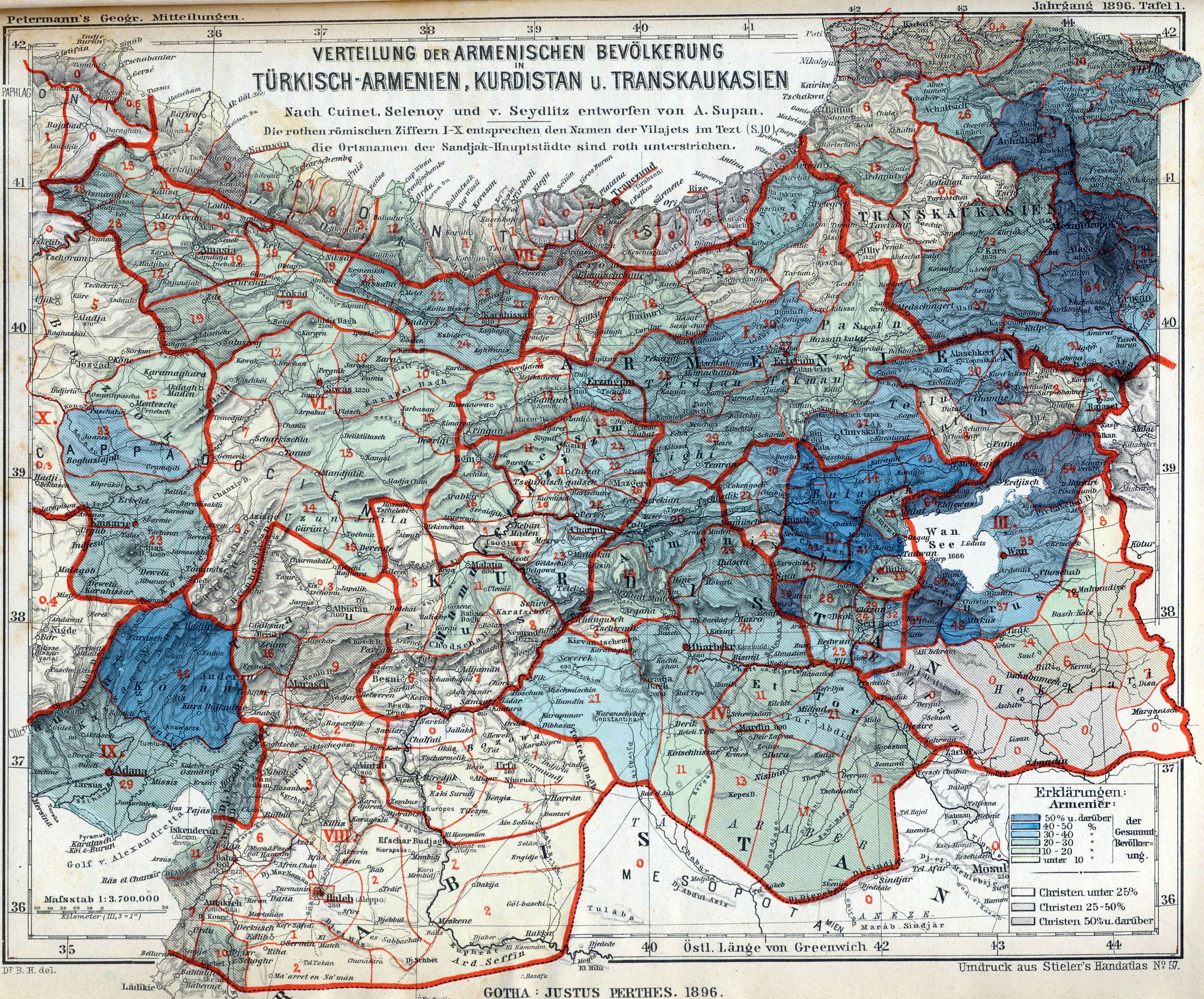
Расселение армянского населения в восточных областях Османской империи (Западная Армения) в 1896 г.

После русско-турецкой войны 1877—1878 годов к России отошла от Турции часть исторической Армении — Карс и его окрестности. Берлинский трактат, завершивший эту войну, потребовал от султана также реформ на территории Турецкой Армении и предоставления армянам гарантий безопасности и самоуправления. Таким образом, армянский вопрос был впервые выдвинут в качестве международной дипломатического проблемы, что крайне обнадёжило армян.

Тем не менее, условия жизни в Турецкой Армении при султане Абдул-Гамиде II (1876—1908) ухудшались на глазах. Армянам, считавшимся гражданами второго сорта, запрещалось носить оружие, и они становились жертвами курдских мародёров и оттоманских сборщиков налогов. Однако в Стамбуле они пользовались пока ещё значительными привилегиями. Они организовали отдельные «миллеты» (национальные сообщества) и пользовались некоторым коммунальным самоуправлением. Оттоманские государственные службы и банковские системы были во многом укомплектованы армянами и греками. Более высокий культурный уровень и усердие сделали их предметом зависти со стороны местного населения — турецких торговцев и посетителей базаров.

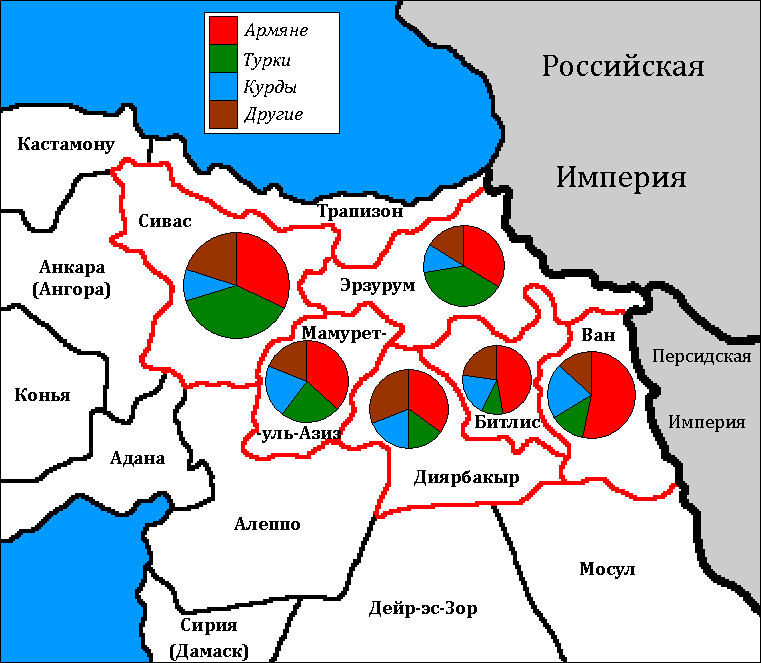
Этническая карта Западной Армении перед Геноцидом 1915 года. Данные Константинопольского патриархата.

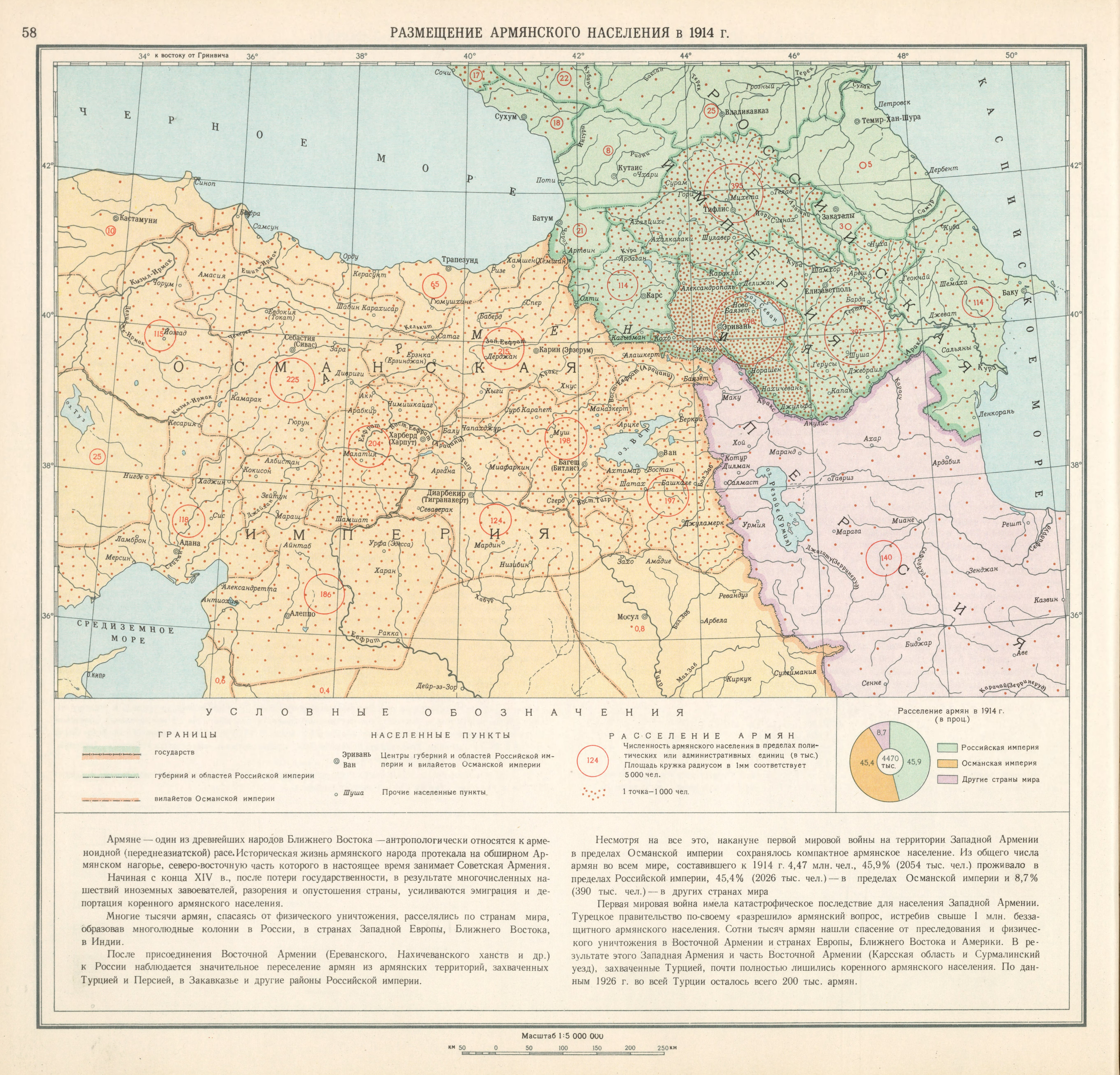
Карта расселения армянского населения в 1914 г.

Армянское национально-освободительное движение было попыткой армян освободить свою родину от османского доминирования и восстановить независимость Армении. Национально-освободительное движение балканских народов и последующее вовлечение европейских сил в Восточный вопрос оказали сильное влияние на подавленное на этот момент национальное движение армян в Османской империи и на развитие национально-освободительной идеологии. Армянское национальное движение было организованной деятельностью, представленной тремя армянскими партиями: Социал-демократической партией Гнчакян, Арменакан и Дашнакцутюн. Последняя была крупнейшей и самой влиятельной партией. Те армяне, которые не стали поддерживать национальное движение или остались нейтральными, назывались словом «чезок» (в переводе с армянского «չեզոք» означает нейтральный).
В 1895 году Абдул-Гамид принялся за осуществление своего варианта «окончательного решения армянской проблемы». Были сформированы особые вооружённые отряды, названные в честь султана «гамидиями», целью которых было массовое убийство армянского населения в Сасуне, Эрзуруме, Трабзоне, Ване, Харпуте, Стамбуле и Мараше. Армянские революционеры ответили захватом Оттоманского банка в Стамбуле и обращением за помощью к европейским державам. Это стало сигналом к всеобщей армянской резне, во время которой погибло около 300000 армян, а ещё 80000 бежали в другие страны. В 1904 году сасунцы организовали восстание, которое закончилось поражением.
В 1908 году в Турции произошла революция, возглавляемая так называемым «Комитетом единения и прогресса», или младотурками. Комитет провозгласил конец деспотического правления Абдул-Гамида II и начало нового курса в отношении национальных меньшинств империи. Армяне поддержали движение младотурок и приняли участие в формировании нового правительства. Однако вскоре произошла зверская резня в Адане, где погибло более 15000 армян.

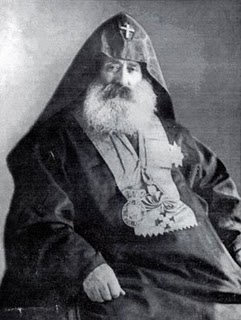
Католикос Мкртич Хримян

Армянские подданные Российской империи, несмотря на столкновения с татарами (азербайджанцами), происходившими в начале XX века (см. Армяно-татарская резня), жили в относительной безопасности по сравнению со своими собратьями, жившими в Османской Турции. В 1900-х годах в Закавказье стал популярен марксизм. Одновременно с этим существовали национально настроенные группы, которые стремились к независимости Армении (см. Дашнаки).
12 июня 1903 года был принят закон, по которому всё недвижимое имущество (включая доходные земли) и капитал, принадлежавшие армянской церкви и духовным учреждениям, переходили в ведение государства. В ответ на этот закон в Эривани, Александрополе, Эчмиадзине, Аштараке, Ахалцихе и другие населённых армянами местностях Кавказа произошли многолюдные демонстрации протеста, в Елизаветполе, Тифлисе, Шуше, Баку, Карсе, Камарлу, Лори произошли вооружённые столкновения армян с полицией и войсками. 14 октября 1903 гнчакисты совершили неудавшееся покушение на главноначальствующего на Кавказе Г. Голицына. Прежние арендаторы церковного имущества отказывались эксплуатировать имущество, крестьяне уничтожали или скрытно сдавали Эчмиадзину собранный урожай.
1 августа 1905 Николай II подписал указ о возвращении армянской церкви конфискованного имущества; одновременно разрешалось вновь открывать армянские национальные школы. К началу Первой мировой войны Россия в военно-политическом отношении достигла чрезвычайно крупных результатов в Турецкой (Западной) Армении, добившись согласия османских властей на проведение реформ в армянских вилайетах.

#### Геноцид армян

Основные районы резней, концентрационные лагеря (Дер Зор, Рас ул-Айн и т. д.)

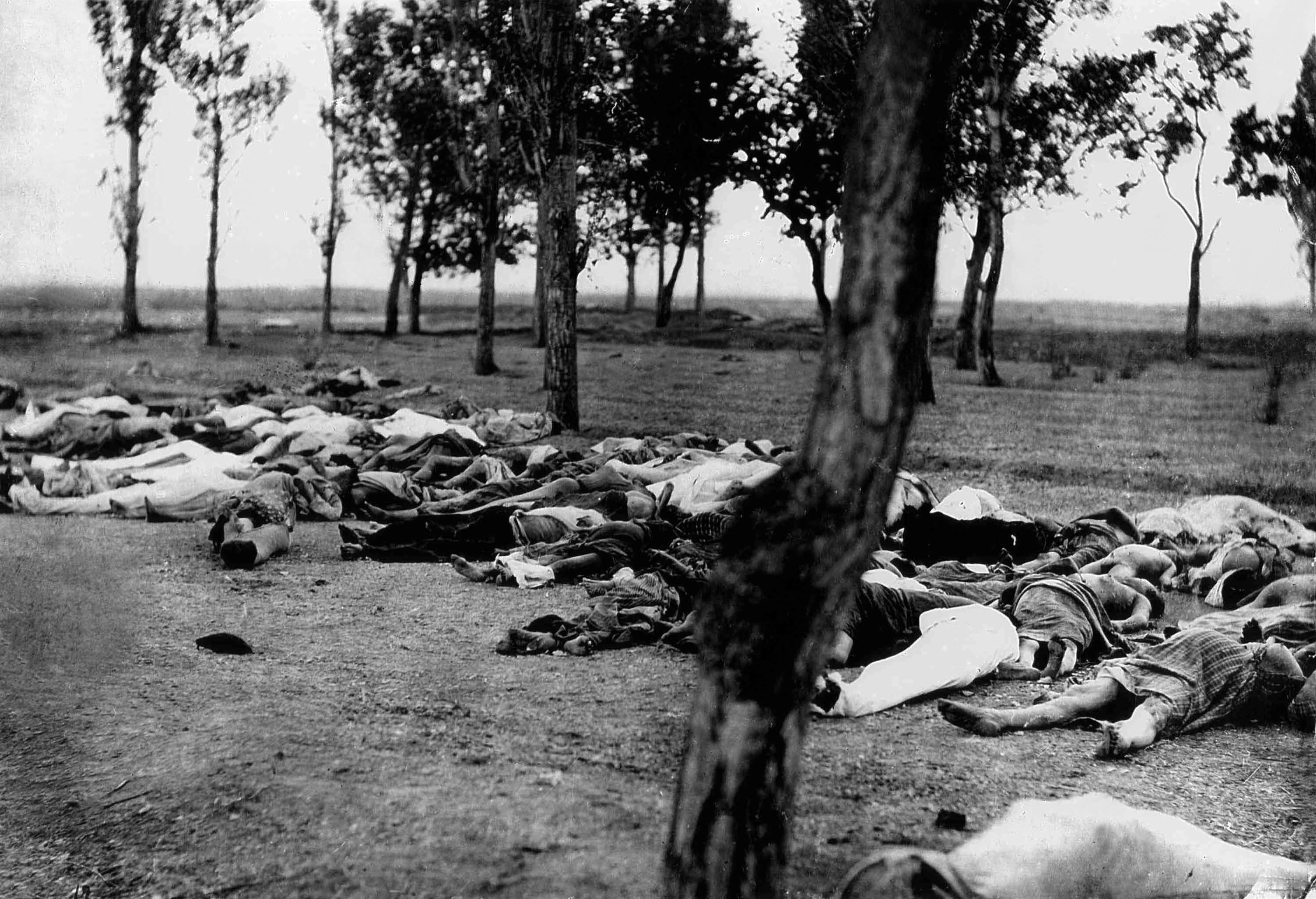
Останки убитых армян (фотография опубликована в 1918 г., в книге посла США Генри Моргентау)

В последние годы существования Османской империи в ней начались этнические чистки среди христианского населения, особенно сильно в которых пострадали армяне. Первая волна убийств прошла в 1894—1896 годах, а последняя — в 1915—1923 годах. В ходе Первой мировой войны османские турки обвинили армян в союзе с Российской империей и использовали это как предлог для объявления всего армянского населения врагом внутри страны. События с 1915 по 1923 года расцениваются подавляющим большинством историков именно как поддержанное государством массовое убийство — геноцид. Турецкие власти, однако, утверждают, что смерти были результатом гражданской войны, сочетавшиеся с болезнью и голодом, с жертвами с обеих сторон.
Точное число жертв трудно подсчитать. Из множества источников известно, что только в лагерях погибло более миллиона человек, не считая армян, которые были умерщвлены иными способами. Общее число погибших оценивается в полтора миллиона человек. Сотни тысяч армян вынуждены были спасаться от преследования и искать новую страну проживания. 

#### Первая Республика Армения
20 октября (2 ноября) 1914 года Россия объявила войну Турции. Армяне связывали с этой войной определённые надежды, рассчитывая на освобождение с помощью русского оружия Западной Армении. Поэтому армянские общественно-политические силы и национальные партии по всему миру объявили эту войну справедливой и заявили о безусловной поддержке России и Антанты.

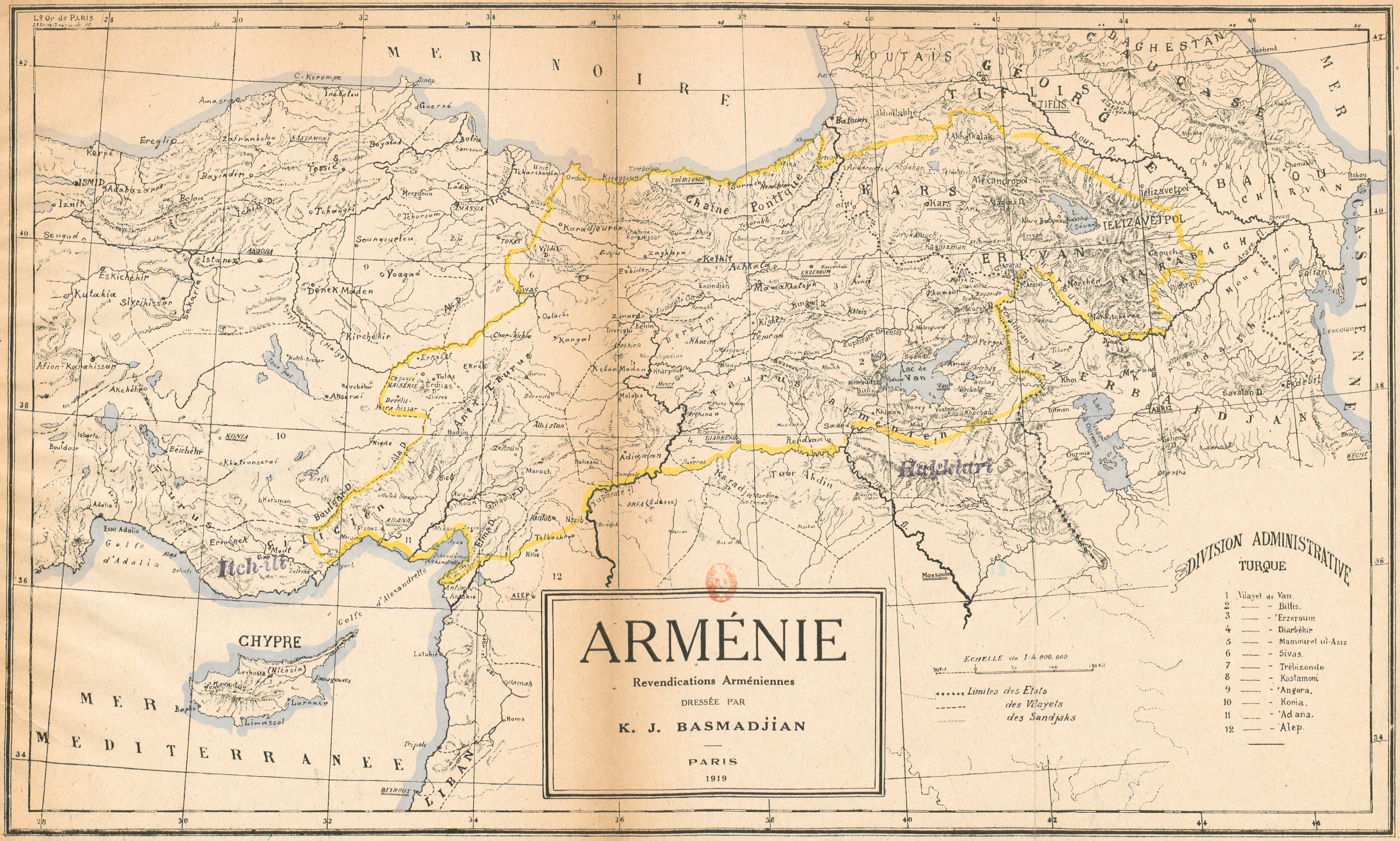
Территория республики Армения, представленная на парижской мирной конференции в 1919 году

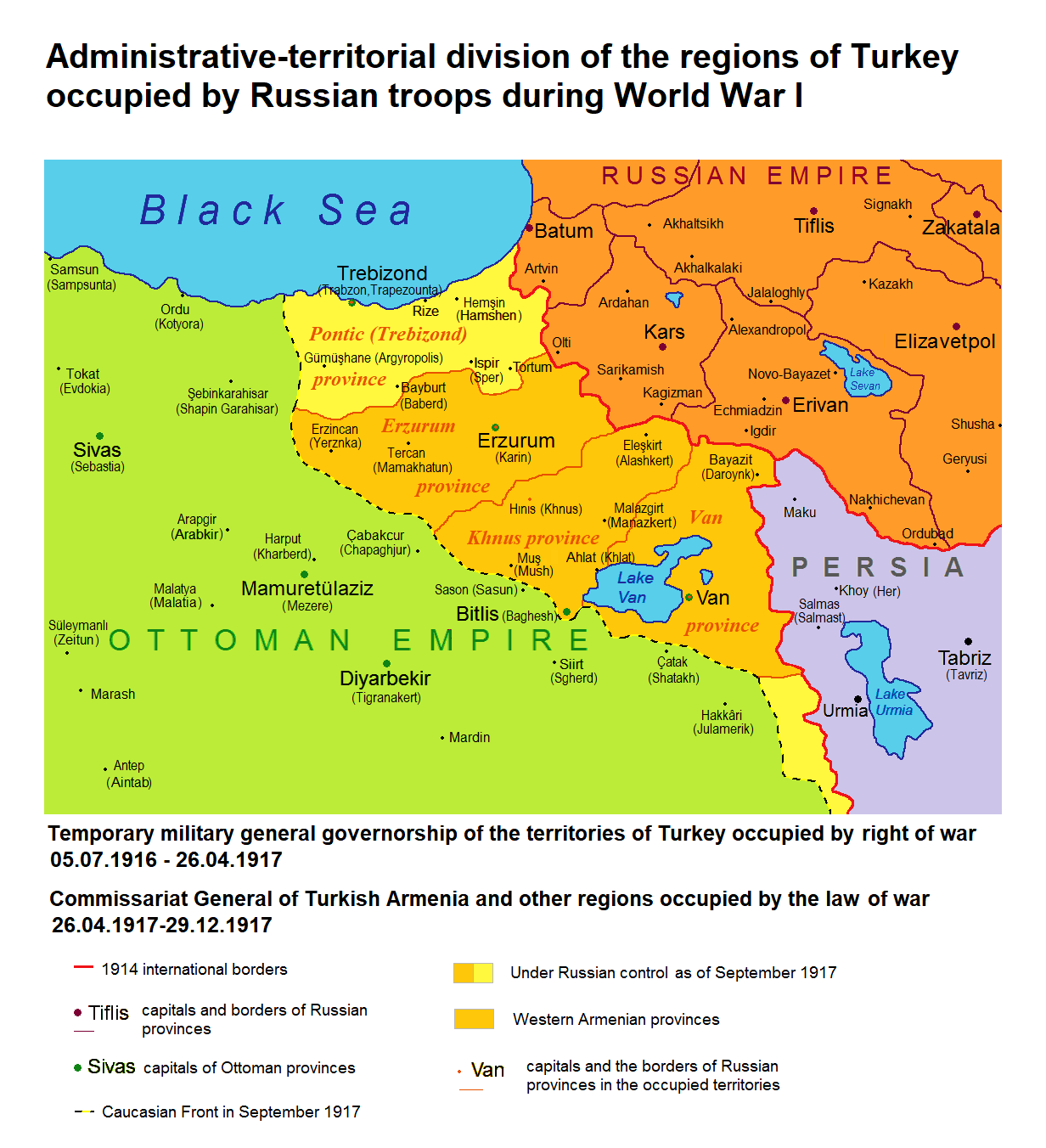
Турецкая территория, занятая русскими войсками по состоянию на осень 1917 г.

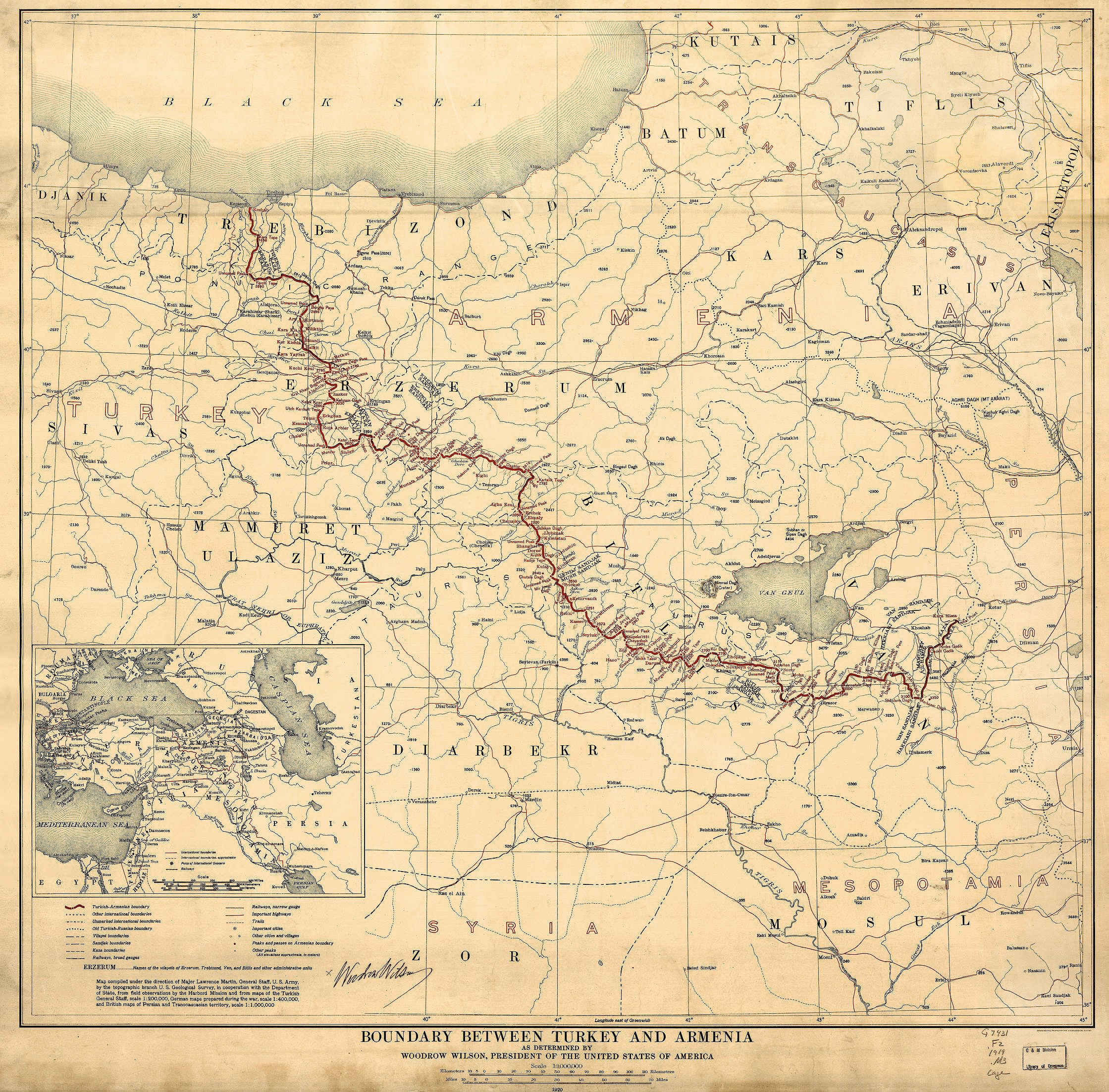
Западная граница Армении по Севрскому мирному договору

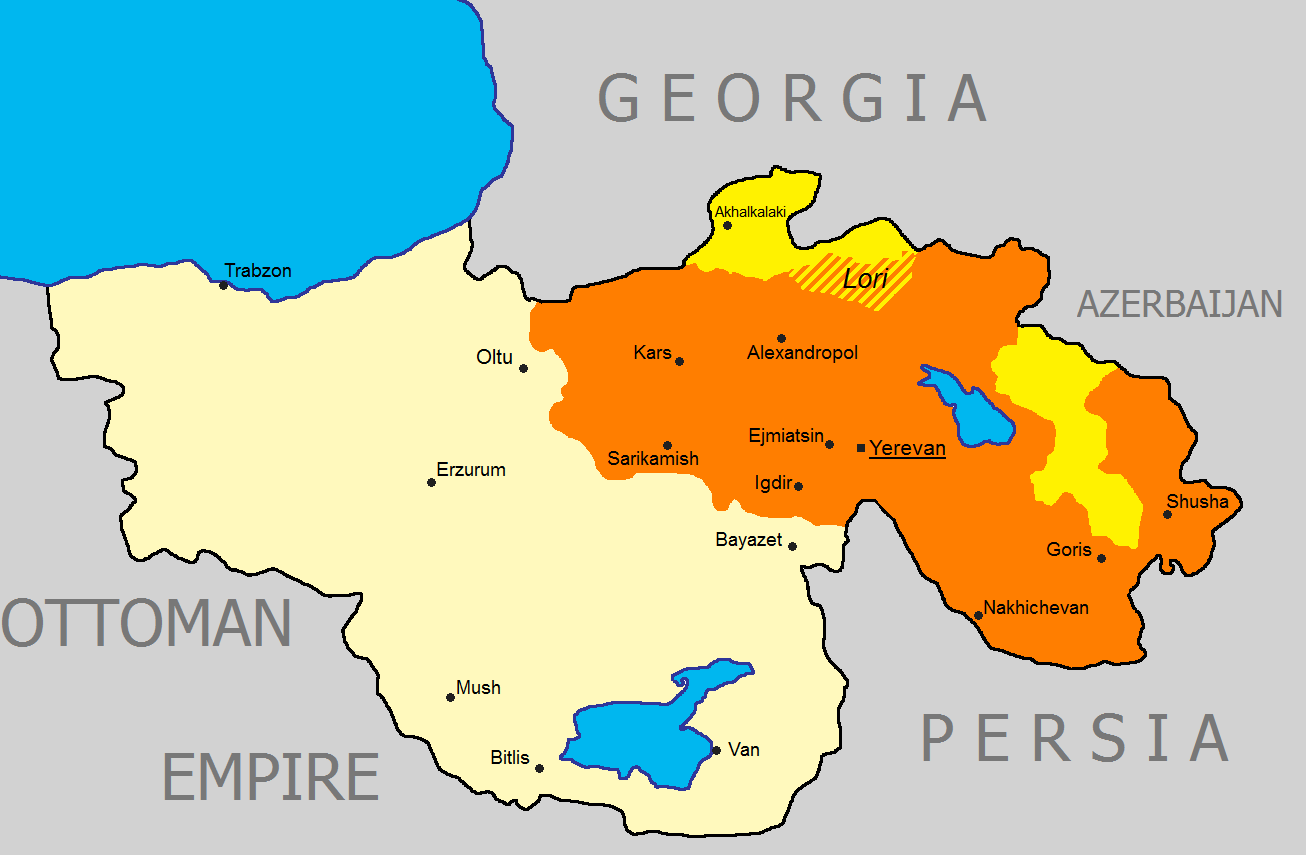
Первая Республика Армения (1918—1920 гг.)

К лету 1916 года российскими войсками была занята большая часть Западной Армении. Там была установлена российская оккупационная администрация.
В сентябре 1917 года на съезде в Тифлисе был избран Армянский национальный совет — впервые появившийся у Армении верховный политический орган с тех пор, как в 1375 году пала Малая Армения.
После Октябрьской революции 1917 года и полного развала Российского государства в Тифлисе был создан Закавказский комиссариат.
5 (18) декабря 1917 года между российскими и турецкими войсками было заключено так называемое Эрзинджанское перемирие. Это привело к массовому отходу русских войск из Западной (Турецкой) Армении на территорию России. К началу 1918 года турецким силам фактически противостояли лишь несколько тысяч кавказских (в основном армянских) добровольцев под командой двухсот офицеров.
30 января (12 февраля), за две недели до созыва Закавказского сейма, турецкие войска, воспользовавшиеся развалом Кавказского фронта и нарушившие условия перемирия, начали крупномасштабное наступление по всему фронту. 27 февраля (12 марта) 25-тысячная турецкая армия Вехип-паши вошла в Эрзурум. С падением этого города турки фактически вернули контроль над всей Западной Арменией.
В Ване армяне продолжали сопротивление турецкой армии до 18 апреля, но в конечном итоге были вынуждены эвакуироваться и отступить в Персию.
В апреле 1918 года Закавказский сейм провозгласил Закавказскую демократическую федеративную республику. Османская империя признала её и в мае заключила с ней перемирие. Однако 15 мая турецкие войска нарушили перемирие и начали наступление.

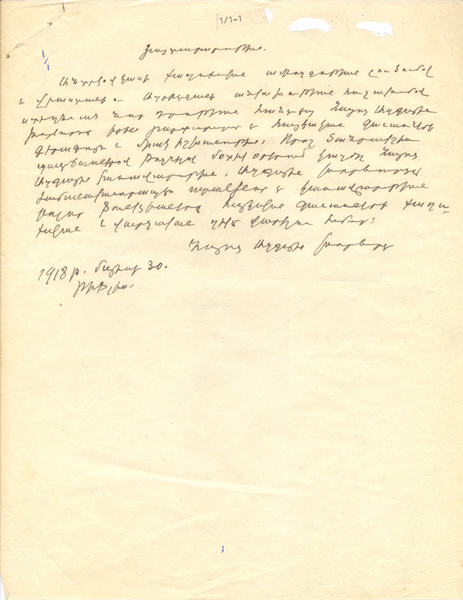
Декларация независимости Армении

Грузины и тем более азербайджанцы, сочувствовавшие туркам, не видели смысла далее вести войну. Закавказская федерация распалась, и 28 мая 1918 года в Тифлисе была провозглашена Демократическая Республика Армении.
В Кара-Килисском, Баш-Апаранском и Сардарапатском сражениях Армянский корпус нанёс поражение турецким войскам и остановил продвижение противника вглубь Восточной Армении, что помогло спасти вновь образованную республику от гибели.
Вывод германских и турецких войск из Закавказья в конце 1918 года привёл к обострению отношений Армении с Грузией и Азербайджаном из-за спорных территорий со смешанным армяно-грузинским и армяно-азербайджанским населением. Грузия претендовала на всю территорию Борчалинского уезда, Азербайджан — на Карабах и Зангезур. 9-31 декабря 1918 г. произошёл вооружённый конфликт с Грузией. Он был урегулирован в январе 1919 г. при посредничестве Великобритании — по соглашению, подписанному в Тифлисе, до решения Верховным советом Антанты вопроса о границах между Грузией и Арменией северная часть Борчалинского уезда передавалась Грузии, южная — Армении, а средняя (в которой находились Алавердские медные рудники) объявлялась «нейтральной зоной» и административно подчинялась английскому генерал-губернатору.
В мае 1919 года армянские войска начали боевые действия против Аракской республики, провозглашённой азербайджанцами в Нахичевани. Так началась армяно-азербайджанская война.
В марте 1920 года произошла шушинская резня, организованная Азербайджанской Демократической Республикой.
В 1920 году во французском Севре был подписан мирный договор, передающий значительную часть исторической Великой Армении армянскому государству. Тем временем турецкие националисты стремились завоевать дружеское отношение большевиков. Мустафа Кемаль Ататюрк отправил несколько делегаций в Москву, чтобы добиться поддержки для своего послеосманского движения. Такой союз обещал быть пагубным для армян.
В 1920 году на границе Демократической Республики Армении с бывшим грузинским районом Олти собрались небольшие отряды и происходили перестрелки с турецкой армией. Турецкий генерал Казим Карабекир ввёл четыре турецких батальона в регион и вытеснил армянские силы. Затем, 20 сентября, Карабекир двинулся в Республику Армении, вынудив правительство страны четырьмя днями позже объявить Турции войну.

Советско-турецкая граница, установленная по Карсскому договору. Красным цветом обозначена Российско-Османская граница по состоянию на 1914 год

Последствия войны Республики Армении с Турцией были тяжёлыми. По Александропольскому договору молодая армянская Республика должна была разоружить большинство своих войск, оставить 50 % своей довоенной территории, отдать все территории перешедшие ей по Севрскому мирному договору. Тем не менее, поскольку условия поражения обговаривались, большевик Григорий Орджоникидзе проник в Республику Армении из Азербайджана для того, чтобы установить в стране новое правительство, поддерживающее большевиков. 29 ноября 11-я советская армия вошла в Армению в Каравансарае (ныне Иджеван) и сразу же вступила в Эривань. Была провозглашена Армянская Советская Социалистическая Республика.
16 марта 1921 г. между Советской Россией и Турцией был подписан Московский договор, условия которого были продублированы в октябре того же года в Карсском договоре уже с участием новых советских республик Закавказья — Армении, Грузии и Азербайджана. Согласно этому договору, Турция получала Карс, Игдыр и Ардаган, но эвакуировала войска из Гюмри и Аджарии; Нахичевань, бывшая спорной территорией между Арменией и Азербайджаном, передавалась Азербайджанской ССР). Территория, отданная Турции, включала древний город Ани и гору Арарат, являющиеся духовными символами армян.
По Александропольскому договору между Арменией и Турцией (2 октября 1920) Армения обязалась передать Сюник (Зангезур и Нахичевань) со смешанным (армянским и азербайджанским) населением Азербайджану, но армяне в Зангезуре во главе с Гарегином Нжде не признали этого договора и последующей большевизации Армении, провозгласив Республику Горная Армения (в неё кроме Зангезура вошла и южная часть Нагорного Карабаха).
В феврале 1921 г. в Армении произошло антибольшевистское восстание, 18 февраля повстанцы захватили Ереван, было организовано временное революционное правительство, которое называлось «Комитетом спасения Родины», во главе с Симоном Врацяном. Но 2 апреля силы РККА отбили Ереван у повстанцев, их остатки присоединились к повстанцам Гарегина Нжде в Зангезуре.
Весной 1921 г. вооружённые отряды дашнаков были вытеснены Красной Армией в Иран, тем не менее Москва сочла необходимым оставить Зангезур за Арменией.
В 1922 году Армения вошла в состав СССР, став одной из трёх республик, составивших Закавказскую СФСР. Таким образом, с потерей Арменией суверенитета в международной политике и лишением Западной Армении её армянского населения, армянский вопрос исчез с международной повестки.

### Советская Армения (1922—1991)

#### Армянская Советская Социалистическая Республика

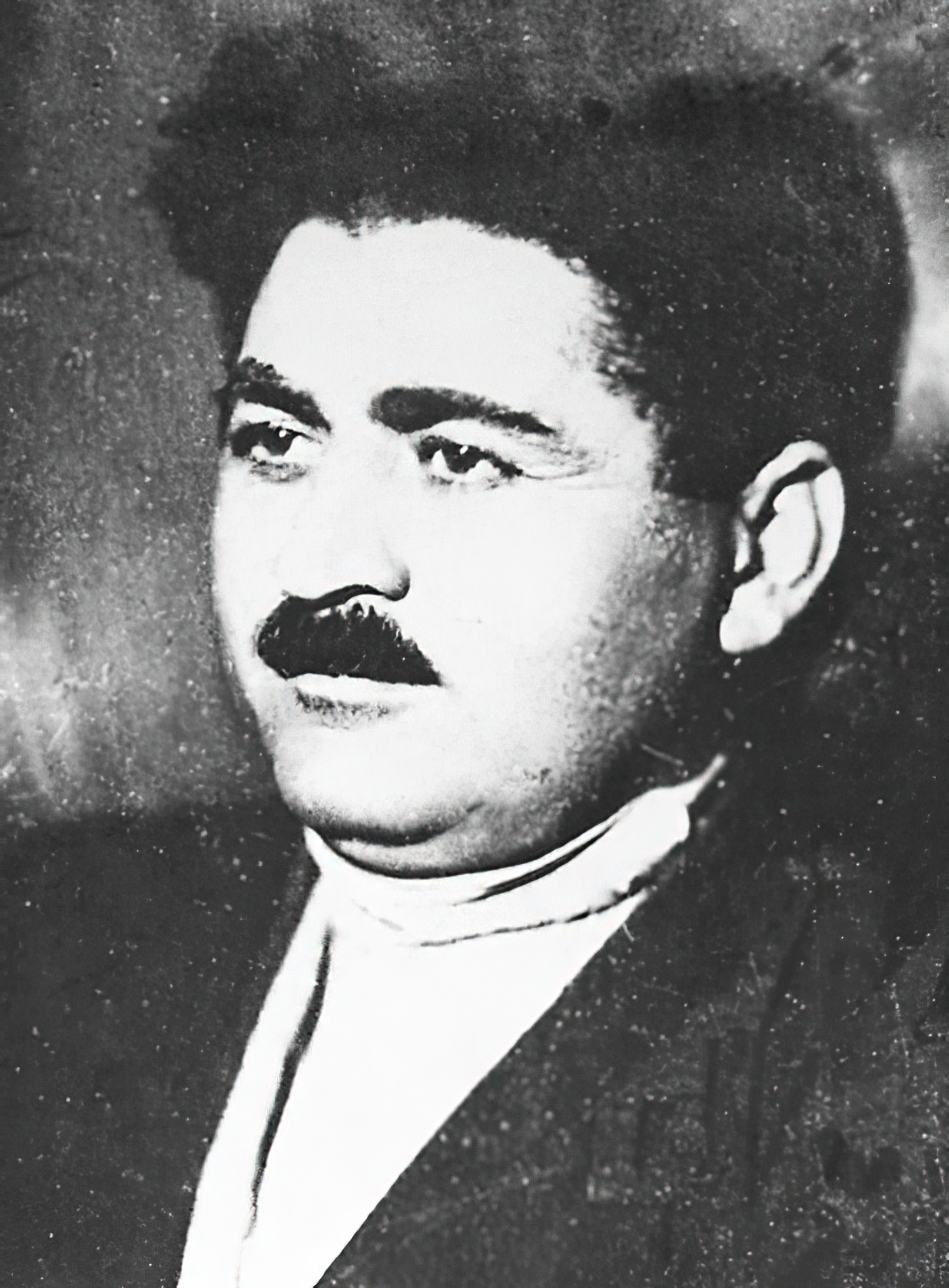
Агаси Ханджян, первый секретарь ЦК КП(б) Армении в 1930—1936 годах

В 1929 году в Армении началась массовая коллективизация.
Закавказская СФСР была упразднена в 1936 году, и Армянская ССР непосредственно вошла в состав Советского Союза. Последствия социальных преобразований, проводимых советским руководством, были тяжёлыми для Армении, как и для большинства других республик Советского Союза. Армяне находились под строгим контролем. Практически не было свободы слова. В период правления Сталина любой гражданин, будь то университетский профессор истории или колхозник с неполным средним образованием, подозревавшийся в употреблении национальной риторики в своих работах и даже быту, подвергался репрессиям как предатель, националист, дашнак, пропагандист и враг народа.
В 1930-е — 1940-е годы масштабным репрессиям подверглась армянская интеллигенция. Вместе с тем, Советская Армения внесла свой вклад в победу во Второй мировой войне, послав на линию фронта сотни тысяч солдат для борьбы с нацизмом.

##### Армения в Великой Отечественной войне

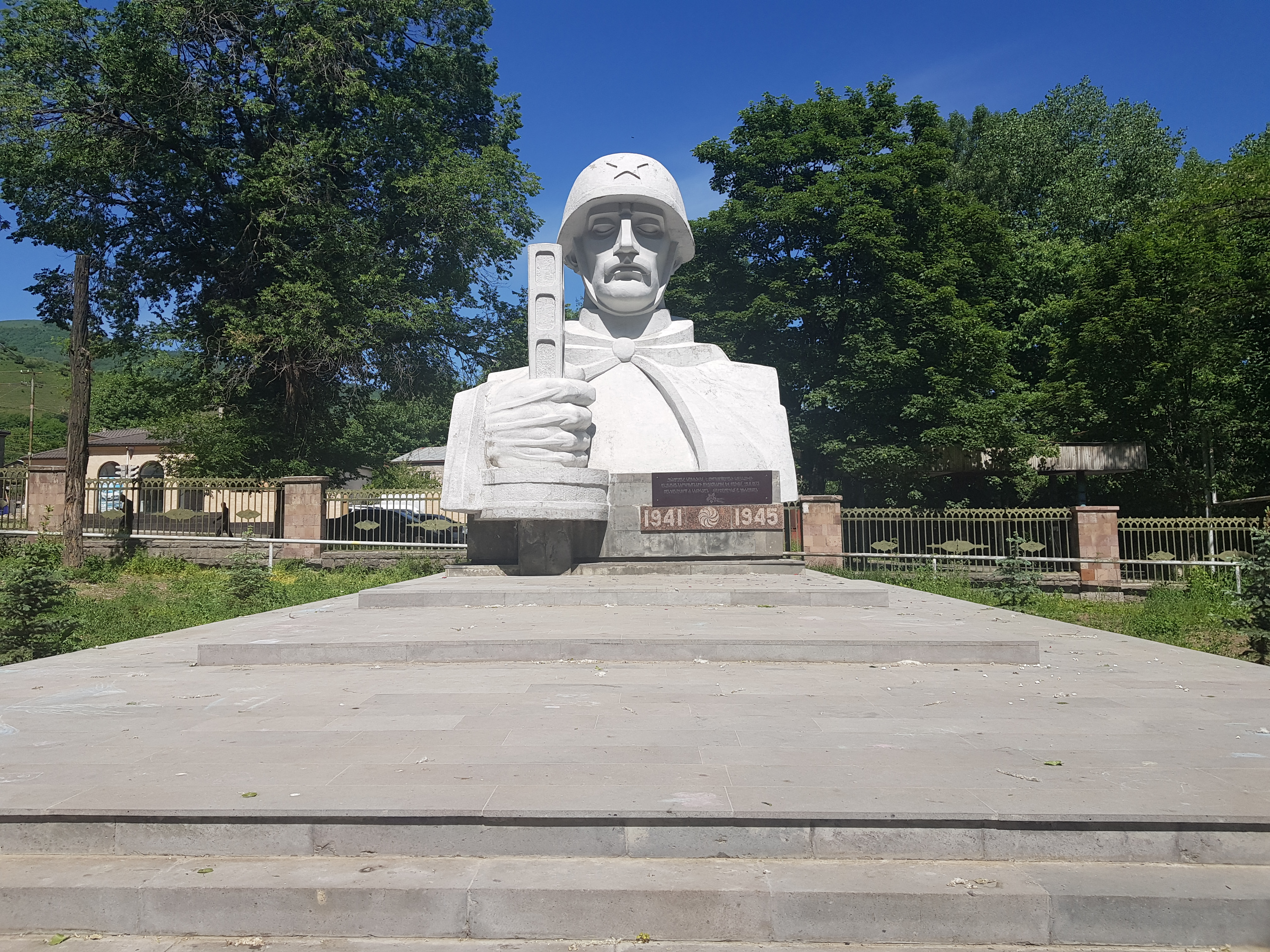
Один из множества мемориалов на территории Армении, посвящённых памяти погибших в Великой Отечественной войне, Ванадзор

22 июня 1941 года Армянская Советская Социалистическая Республика вместе со всем Советским Союзом вступила в Великую Отечественную войну.
Ещё 22 августа 1939 году, за 9 дней до начала Второй Мировой войны, рейхсканцлер Германии Адольф Гитлер в Кельштайнхаусе дал приказ высшим офицерам Третьего Рейха уничтожать представителей всех славянских народов, в том числе женщин и детей. На той же встрече им была произнесена следующая фраза: «Сейчас, в наше время, кто ещё помнит об уничтожении миллионов армян в Турции в 1915 г.».
За время войны на территории Армянской ССР было мобилизовано около 320 000 жителей (≈ 23 % всего населения республики, из них около 300 000 — армяне), а общее количество армян — жителей Советского Союза, участвовавших в Великой Отечественной войне, составило более 500 000 человек. В зарубежных армиях стран-союзниц сражалось ещё около 100 000 армян.
До конца войны армянское население опасалось вступления в войну Турции на стороне Третьего Рейха и её возможного нападения на Армянскую и Грузинскую ССР, в том числе и с целью окончательно решить Армянский вопрос, продолжив политику Геноцида армян.
Воинские соединения, состоящие из армян, отправлялись на одни из самых тяжёлых участков фронта, где армяне проявляли высочайшую стойкость и мужество. Армяне принимали участие в боях за Брест, Керчь, Крым, Киев, Москву, Ленинград, Кавказ и Сталинград, освобождали Прибалтику, Украину, Польшу и Молдову. Сражались на Днепре, в Сталинграде, на Курской Дуге и в БССР. Участвовали в боях на территории стран Восточной Европы и в войне с Японией.
На территории республики в 1941—1942 годах были сформированы: 89-я стрелковая Таманская Краснознамённая орденов Кутузова и Красной Звезды дивизия, 76-я стрелковая Краснознамённая дивизия имени тов. Ворошилова, 390-я стрелковая дивизия, 409-я стрелковая Кировоградско-Братиславская ордена Богдана Хмельницкого дивизия. Доукомплектование проходили: 17-я горнокавалерийская Кавказская дивизия им. Закавказского ЦИК и 261-я стрелковая дивизия (2-го формирования). Личный состав дивизий был преимущественно укомплектован армянам. В начале войны на территории Армянской ССР также дислоцировались 31-я, 61-я, 136-я (15-я гвардейская), 138-я (70-я гвардейская), 151-я, 236-я, 320-я, 406-я стрелковые дивизии и ряд других частей, значительную долю личного состава которых составляли армяне.
После взятия Рейхстага 2 мая 1945 года, бойцы армянской 89-й стрелковой дивизии исполнили возле его стен народный танец «Кочари».
За время войны 70 000 армян были награждены орденами и медалями, 99 армян и ещё 10 представителей других национальностей из Армянской ССР получили звание Героя Советского Союза (Иван Баграмян и Нельсон Степанян — дважды), 68 генералов-армян командовали различными воинскими соединениями на всех фронтах Великой Отечественной войны. Полными Кавалерами ордена Славы всех трёх степеней стали 26 человек. Более 66 000 тружеников тыла были награждены орденами и медалями. 8 армян в годы Великой Отечественной были награждены званием Героя Социалистического труда.

##### Сталин и Турция. Переселение заграничных армян в Армянскую ССР

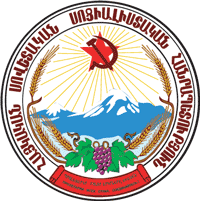
Герб Армянской ССР, основанный на эскизе Мартироса Сарьяна

В середине XX века началась репатриация армян в Армянскую ССР. 7 июня 1945 года министр иностранных дел СССР Молотов выдвинул на встрече турецкому послу в Москве требование о пересмотре советско-турецкой границы. Для обоснования этих претензий сразу же после завершения конференции в Ялте советское руководство во главе со Сталиным инициировало увеличение состава населения Армянской ССР и начало переселение армян из за рубежа на территорию Армении. В 1945 году новоизбранный армянский католикос Геворг VI направил письмо Сталину с выражением поддержки политики Сталина по репатриации армян диаспоры в Армянскую ССР и возвращению армянских земель в Турции. Это было частью общественной кампании направленной на создание гуманитарного обоснования территориальных претензий к Турции инициированной Сталиным.
Аннексия Карса и Ардагана вследствие вступления Турции в 1952 году в НАТО стала невозможной. После осознания того, что возвращения «исконных земель» не будет, лидеры Грузии и Армении стали строить интриги, направленные против Азербайджана. В 1953 году, после смерти Сталина, МИД СССР заявил, что народы Советской Армении и Грузии более не имеют территориальных претензий к Турции, однако переселение армян, проводимое совместно с выставлением территориальных претензий к Турции — состоялось. Ещё до 1945 года, за период с 1929 по 1937 года в Армянскую ССР уже было переселено более 16 тыс. армян. В основном переселенцы были из Европы, переселение полностью финансировалось советским правительством. Более масштабное, переселение охватило весь мир, включая армян из таких стран, как Греция, Сирия, Египет, Иран, Франция, США. За 2 года, с 1946 по 1948 года в Армянскую ССР иммигрировало более 100 тыс. армян. Переселение и размещение армян из-за границы сопровождалось массовой депортацией примерно 200 тыс. азербайджанцев в Кура-Араксинскую низменность Азербайджанской ССР. Согласно Зубоку, эта депортация и вселение армян происходило согласно плану Г. Арутюнова, подтверждённому в 1947 году И. В. Сталиным и Постановлению Совета министров СССР за № 4083 «О переселении колхозников и другого азербайджанского населения из Армянской ССР в Кура-Араксинскую низменность Азербайджанской ССР» 1948 года.

##### Послевоенное время. Карабахский конфликт
Советское правление также имело и несколько позитивных аспектов. Армения, ослабшая от нахождения на протяжении многих лет под чужим господством, не была бы способна удержать государственность, находясь в окружении враждебно настроенных тюркских соседей; поэтому нахождение в составе СССР способствовало защите Армении от кемалистской Турции. Также Армения извлекла пользу из советской экономики, особенно, когда та была на вершине своего подъёма. Из аграрной страны Армения превратилась в индустриальную, развивалась инфраструктура. Провинциальные сёла постепенно увеличивались, превращаясь в города. Мир между Арменией и Азербайджаном был достигнут, хоть и временно. В 1943 году на базе армянского филиала АН СССР была основана Академия наук Армянской ССР. На протяжении этого времени в Армении проживало немалое азербайджанское меньшинство, главным образом сосредоточенное в Ереване. Также и в Азербайджане было очень большое армянское население, сосредоточенное в Баку и Кировабаде, но эта демография сильно изменилась во время и после карабахского конфликта.
24 апреля 1965 года, в 50-ю годовщину геноцида армян 1915 года, в Ереване прошли протесты с участием десятков тысяч армян.
В конце 1980-х годов Армения страдала от загрязнения окружающей среды, вызванной ростом химической и горнодобывающей промышленности, который не был обеспечен соответствующими природоохранными мероприятиями. После введения Михаилом Горбачёвым гласности и перестройки публичные демонстрации стали более общепринятыми. Тысячи армян участвовали в демонстрациях в Ереване, протестуя против неспособности властей СССР принимать меры для решения экологических вопросов.
С началом конфликта в Карабахе в конце 1987 года демонстрации в Армении стали более националистическими, стало проявляться стремление к независимости Армении. 20 февраля 1988 года совет народных депутатов Нагорно-Карабахской автономной области проголосовал за присоединение региона к Армении (миацум).
В 1988 году жертвами Спитакского землетрясения стали десятки тысяч людей. Были разрушены такие города, как Ленинакан (ныне Гюмри) и Спитак. Множество семей остались без крова. Тяжёлая ситуация, созданная землетрясением и последующими событиями, вынудила многих жителей Армении покинуть страну.
В мае 1990 года состоялись выборы в Верховный совет Армянской ССР, в результате которых депутатами стали многие члены Армянского общенационального движения. В августе председателем Верховного совета был избран председатель правления Армянского общенационального движения Левон Тер-Петросян.
23 августа 1990 года Верховный совет Армянской ССР принял Декларацию о независимости Армении. Вслед за Августовским путчем 21 сентября 1991 был проведён референдум о выходе из состава СССР. За это проголосовали около 95 % граждан, принявших участие в референдуме. Тем не менее, полного признания независимости не происходило до формального распада Советского Союза 25 декабря 1991 года.

### Республика Армения (1991 — настоящее время)
17 октября 1991 года население Армении выбрало Левона Тер-Петросяна своим первым президентом.
Весной 1992 года армянские формирования установили контроль над Нагорным Карабахом. Но война с Азербайджаном продолжалась до мая 1994, когда при посредничестве России между Арменией и Азербайджаном было заключено соглашение о прекращении военных действий.

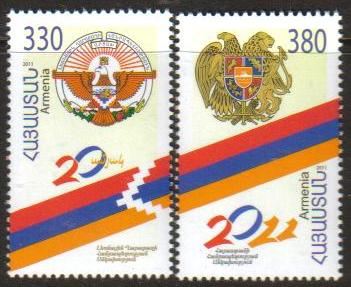
20 годовщина независимости, марка Армении 2011 г.

В связи с экономическим кризисом и коррупцией начало расти недовольство президентом Тер-Петросяном и его партией Армянское общенациональное движение. В конце 1994 года правительство запретило деятельность партии Дашнакцутюн и несколько оппозиционных газет. В июле 1995 года состоялся референдум, на котором были внесены поправки в конституцию, предусматривающие усиление власти президента за счёт сокращения полномочий парламента. На парламентских выборах в июле 1995 года победил Республиканский блок во главе с Армянским национальным движением.
В сентябре 1996 года Левон Тер-Петросян был переизбран на второй срок, однако в феврале 1998 года он был вынужден подать в отставку.
30 марта 1998 года по результатам внеочередных президентских выборов президентом стал Роберт Кочарян, бывший президент непризнанной Нагорно-Карабахской Республики. В результате парламентских выборов, прошедших в мае 1999 года, самое большое число мест в парламенте получил блок «Единство» (альянс Народной партии и Республиканской партии).
27 октября 1999 года произошёл террористический акт в армянском парламенте, унёсший жизни премьер-министра, спикера парламента и ещё 5 человек.
В марте 2003 года Кочарян был переизбран президентом Армении. Оппозиция обвиняла его в фальсификации результатов выборов и использовании административного ресурса.
В феврале 2008 года президентом был избран Серж Саргсян. Однако оппозиция не признала результаты выборов и устроила массовый митинг протеста. 1 марта митингующие в Ереване были окружены силовиками и разгромлены. После этого в городе произошли массовые столкновения оппозиции и силовиков. Последними было применено огнестрельное оружие против демонстрантов, 10 человек погибли.
Саргсян вступил в должность в апреле 2008 года. Со второй половины 2008 года начали заметно улучшаться армяно-турецкие отношения, ранее бывшие достаточно напряжёнными. В сентябре 2008 года по приглашению Саргсяна в Армению приехал президент Турции Абдуллах Гюль, и хотя основной целью визита было объявлено присутствие на футбольном матче сборных Армении и Турции, между Гюлем и Саргсяном также состоялась встреча по вопросу урегулирования отношений.
В мае 2012 года в Армении прошли парламентские выборы, на которых возглавляемая Саргсяном Республиканская партия Армении одержала победу.
В феврале 2013 года Саргсян был переизбран на второй срок. В 2015 году прошёл конституционный референдум, преобразовавший страну из полупрезидентской в парламентскую республику. С 1 по 5 апреля 2016 года в Нагорном Карабахе произошли столкновения между вооружёнными силами Армении и Нагорно-Карабахской Республики (НКР) с одной стороны и Азербайджана.
В апреле 2018 года второй срок Саргсяна подошёл к концу. Его преемником стал Армен Саркисян, бывший премьер-министр Армении, который был избран Национальным собранием на президентский пост за месяц до того. Однако выдвижение экс-президента Саргсяна на пост премьер-министра привело к массовым протестам, которые возглавил Никол Пашинян. 23 апреля Саргсян подал в отставку. 8 мая 2018 года Пашинян был избран на должность премьер-министра.
16 октября 2018 года Пашинян подал в отставку, но сохранил за собой статус исполняющего обязанности премьер-министра. 24 октября 2018 года Национальное собрание Армении первый раз не избрала Премьера-министра страны, 1 ноября оно не избрало его второй раз, после чего Президент Армении Армен Саркисян подписал указ о роспуске парламента и назначении Досрочных парламентских выборов в Армении на 9 декабря. На этих выборах блок Пашиняна «Мой шаг» победил, набрав 70,43 % голосов избирателей. 14 января 2019 года Пашинян вновь стал премьер-министром Армении.
27 сентября 2020 года, азербайджанские силы начали широкомасштабное наступление по периметру Нагорного Карабаха после длительного периода относительного затишья. Война продолжалась до 10 ноября того же года, когда президент Азербайджана, премьер-министр Армении и президент России подписали заявление о прекращении огня с 10 ноября 2020 года. Армения была вынуждена передать Азербайджану территории в Нагорном Карабахе и прилегающие к нему районы. В связи с этим, в Ереване начались акции протеста, в ходе которых некоторые демонстранты требовали отставки Пашиняна.
25 февраля 2021 года начальник Генерального штаба вооружённых сил Армении Оник Гаспарян и более 40 других высокопоставленных военных выступили с заявлением, в котором содержится призыв к отставке правительства и премьер-министра. Пашинян назвал это заявление попыткой военного переворота, уволил Оника Гаспаряна и заявил 10 марта, что приказ о его увольнении вступил в силу несмотря на отсутствие подписи президента. При этом президент Армении обратился в Конституционный суд по вопросу о конституционности закона позволяющего премьер-министру увольнять начальника Генштаба. 25 апреля 2021 года Пашинян объявил о своей официальной отставке, чтобы позволить провести внеочередные выборы в июне, хотя он заявил, что останется исполняющим обязанности премьер-министра до проведения выборов. 20 июня 2021 года на досрочных парламентских выборах, победу одержала партия «Гражданский договор» и Никол Пашинян переизбрался премьер-министром Армении.
23 января 2022 года Армен Саркисян подал в отставку с должности президента. Новым президентом был избран Ваагн Хачатурян.
25 апреля 2022 года массовые акции протеста и гражданского неповиновения, направленные против действующей власти в Армении и требующие отставки Пашиняна возобновились. В протестах приняли участие активисты из различных оппозиционных сил.

## История армянской диаспоры

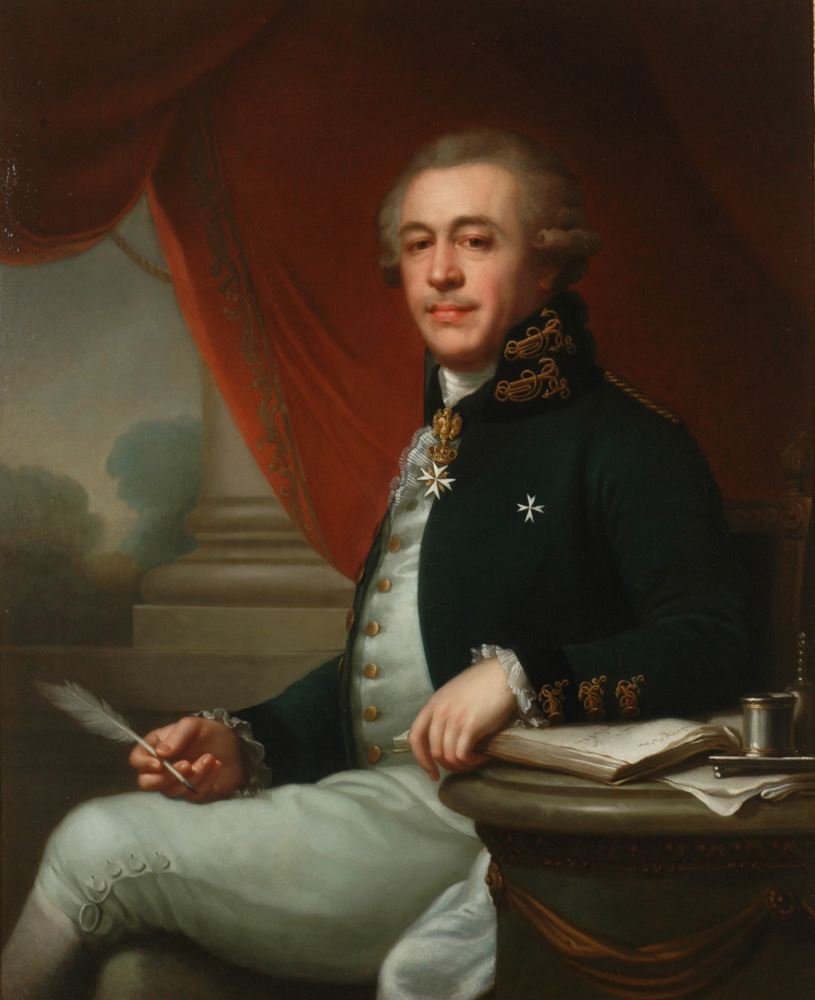
Иван Лазарев основатель богатой и влиятельной династии Лазаревых, меценатов и ярких представителей армянской диаспоры Российской империи. На его средства построен Лазаревский институт восточных языков

Политическая судьба родной страны стала причиной расселения армян по всему миру. Большие армянские диаспоры существуют в арабских странах Ближнего Востока и в Иране, в России, Западной Европе, США, странах Латинской Америки и Австралии. Армяне живут так же в Китае и в Индии, куда они перебрались уходя от персидского гнёта (преимущественно из Джульфы).
До начала V века армянские колонии сложились в странах Ближнего Востока. В дальнейшем, в результате арабского нашествия (VII—IX веков) и нашествий сельджуков (XI век) эмиграция приняла более массовый характер распространившись на Европу, города Золотой Орды, Крым, Польшу, Украину. В XI—XIV веках увеличилось число армян в Византии (Фракия), Египте, Сирии, Ливане, образовались большие колонии в Галиции, Молдове, Венгрии и других районах. На рубеже XIV века увеличивается переселение армян в Грузию, Россию, Крым. В начале XVII века армяне основали в Иране город Новая Джульфа (Новая Джуга).
В 1512 году армянами диаспоры было основано армянское книгопечатание в Венеции. В 1672 году армянин Паскаль открыл в Париже первое кафе. В 1794 году в Мадрасе (Индия) выходит первый армянский журнал «Аздарар». Конгрегация (братство) армянских мхитаристов пользовалась большим уважением в Венеции и Вене.
В России, где армяне со времени Петра Великого нашли покровительство, они образовали в Петербурге, Москве и на Украине целые общины. Большие армянские поселения существовали в Астрахани, а также на Северном Кавказе. В 1778—1779 годах армяне основали в устье Дона несколько сёл и г. Новый Нахичевань (ныне — в черте Ростова-на-Дону). В армянских колониях шла оживлённая общественно-политическая жизнь, в них открывались школы, типографии, театры; они играли значительную роль в развитии армянской культуры и литературы. В 1815 году армянами в Москве основан Лазаревский институт.
До 1915 года большое число армян проживало в Турции (преимущественно на территории исторической Западной Армении, а также в Константинополе и его окрестностях). После первого геноцида XX века, учинённого младотурками (см. армянский геноцид), многие выжившие армяне оказались на территории современных арабских государств — Сирии, Ливане, Ираке и др. Значительная часть позже перебралась в Европу и Америку.

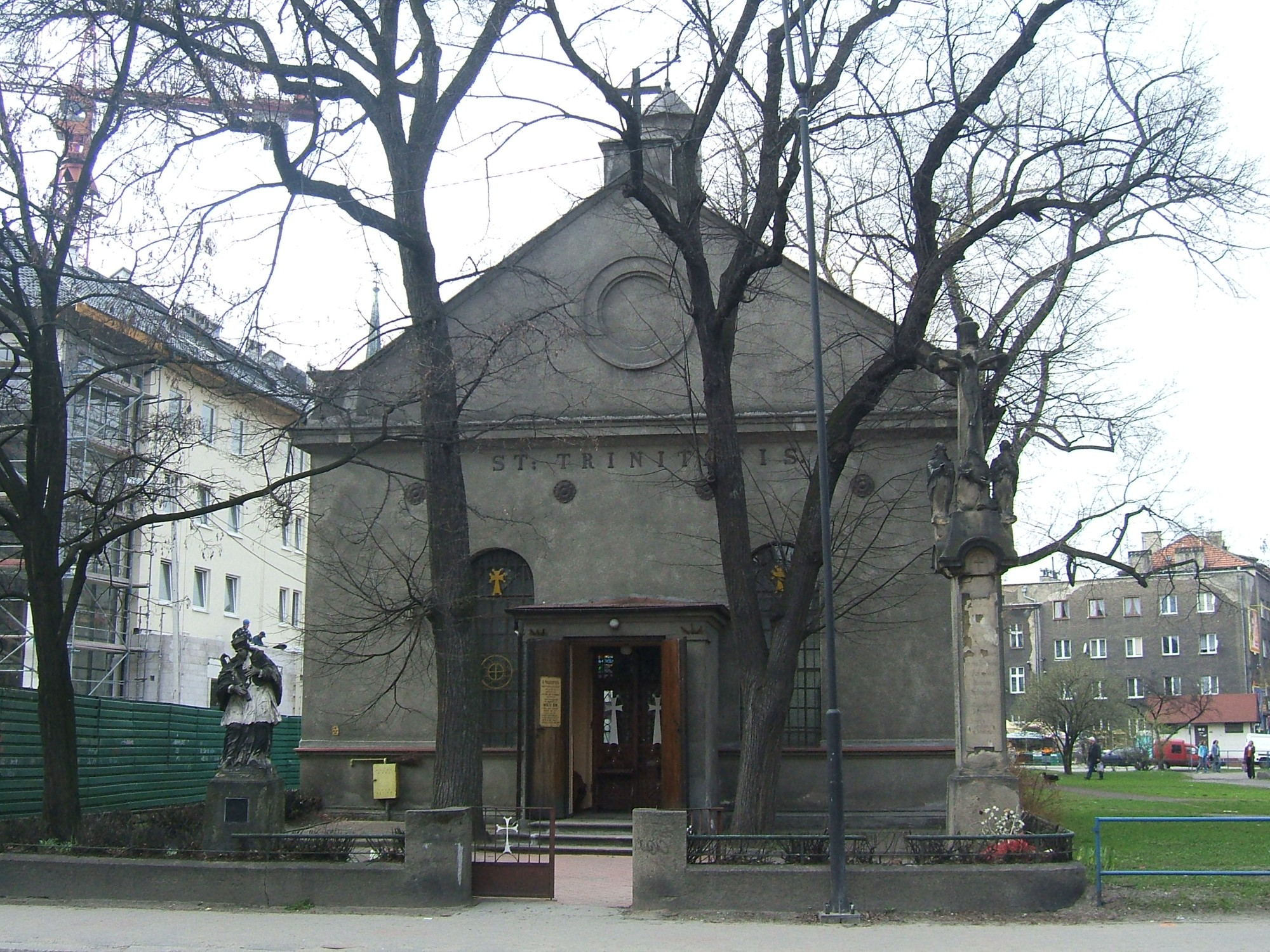
Армянская церковь в Гливице

Во время Второй мировой войны 1939—1945 годах часть армян Франции, Румынии, Болгарии и других стран участвовали в движении сопротивления и воевали на стороне Антигитлеровской коалиции. В диаспоре организовывали сбор средств для закупки вооружения, в том числе строительство танковых колонн для Красной Армии.
В то же время из части армян (советских военнопленных) немецкое командование организовало в своих войсках Армянский легион, являвшийся подразделением вермахта.
В период правления Сталина по инициативе советского правительства была объявлена репатриация. В 1924—1936 и в 1946—1948 годах в Армянскую ССР репатриировалось около 150 тыс. армян. Впоследствии многие из них подверглись репрессиям. В июле 1949 года была проведена массовая депортация армянской интеллигенции вместе с семьями в Среднюю Азию, где большинство из них погибло.

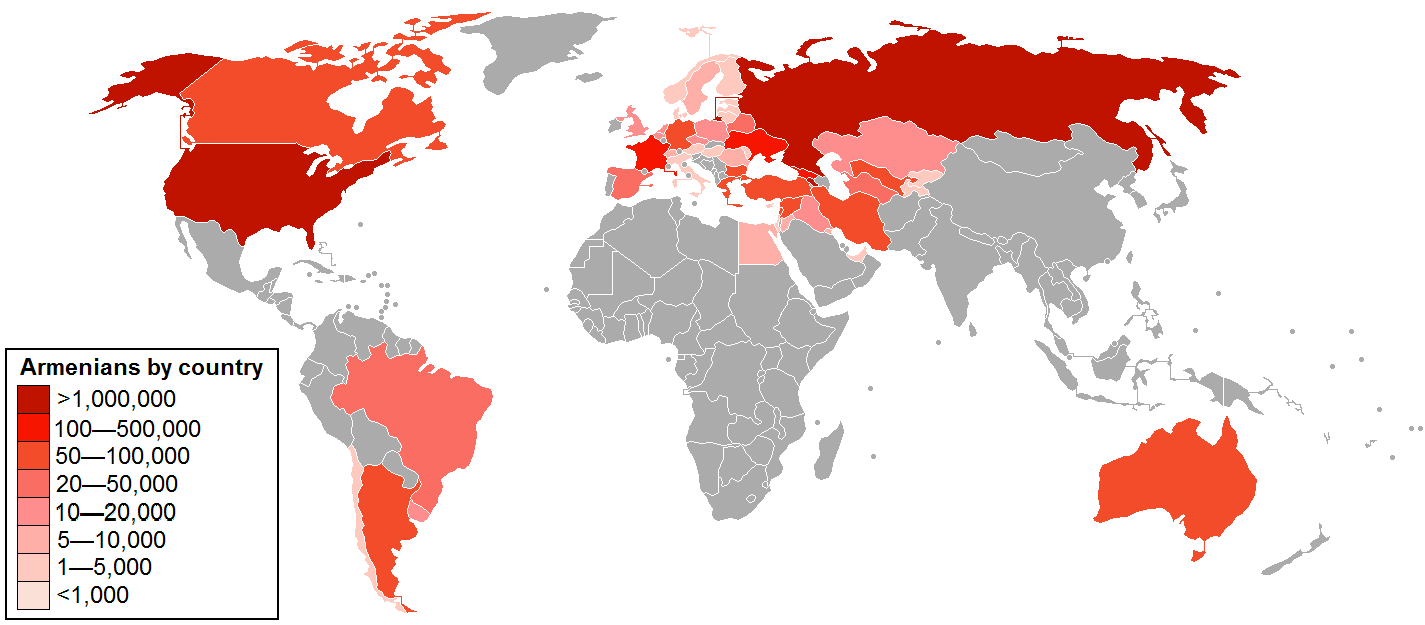
Карта расселения армян в мире

На настоящий момент более половины армян живут вне пределов их исторической родины. Крупные армянские общины существуют в США, России, Иране, Ливане, Украине, Франции, Сирии, Аргентине, Иордании, Болгарии, Бразилии, Канаде, Австралии и многих других странах. Диаспора оказывает большую экономическую и политическую помощь Армении.